# Harta, Ba Lan
Harta là một ngôi làng nằm ở xã Dynów, huyện Rzeszowski, tỉnh Podkarpackie, Ba Lan. Làng có kiểu một đường trục xuyên suốt tọa lạc tại chân đồi Dynowskie, trong trũng suối cùng tên trải ra các quả đồi chung quanh.
Harta là làng quý tộc được thành lập theo luật German cuối thế kỷ 14 đầu thế kỷ 15. Văn bản đề cập đầu tiên là vào năm 1429. Làng từng thuộc quyền sở hữu các gia tộc Kmita, Denowski, Tarnowski, Wapowski, Ogiński và Skrzyński. Là một trong những tâm điểm lớn cho phong trào nông dân thế kỷ 20, Harta là nơi diễn ra khởi nghĩa nông dân năm 1937.
Về mặt lịch sử, làng từng thuộc xứ Sanok, huyện Brzozów, tỉnh Przemyśl. Giữa thế kỷ 20, làng trở thành gromada độc lập. Trong giai đoạn 1934–1954 và từ 1973 đến nay, làng trực thuộc xã Dynów.
Harta là một trong những làng lớn nhất vùng phụ cận và toàn tỉnh Podkarpackie. Dân số năm 2022 là 2.045 người. Làng mang nét nông nghiệp điển hình, nhà máy cuối cùng của làng thuộc hãng sữa địa phương đã phá sản vào thập niên 1990.
Harta có giáo xứ Công giáo thánh Nicôla, gồm hai nhà thờ là nhà thờ giáo xứ cùng tên và  nhà thờ Đức Mẹ Mân Côi. Làng có trường tiểu học được xây dựng theo chương trình thiên niên kỷ Ba Lan vào thập niên 1960.
Các hiệp hội văn hóa và xã hội hoạt động trong làng bao gồm: Trạm cứu hỏa tình nguyện, Ban nhạc kèn đồng, câu lạc bộ Hiến máu từ thiện, ban nhạc dân gian Młoda Harta, câu lạc bộ săn bắn Sarenka, câu lạc bộ bóng đá Orzeł Harta và Hiệp hội phát triển văn hóa và nông thôn Harta. Làng có nghề chưng cất rượu truyền thống được bảo tồn.

## Vị trí
Về mặt địa lý, làng Harta nằm trên vùng Karpat lưu vực sông San, phía đông chân đồi Dynowskie, trải dài từ 49°50′ đến 49°53′ vĩ độ Bắc và 22°10′ đến 22°15′ kinh độ Đông.
Ranh giới địa chính Harta: phía bắc giáp làng Dylągówka và Szklary của xã Hyżne, phía tây giáp làng Piątkowa và Futoma của xã Błażowa, phía đông giáp làng Bachórz, phía nam giáp làng Ulanica và thị trấn Dynów.
Trong Hệ thống định danh và địa danh Ba Lan (tiếng Ba Lan: System identyfikatorów i nazw miejscowości -SIMC), Harta có mã định danh 0601484.

### Hợp phần
Harta gồm ba hợp phần chính: Harta Dolna (Hạ Harta) và Harta Górna (Thượng Harta) có từ làng gốc thời trung cổ và Lipnik vốn là thị trấn tách biệt riêng. Hệ thống phân khu lãnh thổ quốc gia chính thức TERYT phân biệt 18 vùng nông thôn Harta, được liệt kê trong bảng dưới đây. Ngoài ra, tên các ấp mang tính truyền thống lịch sử là: Bajorka, Boginki, Czerwonka, Czerwonki, Góry, Hałasówka, Jawornik, Księży Las, Leszczyna, Limarzyska, Niziny, Olszyny, Fern, Pieczarki, Piekło, Poręby, Przydatki, Szmuliska và Zalesie.
| Cấu phần của làng                  | Cấu phần của làng | Cấu phần của làng   | Cấu phần của làng |
| ---------------------------------- | ----------------- | ------------------- | ----------------- |
| Mặt bằng nhà cửa và cấu phần Harta |                   |                     |                   |
| SIMC                               | Tên               | Loại                |                   |
| 0601490                            | Berlin            | thành phần của làng |                   |
| 0601509                            | Budy              | thành phần của làng |                   |
| 0601515                            | Ciepła Połać      | thành phần của làng |                   |
| 0601521                            | Górka             | thành phần của làng |                   |
| 0601538                            | Grzybownia        | thành phần của làng |                   |
| 0601544                            | Harta Dolna       | thành phần của làng |                   |
| 0601550                            | Harta Górna       | thành phần của làng |                   |
| 0601567                            | Koszary           | thành phần của làng |                   |
| 0601573                            | Krzywda           | thành phần của làng |                   |
| 0601580                            | Lipnik            | thành phần của làng |                   |
| 0601596                            | Luzbarg           | thành phần của làng |                   |
| 1000781                            | Mątewki           | thành phần của làng |                   |
| 0601604                            | Miasteczko        | thành phần của làng |                   |
| 0601610                            | Osiki             | thành phần của làng |                   |
| 0601627                            | Pasieka           | thành phần của làng |                   |
| 0601633                            | Pustki            | thành phần của làng |                   |
| 1000812                            | Śliwy             | thành phần của làng |                   |
| 0601640                            | Wysoka            | thành phần của làng |                   |

## Điều kiện tự nhiên
| Loại che phủ đất              | Khu vực (ha) | %     |
| ----------------------------- | ------------ | ----- |
| đất nông nghiệp               | 1431,39      | 55,8% |
| đất canh tác                  | 1120,92      | 78,3% |
| cánh đồng                     | 141,24       | 9,9%  |
| đồng cỏ                       | 169,23       | 11,8% |
| rừng                          | 900,53       | 35,1% |
| đất xây dựng                  | 106,40       | 4,1%  |
| đường giao thông              | 111,45       | 4,3%  |
| đất ngập nước                 | 14,78        | 0,6%  |
| đất hoang và các khu vực khác | 1,60         | 0,1%  |
| Tổng                          | 2566,14      | 100%  |

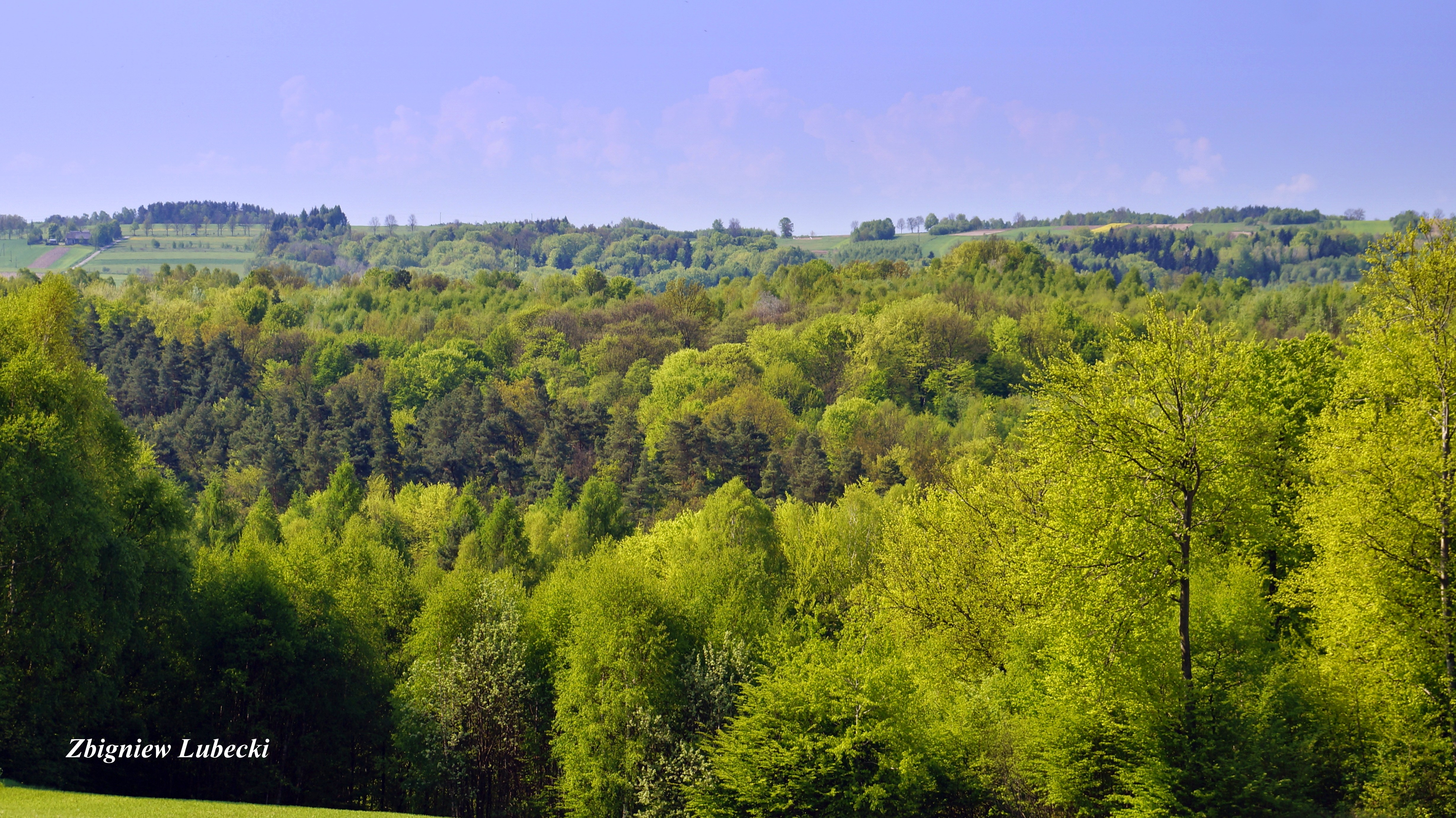
Rừng Ulanki giữa Harta và Ulanica.

Harta nằm trong thung lũng sông cùng tên là tả ngạn sông San dài 11,1 km. Hai bờ sông là những dãy núi phủ rừng trải dài từ tây bắc đến đông nam, ngăn cách làng với các thị trấn lân cận. Điểm thấp nhất của làng là 242 m so với mực nước biển, còn lại đa phần đều nằm ở độ cao 250–300 m, một số ngọn đồi phía nam thấp hơn 390 m (đỉnh Góra Wysoka 364 m) còn phía bắc là khoảng 410 m. Đỉnh cao nhất của dãy phía bắc và toàn bộ làng là Czabajka 416 m so với mực nước biển.
Rừng Czarny Las và Księży Las phía bắc ngăn cách Harta với làng Dylągówka, còn rừng Ulanki phía nam ngăn cách với Ulanica. Czarny Las do Lâm trường Kańczuga quản lý, với diện tích rừng 410 ha ở Harta. Rừng Harta thuộc lâm trường chân núi Kapat của khu vực rừng vùng Karpat.
Harta thuộc hai khu vực bảo tồn:
- Khu bảo tồn cảnh quan Przemyśl-Dynowski, tạo thành vùng đệm cho Công viên cảnh quan chân đồi Przemyśl,[20]
- Khu bảo tồn đặc biệt Natura 2000 chân đồi Przemyśl.[21]

Diện tích nông thôn đến năm 2023 chủ yếu là đất nông nghiệp (tổng cộng 55,8% diện tích địa chính), bao gồm cây trồng trên đất canh tác (78,3%), thảo điền (9,9%) và đồng cỏ (11,8%). Rừng, diện tích phủ thực vật (cây gỗ và cây bụi) chiếm 35,1% (độ che phủ rừng ở mức trung bình trong xã và mức cao trong huyện). Đất xây dựng và thông tin liên lạc chiếm 8,4% tổng diện tính.
Không có hồ nước nào lớn hơn "Ao ở Domino" rộng 2,2 ha nằm ở rìa nam. Thập niên 1960-1970 vẫn có ao lớn khác nhưng bị lấp làm sân bóng đá năm 2014. Có hồ chứa nước nhỏ giữa khu dân cư.

### Động thực vật

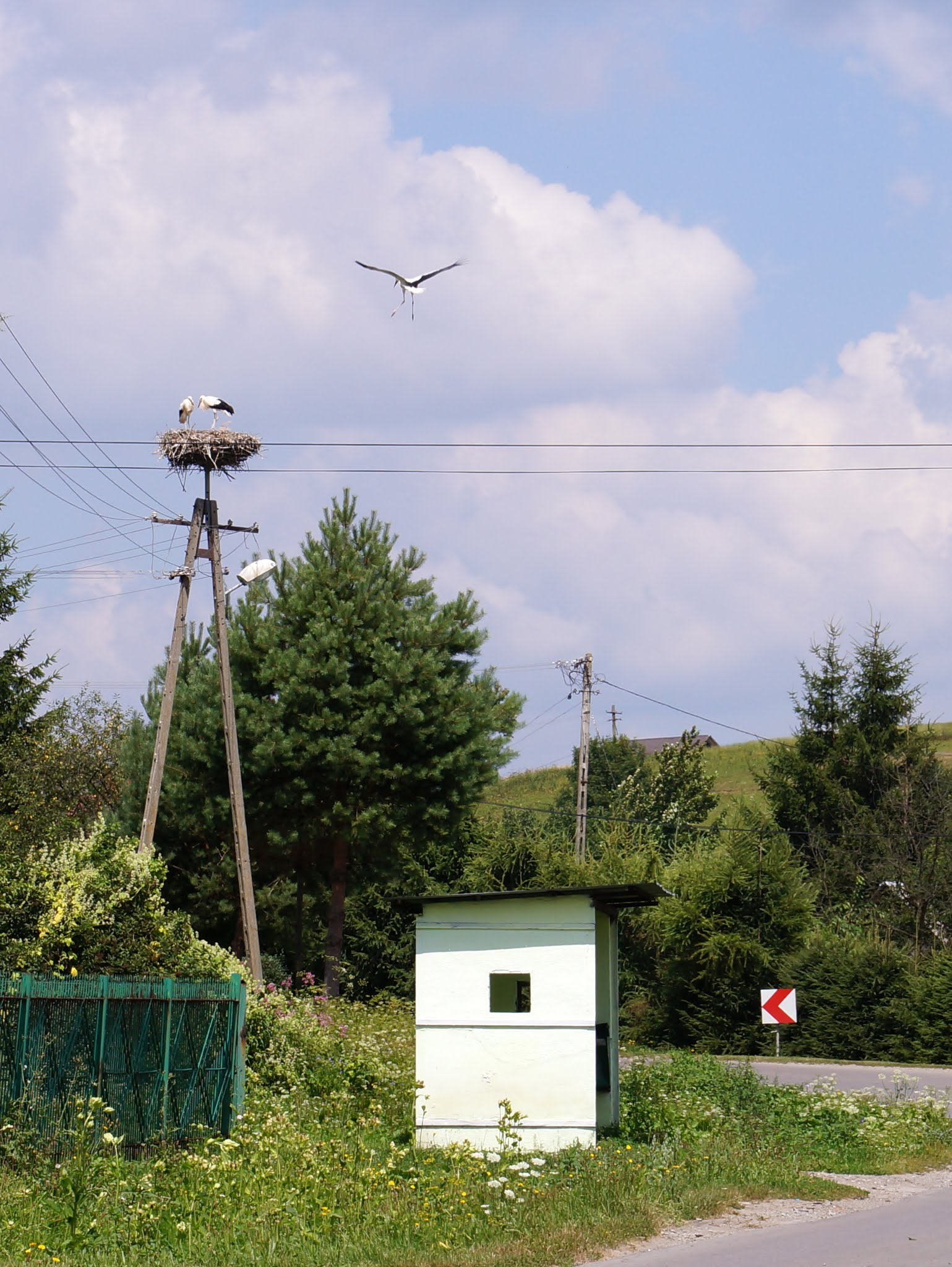
Hạc trắng đậu trên tổ cố định tại Harta

Diện tích rừng ở Harta chủ yếu là rừng thấp Lśw với phần nhỏ rừng ngập nước ven sông. Các loài cây phổ biến nhất là linh sam bạc, thông Scots và sồi, bên cạnh đó là các loài sồi, trăn, tần bì, phong và thông. Tầng dưới có các đại diện cây bụi như cơm cháy đen, cơm cháy đỏ, hắc mai, phỉ và tầm xuân. Thực vật phủ thì có chua me, mâm xôi và kinh giới. Harta không có di tích tự nhiên nào.
Trong rừng Harta có thể tìm thấy các loài động vật như cáo, chồn hôi, chồn, lửng, thỏ rừng, chuột sóc, sóc, hoặc thậm chí thú lớn như hươu và lợn rừng. Các loài chim đại diện là diều hâu, cú, gà lôi, cò, gà gô và chim cút.

### Khí hậu
Chân đồi Dynowskie có khí hậu ôn hòa rõ ràng hơn so với các dãy Beskid Niski và Bieszczady ngay phía nam nó, thuộc đới khí hậu cận núi ôn đới lục địa.
Nhiệt độ trung bình hàng năm 1991–2020 là khoảng 8,5 °C. Nhiệt độ trung bình tháng 1 là -2 °C, tháng 7 là 18,5–19 °C. Nhiệt độ cao nhất là 30-31 °C vào tháng 7 và thấp nhất là −16-−15  °C vào tháng 1.
Mùa sinh trưởng kéo dài trung bình 225–230 ngày. Số giờ nắng trung bình hàng năm dao động từ 1.700 đến 1.750 giờ.
Lượng mưa trung bình hàng năm là từ 700 đến 750 mm. Ngày phủ tuyết trung bình là khoảng 70 ngày trong năm, nhưng có biến động lớn giữa các năm, như khoảng 20 ngày trong mùa 2019/2020 đến hơn 130 ngày trong mùa 1995/1996. Dông lốc xảy ra trung bình 33–35 ngày một năm.
Gió Tây Nam và gió Tây chiếm ưu thế vào mùa hè, còn mùa thu và mùa đông chủ yếu là gió Đông Nam và gió Đông. Cũng thường có gió phơn mạnh thổi từ phía nam. Khí hậu còn chịu ảnh hưởng của sông San chảy về phía nam Harta.

## Địa danh

Phù hiệu làng Harta

Có hai giả thuyết về nguồn gốc German của cái tên Harta. Trong số những người định cư đầu tiên có nhiều người Đức, tên họ được chép trong tài liệu từ năm 1453. Vào thế kỷ 15, Harta là làng duy nhất ở huyện Dynów và là một trong số ít làng ở xứ Sanok mà phần lớn cư dân mang họ Đức.
Giả thuyết đầu tiên cho rằng xuất phát từ từ Hart trong tiếng Thượng Đức trung cổ có nghĩa là "đất cứng, khó canh tác, cần nhiều công sức".
Giả thuyết thứ hai dựa trên nghĩa từ Hart trong tiếng Thượng Đức cổ là "dãy đồi nhiều cây cối rậm rạp". Giả thuyết này còn cho rằng hậu duệ người Saxon từ Silesia hoặc Morava đến đây định cư.

### Phù hiệu
Tuy không phải cấp hành chính có được biểu tượng chính thức về mặt pháp lý, năm 2009 nhân lễ kỷ niệm 580 năm văn bản đầu tiên đề cập đến làng, Harta đã có phù hiệu chính thức. Biểu tượng do Weronika Helwin và Wiesław Walat thiết kế theo sáng kiến của Hiệp hội phát triển văn hóa và nông thôn Harta. Phù hiệu mô phỏng theo gia huy Zaremba của nhà Skrzyński. Nhà Skrzyński là chủ sở hữu cuối cùng của làng từ giữa thế kỷ 18 cho đến giữa hai cuộc thế chiến.
Phù hiệu Harta được mô tả: "trên tấm khiên có dải ngang chia làm hai phần, một nửa con sư tử đen, thè ra lưỡi đỏ, hai chân trước giơ lên sao cho chân trái dưới chân phải, đuôi cũng vểnh lên bắt nguồn từ phía đáy màu đỏ". Màu đỏ tượng trưng cho dũng khí cản đảm.
Phù hiệu được in trên các tài liệu, ấn phẩm về làng và cho các tổ chức văn hóa xã hội. Như logo của trạm cứu hỏa tình nguyện dùng phù hiệu này kết hợp với các biểu tượng khác đặt trên biểu ngữ, cũng như mặt tiền tòa nhà trạm cứu hỏa.

## Lịch sử

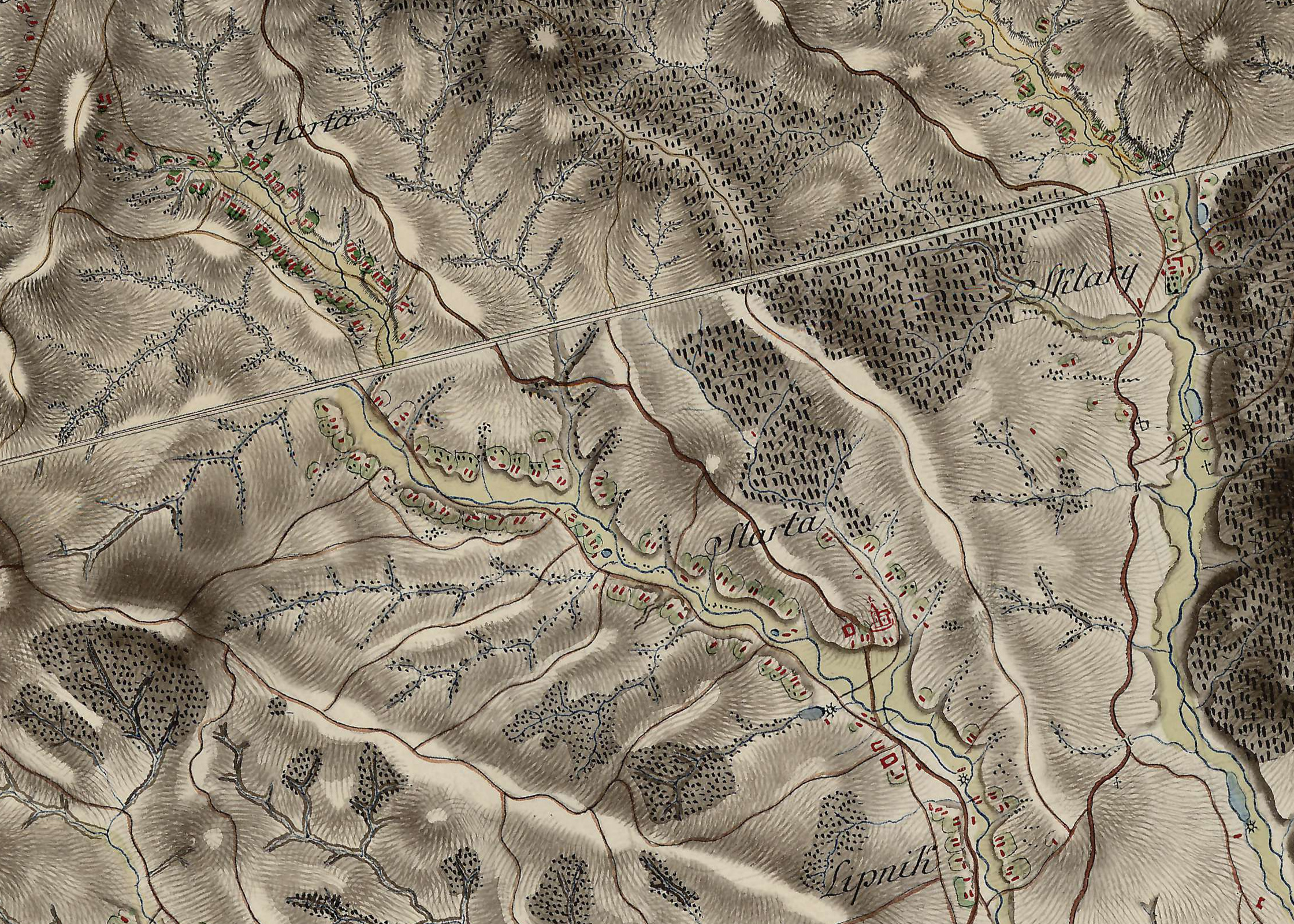
Một phần bản đồ địa hình Vương quốc Galicia và Lodomeria 1779–1783, thể hiện làng Harta

### Giai đoạn đầu
Con người đã định cư tại Harta ngày nay từ thời tiền sử. Các cuộc khảo cổ thập niên 1970 đã phát hiện các bằng chứng về những khu định cư thời đồ đá mới ở thung lũng sông San. Tại vị trí sân vận động ngày nay có tìm được một mảnh tước đá lửa và mảnh vỡ thuyền tiền sử. Tiếp tục mở rộng khai quật, các nhà khảo cổ tìm thấy chiếc rìu đá ở Harta Dolna, dấu vết của nền văn hóa Corded Ware.
Đồng thời cũng có bằng chứng về con người thời La Mã ở Harta Dolna chịu ảnh hưởng của nền văn hóa Przeworsk đã phát triển. Hàng chục mảnh kim khí thời đó đã được tìm thấy ở ba địa điểm khác nhau bao gồm: gốm xám, cho thấy con người đã sống ở Harta ít nhất là từ thế kỷ 12 đến thế kỷ thứ 5 TCN cho đến thế kỷ 4.
Từ đó dẫn đến việc thành lập làng Harta có thể xảy ra thời Kazimierz III giống như nhiều thị trấn lân cận khác. Chủ sở hữu đầu tiên là Piotr Kmita mang gia huy Szreniawa. Các lãnh địa này cùng với Dubiecko, Iskań, Stupnica và Ruszelczyce được vua Władysław II Jagiełło phong thưởng năm 1389. Piotr mất năm 1409, để lại tài sản cho con trai là Piotr Lunak Kmita. Thủ phủ lãnh địa là làng Bachórz cho đến đầu thế kỷ 15 thì thị trấn Dynów tiếp nhận chức năng hành chính và vị thế đô thị vùng.
Tương truyền Harta Dolna (Antiqua) được các tù binh trong trận Grunwald thành lập khoảng 1410–1412 do nhà quý tộc Strzałkowski lãnh đạo. Harta Górna (Nova) bắt đầu hình thành khoảng 1440–1445 từ cư dân Harta Dolna và vùng phụ cận, cũng như những người Tatar bị chủ nhân Harta khi ấy là Małgorzata bắt giữ gần Lviv. Theo truyền thống, trung tâm làng nằm gần nhà thờ ngày nay, khớp với các luận điểm khảo cổ học.
Ngôi làng được thành lập theo luật German, nhưng hiện không còn giữ được tài liệu pháp lý ghi rõ địa điểm nào. Văn bản đầu tiên còn giữ được đề cập đến Harta là từ ngày 1 tháng 1 năm 1429, khi trưởng làng Wienczko ("Wienczkone sculteto de Harta") là người làm chứng về vị trí làng Kąkolówka gần đó. Cùng năm đó, Piotr Kmita cam kết trả địa tô của làng cho Piotr Smolicki là người sau này đứng đầu Sanok. Năm 1429 hiện được coi là năm thành lập làng để tổ chức kỷ niệm truyền thống.
Đại diện làng Harta cũng có mặt tại các sự kiện khác. Trưởng làng Wienczko tham gia làm chứng cho nhà thờ ở Błażowa năm 1432, trưởng làng Nicolao làm chứng cho Futoma năm 1439. Năm 1491, Andrzej con trai Jerzy đến từ Harta đăng ký vào Học viện Krakow, và sau đó rất có thể đã được phong tước quý tộc năm 1509.
Sau khi Piotr Lunak qua đời năm 1430, Harta thuộc sở hữu con trai ông Jan tên Tępy (hoặc Jan làng Bachórz). Sau khi Jan qua đời năm 1434, tài sản vào tay vợ góa ông là Barbara. Đến lượt Barbarađể lại gia sản cho các con nhưng còn nhỏ tuổi nên được chủ lâu đài Przemyśl Mikołaj Kmita quản lý thay. Khi các con Barbara qua đời năm 1436, em gái Jan là Małgorzata buộc tội Mikołaj Kmita chiếm đoạt gia sản. Năm 1441, sau 5 năm tranh chấp pháp lý, bà thắng kiện và được tiếp quản.
Małgorzata kết hôn với Jan Goligyan làng Strzałkowo và có một trai là Stanisław Denowski (còn được gọi là Stanisław Strzałkowski). Sau khi Jan qua đời, Małgorzata tái hôn với Przingpełk Mościc đến từ Wielki Koźmin.
Năm 1460, thời bà Małgorzata, giáo xứ Harta được thành lập. Tài liệu gốc về sự kiện này đã bị mất trong chiến tranh Thụy Điển. Việc này có thể do Giám mục Przemyśl Mikołaj xứ Błażejów thực hiện khi quản hạt giai đoạn 1452–1474. Cũng trong năm 1460, mẹ con Małgorzata đã dựng nhà thờ thánh Nicôla bằng gỗ đầu tiên tại Harta. Małgorzata mất năm 1464; Stanisław Denowski làm chủ, ông cũng thiệt mạng khi hành quân tới Silesia năm 1475.
Sau Stanisław, con trai ông là Jan Denowski tiếp nhận gia sản. Jan làm thị vệ Sanok, có vợ là Jadwiga Zarembianka đến từ Kalinowa; nhưng hai người không có con cho đến khi mất năm 1493. Anh em họ của Jan là Piotr và Mikołaj thuộc gia tộc Rzeszowski kế thừa gia sản. Năm 1496, Harta và những lãnh địa xung quanh được bán cho Jan Amor Tarnowski, đến lượt ông lại để lại cho trai mình là Jan Amor con.
Năm 1503, Harta và vùng phụ cận lần đầu tiên bị chiến tranh tàn phá. Người Tatar hỏa thiêu Dynów (vua Aleksander Jagiellończyk sau đó miễn thuế cho thị trấn) để đáp trả việc Jan I Olbracht đánh Bukovina.
Khi ấy, Harta gồm hai thị trấn: Harta Antiqua (Harta cũ, nay là Harta Dolna) và Harta Nova (Harta mới, nay là Harta Górna) được đề cập trong nhiều nguồn tư liệu thế kỷ 15, sau đó hợp nhất thành một. Hợp phần thứ ba là Lipnik, chỉ được nhắc đến lần đầu tiên năm 1735. Cuối thế kỷ 15 và 16, trong làng có một cối xay gió và một quán trọ, bản thân làng và dân làng cũng thường bị thế chấp để trả nợ.

### Thế kỷ 16-18

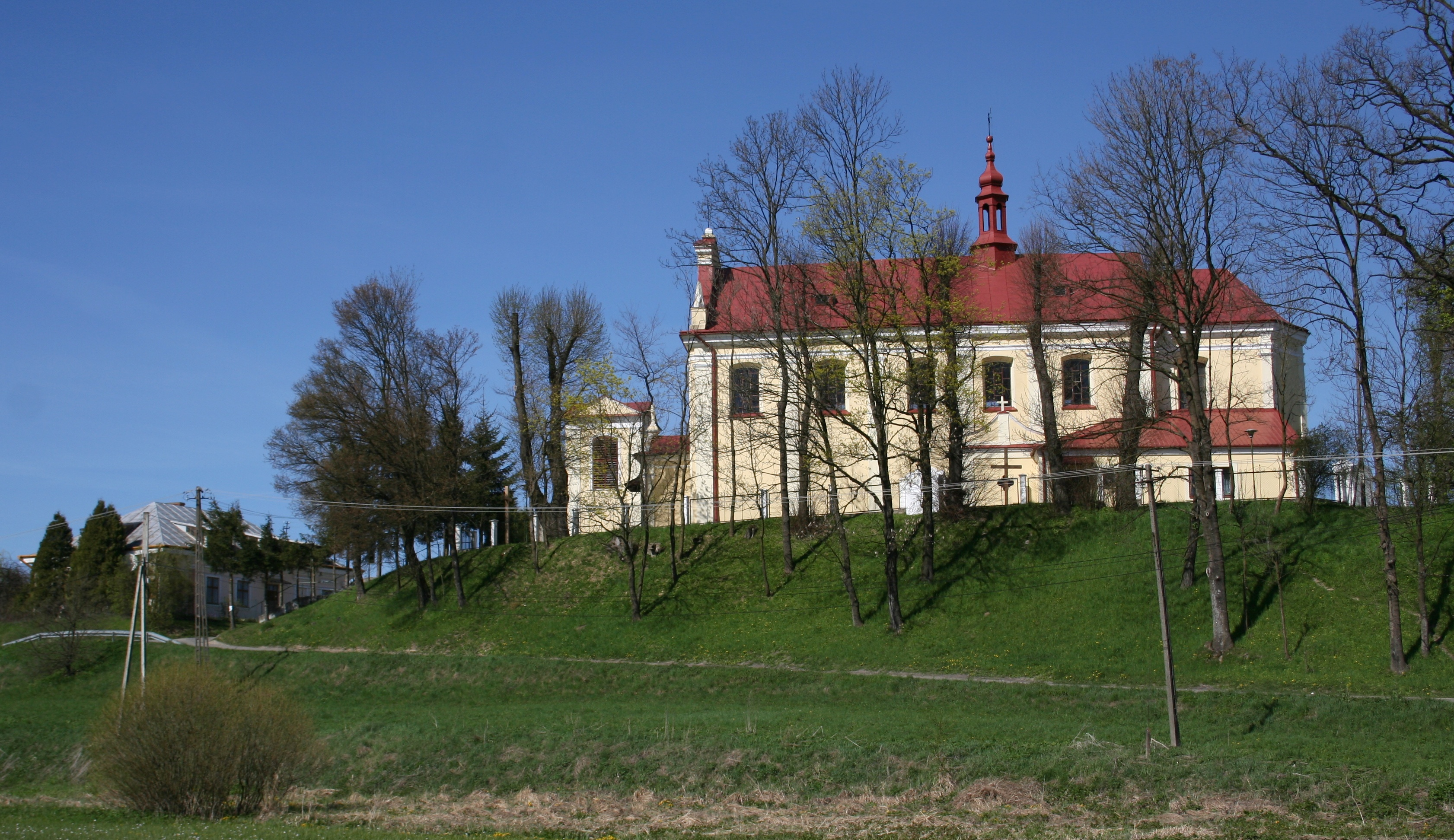
Nhà thờ Thánh Nicôla

Năm 1523, Harta thuộc sở hữu nhà Wapowski khi Piotr và Hieronim mua với giá 11.400 złoty. Andrzej là con trai Piotr kế thừa làng, ông kết hôn với Katarzyna Maciejewska nhà Ciołek. Năm 1574, Samuel Zborowski giết Andrzej, vợ góa Katarzyna và con trai bà Jan Stanisław nhận làng. Năm 1596, Katarzyna qua đời, Jan đồng sở hữu với vợ là Katarzyna xứ Stremberg.
Năm 1624, Harta và vùng phụ cận bị phá hủy khi Hãn Temir xâm lược, nhiều dân làng bị giết hoặc bị bắt đi làm nô lệ. Những người này hầu hết được hồi hương sau khi Hãn Temir thua trận Martynów.
Năm 1632, con trai Jan Stanisław là Karol và Mikołaj Wapowski kế thừa gia sản. Vài năm sau, nhà thờ mới được xây dựng trên nền nhà thờ cũ đã bị phá hủy. Khoảng năm 1640, giám mục Piotr Gembicki nhà Nałęcz đã thánh hiến trong thời gian chức vụ 1636–1642.
Từ năm 1640, thông tin của làng có trong Sổ địa chính Sanok (tiếng Ba Lan: Rejestr poborowy ziemi sanockiej). Theo sổ này, Harta khi ấy có 5 cánh đồng đất canh tác tương đương 120 ha (so sánh với số liệu 1.500 ha năm 2018). Có một cối xay trong làng. Danh sách còn liệt kê ba hộ điền chủ (zgrodnik) và sáu hộ nông nô (komornik); ước tính dân số Harta khi ấy là từ 95 đến 110 người.
Năm 1644, anh em Wapowski phân chia tài sản; Mikołaj nhận Bachórz rồi bán cho Jerzy Kazimierz Krasicki, còn Karol nhận Dynów, Harta, Lipnik, Wesoła, Łubno, Kazimierówka và bán cho Marcin Konstanty Krasicki. Marcin lại giao Harta cho con trai mình là Jerzy. Năm 1687, Jerzy qua đời, vợ ông là Teofila Czartoryska kế thừa. Teofila tái hôn với Đại hetman Litva Grzegorz Antoni Ogiński. Năm 1709, con gái Teofila và Grzegorz là Eufrozyna tiếp quản, có chồng là Piotr Pac. Sau đó lại truyền tiếp cho con gái Elżbieta, vợ Piotr Ożarowski.
Làng bị phá hủy nhiều lần trong khoảng thời gian này. Năm 1655, làng bị quân Thụy Điển phá trong Chiến tranh Ba Lan-Thụy Điển. Năm 1657, George II Rákóczi dẫn quân Transylvania hỏa thiêu một phần Dynów và nhiều làng xung quanh. Năm 1691, Dynów hưởng đặc quyền nhằm "phát triển thành bị tàn phá kể từ chiến tranh Hungary" cho thấy mức độ tàn khốc lớn như thế nào.
Năm 1702, Harta nằm trong khu vực bị ảnh hưởng của Đại chiến Bắc Âu, cũng như Augustus II và Stanisław Leszczyński tranh giành ngai vàng Ba Lan. Tháng 11 năm ấy, tướng Thụy Điển Magnus Stenbock sai quân đánh Dynów, do chủ nhân Grzegorz Ogiński là người ủng hộ Augustus II. Quân Thụy Điển thất bại nhưng vẫn tàn phá được Dynów. Hai phe đều tiến hành cướp bóc vùng này. Vài năm sau, sau trận Poltava, Sa hoàng Pyotr I cũng kéo quân Nga qua cướp phá. Ngoài chiến tranh thì khoảng năm 1711, Harta cũng bị lụt và nạn dịch châu chấu.

### Nhà Skrzyński

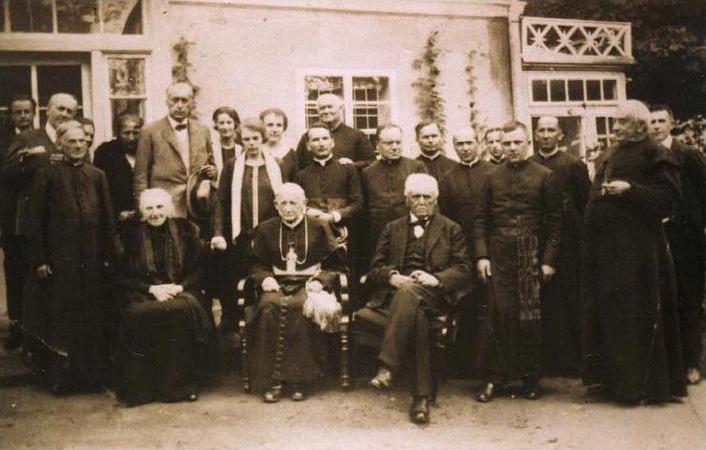
Nhà Skrzyński năm 1925. Bên phải là chủ nhân Harta Zdzisław Skrzyński, bên trái là vợ Celina, đằng sau bà là anh trai ông Władysław

Giữa thế kỷ 18, nhà Skrzyński từ Skrzynno ở Masovia là chủ nhân Harta. Đầu tiên là Józef Skrzyński (1668–1763) chuyển đến ở sau khi mua Harta, Lipnik, Laskówka và Kolorowa từ Aniela nhũ danh Ogińska, vợ Feliks Parys và chị gái Eufrozyna Ogińska.
Tiếp theo đến con trai Józef là Ignacy Skrzyński. Ignacy ghi dấu trong lịch sử làng khi xây dựng nhà thờ mới ở Harta Dolna theo phong cách Phục hưng và Baroque trong những năm 1779–1804.
Con trai Ignacy là Wincenty Skrzyński làm chủ Harta ít nhất từ năm 1810. Wincenty chủ yếu tham gia buồn tiền, là người tham vọng và có mục tiêu trở thành bá tước. Ông đóng góp vào sự phát triển kinh tế tại vùng này: trại cừu (năm 1824 có 1.300 con cừu) xưởng kéo sợi ở Harta, các nông sản từ Bachórz được đánh giá cao tại hội chợ triển lãm. Chăn nuôi cừu mở ra các xưởng dệt nhỏ. Tháng 1 năm 1850, Wincenty qua đời, tài sản chia cho vợ góa và năm con trai, theo đó Harta và Bartkówka thuộc phần người con thứ hai là Ignacy.
Năm 1846, hưởng ứng nổi dậy ở Galicia, nông dân Harta cũng đứng lên làm loạn. Nhưng quy mô bạo loạn nhỏ so với Bachórz gần đó, nơi trang viên Skrzyński bị phá hủy và một số nông dân thiệt mạng.
Thế kỷ 19, dưới quyền sở hữu nhà Skrzyński, Harta đã phát triển nhanh chóng. Năm 1860 dựng cối xay nước. Trước năm 1877 có xưởng cưa bên cạnh cối xay. Đến năm 1880 thì có xưởng chưng cất rượu, xưởng nấu bia và xưởng xén lông cừu hoạt động trong làng. Cối xay hoạt động nhờ ao chứa nước gần đó, độ sâu thay đổi từ 1,2 đến 3 mét. Ở mức nước thấp, cối xay cho ra 2 giạ bột mịn hoặc 4 giạ bột mì nguyên hạt mỗi ngày (tương ứng khoảng 250 hoặc 500 lít), còn ở mức cao là 6 giạ bột mịn hoặc 10 giạ bột mì nguyên hạt (750 và 1250 l). Xưởng cưa xử lý được 3 mẻ một ngày.
Văn hóa xã hội cũng phát triển. Năm 1863, cha xứ xây dựng nhà thờ giáo xứ mới. Thập niên 1880, nhà thờ có thêm tháp chuông. Năm 1889, nhà thờ có thêm các nhà nguyện và hàng rào bao quanh. Năm 1875, trường làng một lớp được mở ở Harta Dolna. Năm 1899, trường mới mở tại Harta Górna, có tòa nhà mới vào năm 1912.
Từ năm 1869-1874, Ignacy trao gia sản Harta và vùng phụ cận cho con trai là Zdzisław. Năm 1872, Zdzisław cưới nữ bá tước Celina Dunin-Borkowska nhà Łabędź. Năm 1927, Zdzisław qua đời, Celina đồng thừa kế Harta với anh trai Zdzisław là đại sứ Ba Lan tại Vatican Władysław. Năm 1934, Celina qua đời. Chủ nhân lãnh địa cuối cùng là cháu gái bà - nữ bá tước Maria Celina Kazimiera nhà Łabędź.

### Thế chiến thứ nhất

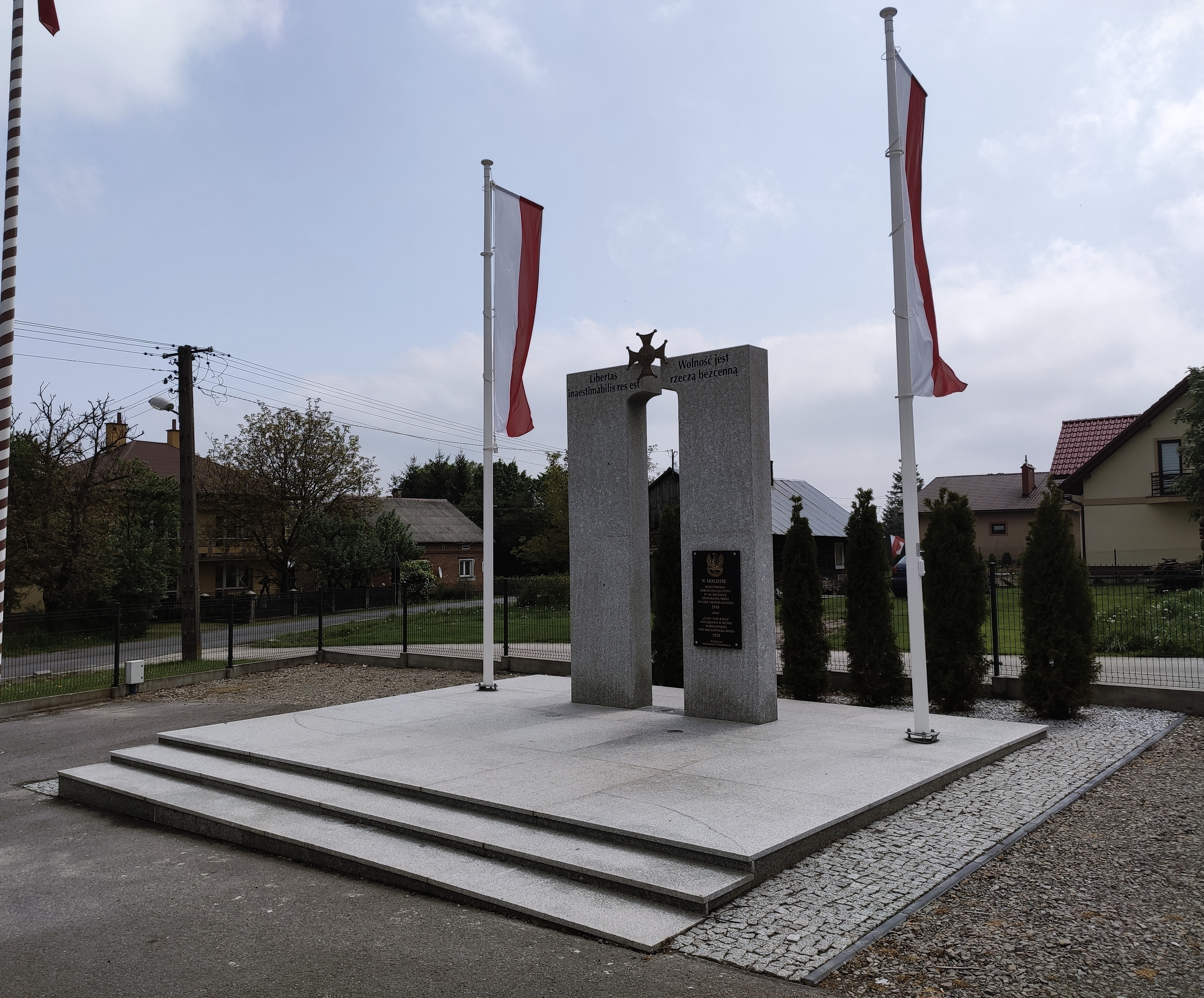
Đài tưởng niệm Ba Lan giành lại độc lập và liệt sĩ hy sinh trong trận Warszawa

Năm 1914, Thế chiến thứ nhất bùng nổ. Tháng 8, quân Áo tổng động viên gần Dynów, và bắt đầu trưng thu lương thực thực phẩm với quy mô lớn vào tháng 9. Sau đó, quân Áo rút về Pháo đài Przemyśl phía sau phòng tuyến sông Dunajec. Cuối tháng 9, tướng Radko Dimitriev dẫn Tập đoàn quân 3 Nga tiến vào vùng này nhằm chiếm Przemyśl nhưng thất bại. Quân Áo tập hợp lại phá vỡ vòng vây trong tuần đầu tiên của tháng 10. Chiến sự diễn ra gần Harta cùng những địa điểm khác. Ngày 8 tháng 10 năm 1914, trên những ngọn đồi phía đông làng, quân Áo đánh bại một đơn vị nhỏ quân Nga. Chỉ vài tuần sau, vào tháng 11, Tập đoàn quân 3 lại vượt sông San về phía tây và quân Nga bắt đầu vây hãm Przemyśl lần hai.
Lính Nga không quấy rối dân làng, không xảy ra các vụ cướp bóc (khác quân Circassia và Cossack vẫn hay cướp bóc dân thường). Quân Nga cho phép người Ba Lan vẫn quản lý hành chính trong vùng với lòng khoan dung đặc biệt. Để bảo vệ danh tiếng cá nhân và quân đội, tướng Dimitriev chỉ cho phép trưng thu lương thực, thức ăn gia súc và chỗ ở tại khu nông thôn.
Năm 1914-1915, quân Áo cố tái chiếm Dynów nhưng bất thành. Tháng 3 năm 1915, Przemyśl thất thủ, toàn vùng do quân Nga kiểm soát. Ngày 11 tháng 5 năm 1915, quân Nga rút lui trước khi phe Liên minh Trung tâm phản công. Ngày 12, tướng August von Mackensen chỉ huy quân Đức tiến vào Dynów. Mặt trận Nga gần như sụp đổ hoàn toàn, Áo giữ Dynów cho đến hết chiến tranh. Ngày 28 tháng 10 năm 1918, Ủy ban thanh lý Ba Lan (tiếng Ba Lan: Polska Komisja Likwidacyjna) lên nắm quyền ở Galicia và trao lại cho chính quyền trung ương Ba Lan từ ngày 7 tháng 3 năm 1919.

### Giữa hai thế chiến

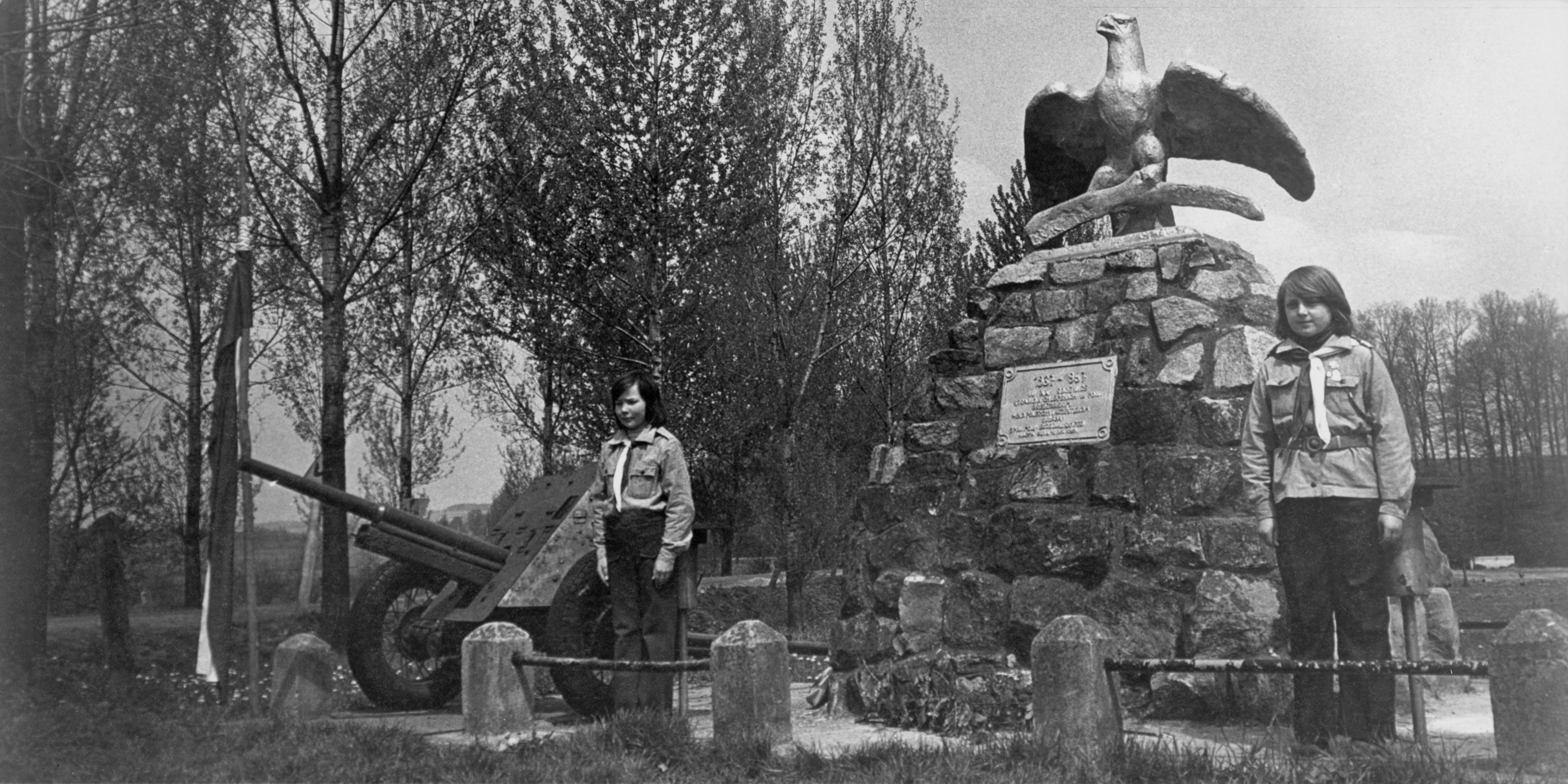
Đài tưởng niệm nông dân nổi dậy ở Harta năm 1937

Ngay khi kết thúc chiến tranh, các tổ chức xã hội ở Harta phát triển nhanh chóng. Năm 1907, trong chuyến giám mục viếng thăm, hiệp hội Công giáo-xã hội ra đời liên kết với ngân hàng tiết kiệm Raiffeisen có từ một năm trước đó.
Harta phát triển phong trào hợp tác xã. Năm 1908, Hợp tác xã sữa "Pomoc" được thành lập. Năm 1938, các cổ đông đóng góp dựng xưởng chế biến sữa bò trong làng. Nông dân tham gia Mạng lưới Nông nghiệp điều hành một cửa hàng trong làng. Mạng lưới Nông nghiệp (sau này lấy tên là Hợp tác xã Thương nghiệp Rolnik) nằm trong Mạng lưới kết nối Nông nghiệp ở Dynów từ năm 1918, sau Thế chiến thứ hai chuyển thành Hợp tác xã Samopomoc Chłopska. Năm 1929, trong làng có xưởng chưng cất rượu, quỹ tiết kiệm Stefczyk, nhà máy xay xát, xưởng cưa, xưởng đóng ngói, xưởng khai thác gỗ, 5 cửa hàng tạp hóa và một cửa hàng rượu.
Giáo hội Công giáo có ảnh hưởng lớn đến sự phát triển xã hội. Năm 1925, Hội nam thanh niên Công giáo được thành lập với 47 thành viên. Cuối thập niên 1930, Harta có các hiệp hội công giáo theo giới tính và cả cho nữ giới trẻ. Giới trẻ cũng tham gia Hiệp hội Thanh niên Nông thôn Cộng hòa Ba Lan Wici. Năm 1936, Hiệp hội Trường học (tiếng Ba Lan: Towarzystwo Szkoły Ludowej) được thành lập tại Harta Górna, có thư viện cố định và di động cùng phòng đọc và phòng sinh hoạt chung. Hiệp hội có 87 thành viên, thực hiện công tác giáo dục và thực hiện các hoạt động giáo dục, bao gồm cả Đại học tại chức phổ thông Nông thôn Chủ nhật. Năm 1937, có 158 người được đào tạo do hiệp hội tổ chức (phổ thông, dạy nghề). Ngoài ra còn có tổ chức biểu diễn sân khấu.
Từ nửa sau thế kỷ 19, sau khi có quyền tự chủ vào nửa sau thế kỷ 19, đời sống chính trị Galicia bắt đầu phát triển. Năm 1895, Đảng Nhân dân (tiếng Ba Lan: Stronnictwo Ludowe) được thành lập, có vị trí đặc biệt vững chắc. Thập niên 1930, Harta có ba chi hội đảng: Harta-Lipnik, Harta-Środek và Harta-Górna. Tháng 1 năm 1938, đảng phô diễn sức mạnh và sự ủng hộ khi gần 200 đại biểu từ các huyện xung quanh về dự họp mặt dịp Giáng sinh.
Quan điểm chính trị của cư dân Harta cũng được minh họa rõ ràng qua kết quả bầu cử vào Hạ viện (Hạ viện lập pháp năm 1919 và Cộng hòa Ba Lan từ 1922), nông dân và dân thường ủng hộ nhiệt tình, bất chấp kích động chính trị gay gắt và sự chống đối từ người thừa kế dòng họ Skrzyński cùng các linh mục.
Trong cuộc bầu cử vào Hạ viện năm 1919 tại Harta, Đảng Nhân dân Ba Lan Piast đã giành được 99,2% số phiếu hợp lệ, với tỷ lệ cử tri đi bầu hợp lệ cũng là 99,2%; giúp cho đảng có được 6,7% tổng số phiếu bầu trong huyện. Các cuộc bầu cử tiếp theo năm 1922, 1928 và 1930 có tỷ lệ cử tri đi bầu thấp hơn nhưng cũng có chiến thắng quyết định cho đảng nhân dân. Năm 1922, Piast giành chiến thắng với 95,7% số phiếu ở Harta. Năm 1928, Đảng Nông dân (tiếng Ba Lan: Stronnictwo Chłopskie) giành chiến thắng với 95,4% số phiếu. Năm 1930, liên minh Centrolew của các đảng đối lập cũng giành chiến thắng với 89,9% số phiếu.
| Năm bầu cử | Số lượng cử tri | Tỷ lệ bỏ phiếu (số phiếu bầu) | Đắc cử                       | % phiếu bầu (số phiếu bầu) | Nguồn   |
| ---------- | --------------- | ----------------------------- | ---------------------------- | -------------------------- | ------- |
| 1919       | 1019            | 99,2% (1011)                  | Đảng Nhân dân Ba Lan "Piast" | 99,2% (1003)               | [ 146 ] |
| 1922       | 1090            | 77,8% (848)                   | Đảng Nhân dân Ba Lan "Piast" | 95,7% (810)                | [ 147 ] |
| 1928       | 1296            | 89,7% (1163)                  | Đảng Nông dân                | 95,4% (1107)               | [ 148 ] |
| 1930       | 1297            | 81,6% (1058)                  | Liên minh Centrolew          | 89,9% (951)                | [ 149 ] |

Sau Thế chiến thứ nhất, dân số làng quá đông nhưng lại thiếu nam giới và lực lượng lao động. Đất nông nghiệp bị manh mún nhiều và mức sống thấp. Thu nhập chỉ ở mức tối thiểu: cuối thế kỷ 19 đầu thế kỷ 20, một trang trại rộng 5 ha thu được 300 zloty Rhine và chi phí hàng năm lên tới 538 zloty. Cuộc sống nông dân bấp bênh vì hay bị mất mùa: vụ mùa năm 1897 bị ghi lại là tồi tệ; còn tháng 6 năm 1898, mưa đá tàn phá nặng nề hàng chục trang trại đã gieo hạt. Cải cách nông nghiệp và chia thửa trang viên đã phần nào cải thiện tình hình, nhà Skrzyński chia lại các trang trại ở Harta và Lipnik. Tuy vậy, quy mô phân chia không lớn, như Lipnik chỉ chia 9,4 ha năm 1929 và 24,6 ha nữa năm 1931, trong khi lãnh địa của Zdzisław Skrzyński ở Harta lên tới 818 ha (31,9% tổng diện tích đất trong làng).
Harta có tỷ lệ di cư rất cao. Năm 1913, 580 người (bao gồm cả làng Szklary) định cư ở nước ngoài. Chủ yếu là Hoa Kỳ, Pháp, Đức và Latvia, những nơi có nhiều công việc thời vụ. Dù vậy, huyện Brzozów năm 1939 vẫn có khoảng 35.000 người "không có việc làm".
Thập niên 1930, khủng hoảng kinh tế ảnh hưởng đặc biệt nghiêm trọng đến Harta, nơi đa phần lớn dân số kiếm sống trên các thửa đất nhỏ. Sản xuất nông nghiệp suy giảm cộng với thất nghiệp và nghèo đói. Kế hoạch xây dựng tuyến đường sắt Rzeszów–Błażowa–Brzozów–Sanok thất bại cũng cản trở sự phát triển. Khu công nghiệp trung tâm (tiếng Ba Lan: Centralny Okręg Przemysłowy) không giúp cải thiện đời sống người dân. Tình trạng sức khỏe chung ngày càng sa sút, suy dinh dưỡng gây ra nhiều bệnh tật, trong đó nhiều nguyên nhân do bệnh lao. Năm 1906 xảy ra dịch sốt phát ban ở Harta; còn năm 1921 lại có dịch lỵ tả. Nhiều người lâm cảnh nợ nần vì giá nông sản suy giảm nhưng lại không được giảm tô thuế. Cảnh sát đã tham gia trừng phạt bắt bớ một số nông nô (bailiff). Năm 1938, xưởng chưng cất rượu bị cháy trong vài ngày.
Trước tình hình kinh tế xã hội như vậy, Ban chấp hành tối cao Đảng Nhân dân phải tuyên bố đình công toàn quốc kéo dài 10 ngày. Nông dân không bán nông sản và cũng hạn chế đến trang trại làm việc. Harta diễn ra cuộc họp chi tiết cho vấn đề này, cắt cử cả nhân sự theo dõi và canh gác, từ đó dẫn đến đình công toàn huyện Brzozów. Ngày 15 tháng 8 năm 1937, tại quảng trường họp chợ ở Dynów đã diễn ra mít tinh. Hôm sau, 16 tháng 8, nông dân lập ra các đồn bốt trên những lối dẫn tới Dynów. Ngày 17 tháng 8, cảnh sát Dynów ra tay đàn áp triệt hạ nông dân.
Đỉnh điểm xảy ra ngày 19 tháng 8. Buổi sáng, đông người tụ tập ở Bachórz và bị cảnh sát giải tán. Tin tức lan nhanh khắp vùng, ngay trong ngày, 5.000 người đổ ra tập trung tại ngã tư gần nhà máy ở Harta, rào chắn đường từ Przemyśl đến Krosno. Buổi tối, cảnh sát được huy động đến. Từ trong đám đông bắn ra một phát súng vào cảnh sát và họ nổ súng đáp trả. Hai người chết tại chỗ (Andrzej Galej từ Harta và Stanisław Surmacz từ Laskówka), một người (Józef Potoczny từ Harta) bị thương và tử vong sau đó (theo các nguồn tin khác, Potoczny chỉ bị thương nặng ở chân) và sáu người bị thương nặng.
Sau khi giải tán cuộc đình công, cảnh sát bình định các làng xung quanh. Huyện Brzozów có 119 trang trại bị phá hủy, 77 ở Harta; nhà cửa, công cụ và cây trồng bị phá hủy. 128 người bị bắt (24 người từ Harta) đưa đi giam tại Brzozów và Lviv. Trong các phiên tòa sau đó ở Rzeszów, 6 người bị kết án từ 1,5 đến 3 năm tù.
Vụ việc năm 1937 kết thúc bằng việc sát hại cảnh sát trưởng Jan Kunik tại Dynów ngày 14 tháng 9, một cảnh sát khác bị thương nặng, không tìm ra thủ phạm. Đảng Nhân dân tiếp tục lên kế hoạch phá hủy đường sá và cơ sở hạ tầng thông tin liên lạc nhằm hạn chế chính quyền can thiệp nhanh khi nổ ra đình công. Kế hoạch bị gián đoạn do Thế chiến II bùng nổ năm 1939.

### Thế chiến thứ hai
Đêm 6 ngày 7 tháng 9 năm 1939, sở chỉ huy Tập đoàn quân Karpat của tướng Kazimierz Fabrycy đóng ở Bachórz. Ngày 12 tháng 9, Trung đoàn bộ binh 17 Ba Lan đụng độ quân Đức do trung tá Beniamin Kotarba chỉ huy ở gần Harta. Ngày 13 tháng 9, thống chế Đức Wilhelm List chỉ huy Tập đoàn quân 14 tiến vào, kết thúc chiến dịch tháng 9 tại vùng này.
Khi Đức chiếm đóng, dân chúng buộc phải giao nộp gia súc, lợn và ngũ cốc, nếu không sẽ bị xử tử. Dịch bệnh lan tràn như lao, kiết lỵ năm 1941 và thương hàn năm 1942. Quân Đức thường xuyên bắt giết. Ngày 21 tháng 5 năm 1943, quân Đức giết bảy người ở Harta và bắt khoảng 50 người đến trại lao động Szebnie, rồi đến trại Auschwitz, nhiều người đã không thể trở về. Quân Đức cũng hay tổ chức rà soát cướp bóc, điển hình là tấn công nhà thờ giáo xứ Harta ngày 1 tháng 12 năm 1942, giết chết cha xứ Andrzej Trzyna.
Harta có một ít người Do Thái trước chiến tranh (16 người năm 1938) và có những trường hợp người Do Thái được che giấu trong thời gian bị chiếm đóng. Từ năm 1941 đến tháng 9 năm 1943, Józef Lejba người Do Thái ẩn náu tại đây nhưng bị chỉ điểm và bị Đức Quốc xã bắn chết. Người che giấu ông là Katarzyna Kiszka thì bị đưa đến trại Auschwitz và qua đời tháng 6 năm 1944.
Từ năm 1940, Đảng Nhân dân Racławice âm mưu tổ chức phong trào kháng chiến. Một năm sau, phong trào nhập vào Liên minh đấu tranh vũ trang. Từ đầu năm 1944, phong trào trở thành đơn vị tiền đồn Dynów trong Armia Krajowa với 63 lính. Lúc đầu, binh lính không được tranh bị đầy đủ nhưng sau đó cải thiện hơn nhờ quân Đồng minh thả vũ khí xuống, một trong số đó diễn ra vào đêm 27-28 tháng 4 năm 1944 tại rừng Paproć.
Tháng 4 năm 1944, quân Đức rút khỏi mặt trận phía Đông đến vùng này. Cuối tháng 7, Armia Krajowa phát động Chiến dịch Burza (Bão táp) huy động tiền đồn Dynów và Błażów tấn công quân Đức, phá hủy xe cộ và thu giữ vũ khí, đạn dược.
Sau ngày 23 tháng 7, nổ ra giao tranh giữa quân Đức và Liên Xô. Trận chiến chính là tranh giành Dynów diễn ra từ chiều 26 đến sáng 28 tháng 7, tàn quân Đức buộc phải bỏ chạy. Tập đoàn quân 38 Phương diện quân Ukraina 1 dưới sự chỉ huy của tướng Kirill Moskalenko kiểm soát Dynów.
Harta không bị người Ukraina thanh trừng sắc tộc như diễn ra ở Dynów và vùng phụ cận, khi mà nhiều thị trấn bị phá hủy, trong đó có Dylągowa và Pazwoloma.
Ngày 14-19 tháng 3 năm 1945, NKVD đến bình định Dynów và vùng phụ cận, quân Ba Lan phòng thủ lại tưởng rằng chỉ đang giao tranh với người Ukraina thôi, kết quả một số người thiệt mạng và hàng trăm người bị bắt. Chín người Harta cùng hàng chục người trong đó bị bắt đến trại lao động Bajdayevka gần Novokuznetsk một tháng sau. Họ phải ở đó bốn tháng và được thả về Ba Lan tháng 8 năm 1945.
Tháng 2 năm 1945, Armia Krajowa bắt đầu quá trình giải thể tại Dynows và kết thúc ngày 30 tháng 4 trong cuộc họp chỉ huy tại Harta, chuyển sang tiếp tục hoạt động ngầm, thuộc nhóm Hiệp hội Tự do và Độc lập (tiếng Ba Lan: Wolność i Niezawisłość -WiN) được thành lập cuối năm. Đầu năm 1946, mạng lưới WiN ở Dynów trực thuộc WiN Brzozów.
Các tổ chức ngầm tại Harta có hành động tiêu biểu như thu 11.000 zloty tại hội xuân làng để mua vũ khí, xử tử hai dân làng vào tháng 11 năm 1945 vì tội trộm cướp. Tháng 5 năm 1946, chính quyền tiến hành hoạt động quy mô lớn nhằm tiêu diệt các tổ chức ngầm. Đồng thời, sau khi ban bố luật ân xá năm 1947, tổ chức ngầm tại Harta tách khỏi Brzozów và ngừng hoạt động mùa xuân năm đó.

### Hậu chiến và đương đại

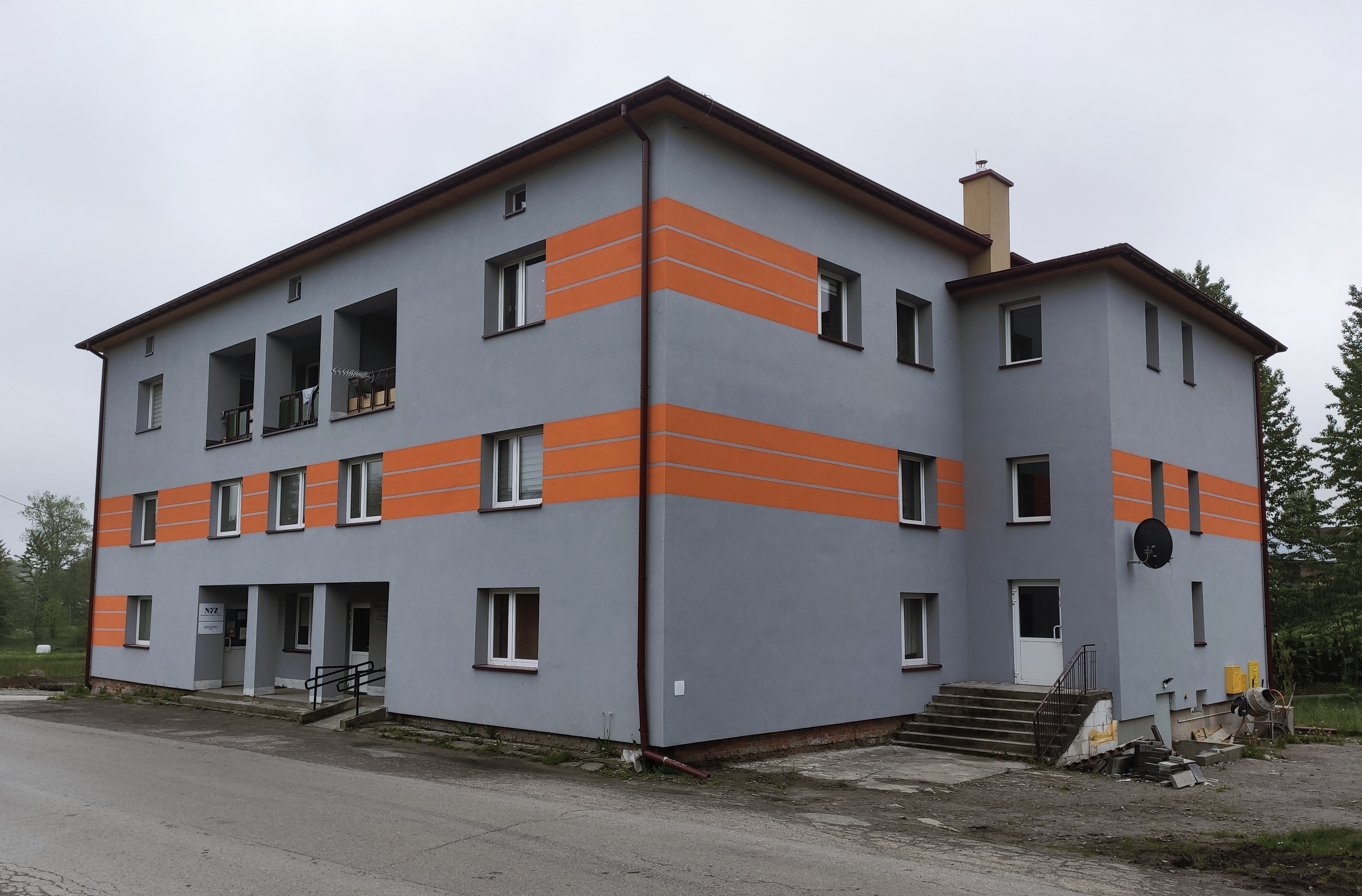
Nhà cộng đồng Harta Górna, mở cửa năm 1962.

Sau khi kết thúc Thế chiến II, Harta và vùng phụ cận dần phát triển. Cải cách nông nghiệp và nỗ lực tập thể hóa không thành công, rồi đến thành lập trang trại quốc doanh. Dân chúng phản đối nên dù có kế hoạch nhưng Harta không bị lập trang trại như vậy. Chỉ có hãng sữa trong làng bị quốc hữu hóa.
Thập niên 1950, đường làng được cải tạo theo sáng kiến xã hội. Kèm theo đó là sự ra đời của xưởng gạch phục vụ cho các kế hoạch xây dựng tiếp theo như nhà cộng đồng, trường học và trạm cứu hỏa.
Không gian cộng đồng dân gian vốn được người sáng lập TSL Antoni Kusy đề xuất cho Harta Górna và tổ chức diễn thuyết phổ biến cho cộng đồng Harta. Tuy vậy, nó cũng gây gánh nặng cho hoạt động của trường học, nên xuất hiện ý tưởng phải có được tòa nhà riêng. Ý tưởng này trở lại trong cuộc họp cộng đồng năm 1957 và thành lập ủy ban xây dựng. Tháng 6 năm 1962, khai trương nhà văn hóa cộng đồng.
Ngay sau đó, Harta tiến hành xây dựng trường học mới và hoàn tất năm 1963. Đây được coi là công trình thiên niên kỷ của huyện Brzozów. Tháng 6 năm 1963, trường Bohaterów Walk Chłopskich (Anh hùng nông dân tranh đấu) khai giảng niên khóa mới.
Năm 1964, Đội cứu hỏa tình nguyện tiếp nhận xưởng gạch để nâng cấp và bắt đầu nung gạch để xây dựng trạm cứu hỏa, kéo dài đến 12 năm. Năm 1976, tòa nhà Đội cứu hỏa tình nguyện Harta hoàn tất và đưa vào sử dụng. Từ nửa cuối thập niên 1960 cho đến thập niên 1970, Harta xây dựng được tòa nhà giảng dạy gọi là "nhà nông học".
Giữa năm 1952, làng có sóng phát thanh. Cuối thập niên 1950, sau nhiều năm nỗ lực, quá trình điện khí hóa mới bắt đầu và kéo dài hai thập kỷ. Tháng 6 năm 1958, các trang trại đầu tiên được kết nối với lưới điện, và toàn bộ quá trình hoàn tất năm 1974.
Ngày 18 tháng 8 năm 1957, đài tưởng niệm được dựng lên tại địa điểm nhân kỷ niệm nông dân nổi dậy năm 1937. Tháng 6 năm 1963, trường tiểu học mới ở Harta Dolna cũng đặt theo tên này. Năm 1984, đài tưởng niệm được tái thiết và tôn tạo, đồng thời dựng một tháp (obelisk) trước cổng trường năm 1987.
Năm 1975, trong quá trình hợp nhất các doanh nghiệp nhỏ thành tổ hợp lớn, Hợp tác xã Sữa (tiếng Ba Lan: Okręgowa Spółdzielnia Mleczarska -OSM) huyện Brzozów tiếp quản xưởng sữa Harta rồi vài tháng sau lại chuyển giao cho OSM Przemyśl. Khi ấy, xưởng sữa là cơ sở công nghiệp lớn duy nhất của làng; có 36 người làm việc năm 1970. Xưởng chuyên sản xuất bơ và một số loại pho mát như pho mát Baltic.

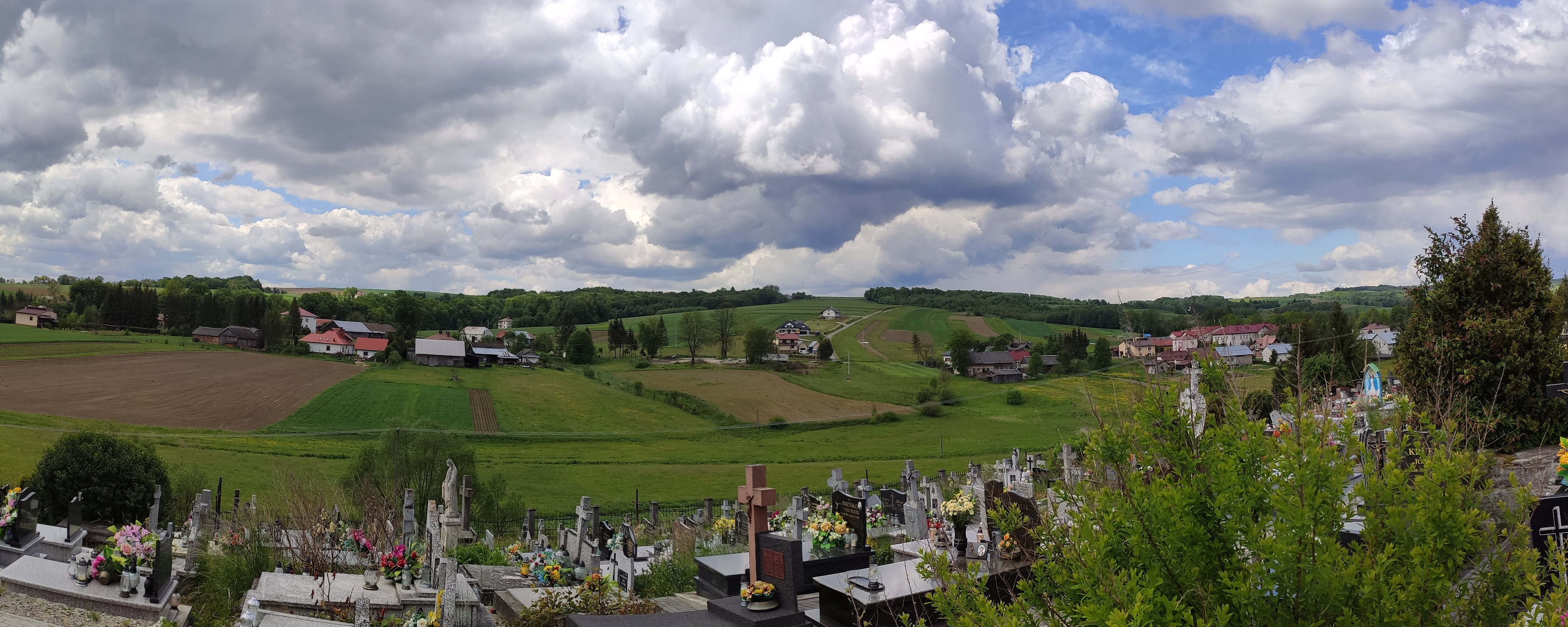
Toàn cảnh Harta Dolna nhìn từ nghĩa trang giáo xứ. Phía sau bên phải là Trường tiểu học.

Đầu thập niên 1990, Harta có những thay đổi to lớn. Theo quyết định 24 tháng 2 năm 1991, công ty sữa Harta (46 người) tách khỏi OSM Przemyśl để đứng độc lập. Nhưng vài tháng sau, OSM Przemyśl rút lại quyết định và tuyên bố phá sản, xưởng sữa Harta cũng bị phát mại. Harta cố gắng cứu lấy nhà máy nhưng không thành (huy động tiền từ Quỹ tái cơ cấu nông nghiệp và bán xưởng sữa tư nhân Błażowa).
Đầu thập niên 1990 cũng bắt đầu xây dựng đường dẫn khí đốt qua Harta, cũng như hạ tầng kết nối cáp điện thoại. Đường ống dẫn khí đốt từ mỏ Husów gần Łańcut đến Bachórz và xa hơn tới Harta là ý tưởng của phó thủ tướng năm 1982–1988 Zbigniew Szałajda sống ở Dynów. Ủy ban Khí hóa Làng Harta được thành lập cho mục đích này, được tài trợ đóng góp từ nhiều nguồn, Quỹ Hỗ trợ Làng Ba Lan và các quỹ Châu Âu. Quá trình khí hóa kết thúc năm 1994 và tuyến điện thoại hoàn thành năm 1999.
Thế kỷ 21, Harta nhận một số khoản đầu tư lớn như: xây dựng phòng thể dục tại trường học ở Harta Dolna, hai lần cải tạo tuyến giao thông chính của huyện, mở rộng mạng lưới đường nông thôn, và cải tạo Nhà cộng đồng, trạm cứu hỏa và nhà thờ ở Harta Górna, cùng một phần nhà thờ ở Harta Dolna. Làng cũng có cáp quang Internet chạy tới. Harta được kết nối một phần với mạng lưới thoát nước. Một số tổ chức văn hóa xã hội được thành lập: ban nhạc Młoda Harta , Hiệp hội phát triển văn hóa và nông thôn Harta, Câu lạc bộ hiến máu danh dự Nadzieja và câu lạc bộ thể thao Orzeł Harta.

## Hành chính

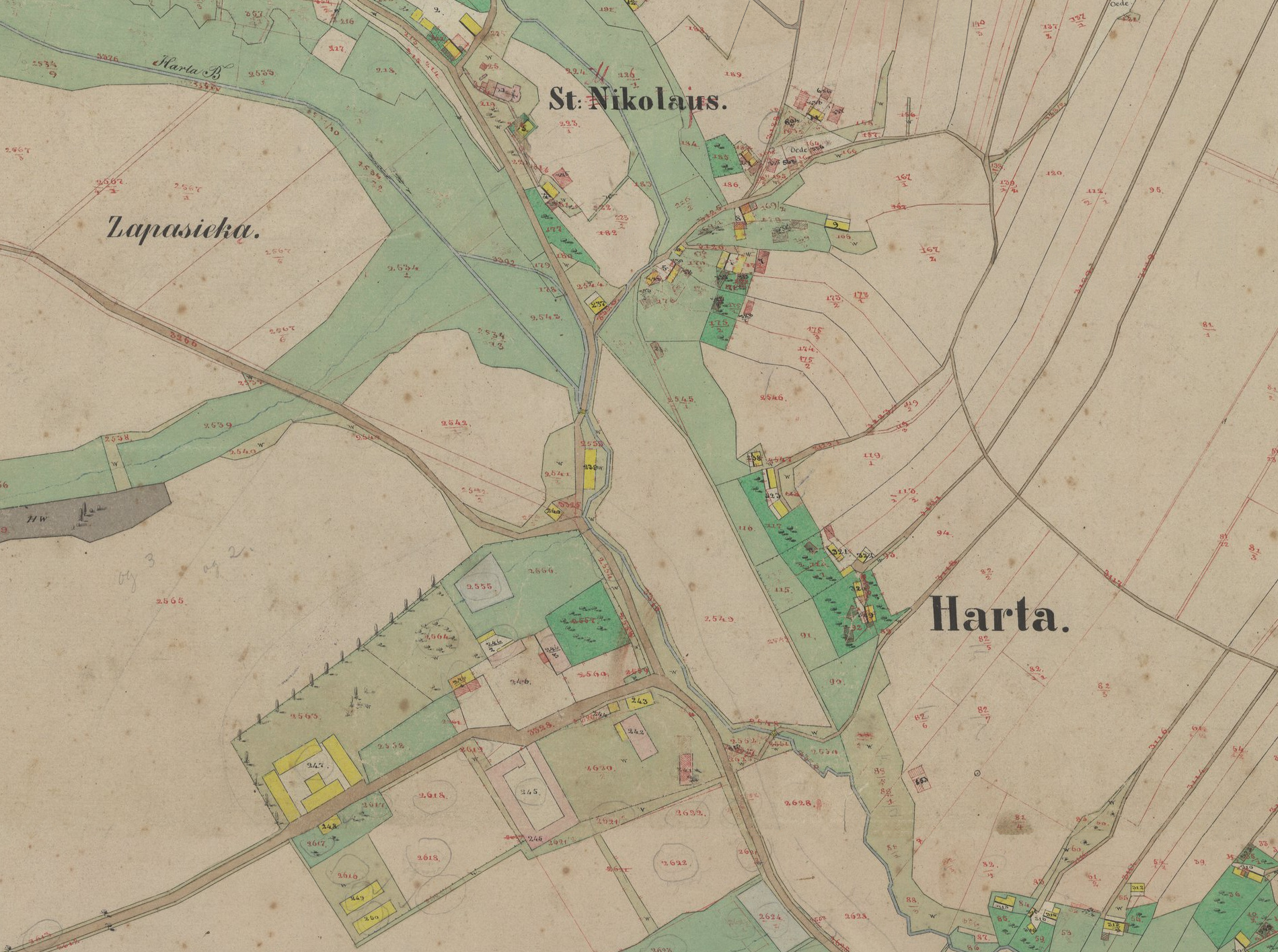
Một phần bản đồ địa chính Harta năm 1852, nhà thờ Thánh Nicôla (trên) và các điền trang (dưới)

Trong lịch sử, Harta thuộc xứ Sanok tại Chervona Rus'. Sau khi được Kazimierz Đại đế sáp nhập vào vương quốc Ba Lan 1340–1349 (Dynów năm 1341), khu vực thuộc vào tỉnh Ruthenia tồn tại trong thế kỷ 14-18 (giai đoạn ngắn thuộc Hungary năm 1364–1387). Sau phân chia Ba Lan lần thứ nhất năm 1772, vùng này được sáp nhập vào Vương quốc Galicia và Lodomeria. Ban đầu, Harta thuộc huyện Przemyśl hạt Sambor, rồi thuộc huyện Sanok từ năm 1782. Năm 1853, Harta thuộc huyện Dubiecko, rồi huyện Brzozów theo phân cấp hành chính năm 1867-1868, cho đến tận năm 1975. Cũng trong năm 1868, một khu vực tư pháp bao gồm Harta được thành lập với trụ sở ở Dynów.
Thời Galicia, một điền trang chiếm khoảng 39% diện tích (5% dân số năm 1900) được tách ra khỏi Harta. Ngày 1 tháng 8 năm 1919, như toàn bộ nước Áo, các hợp phần Harta được thống nhất hành chính.
Trong suốt thời gian này, Harta là đơn vị cấp xã của huyện Brzozów (từ ngày 1 tháng 9 năm 1921 thuộc tỉnh Lwów). Một xã trưởng là Antoni Nowak, về sau trở thành thượng nghị sĩ Ba Lan. Đến năm 1934, Harta thuộc hợp tác xã Dynów.
Khi Thế chiến II bùng nổ, Harta là trấn biên thuộc huyện Kraków của Generalgouvernement (Chính quyền Đức tại Ba Lan bị chiếm đóng). Năm 1939-1941, vùng này thuộc hạt Sanok, và năm 1941–1944 thuộc hạt Krosno. Tháng 8 năm 1944, chính quyền cộng sản Ba Lan mới khôi phục lại phân cấp hành chính tiền chiến. Một năm sau, Harta được sáp nhập vào hạt Brzozów tỉnh Rzeszów mới thành lập.
Chủ tịch tại Harta là:
- 1954–1965: Andrzej Wąsowicz,[d]
- 1965–1972: Andrzej Gudyka.

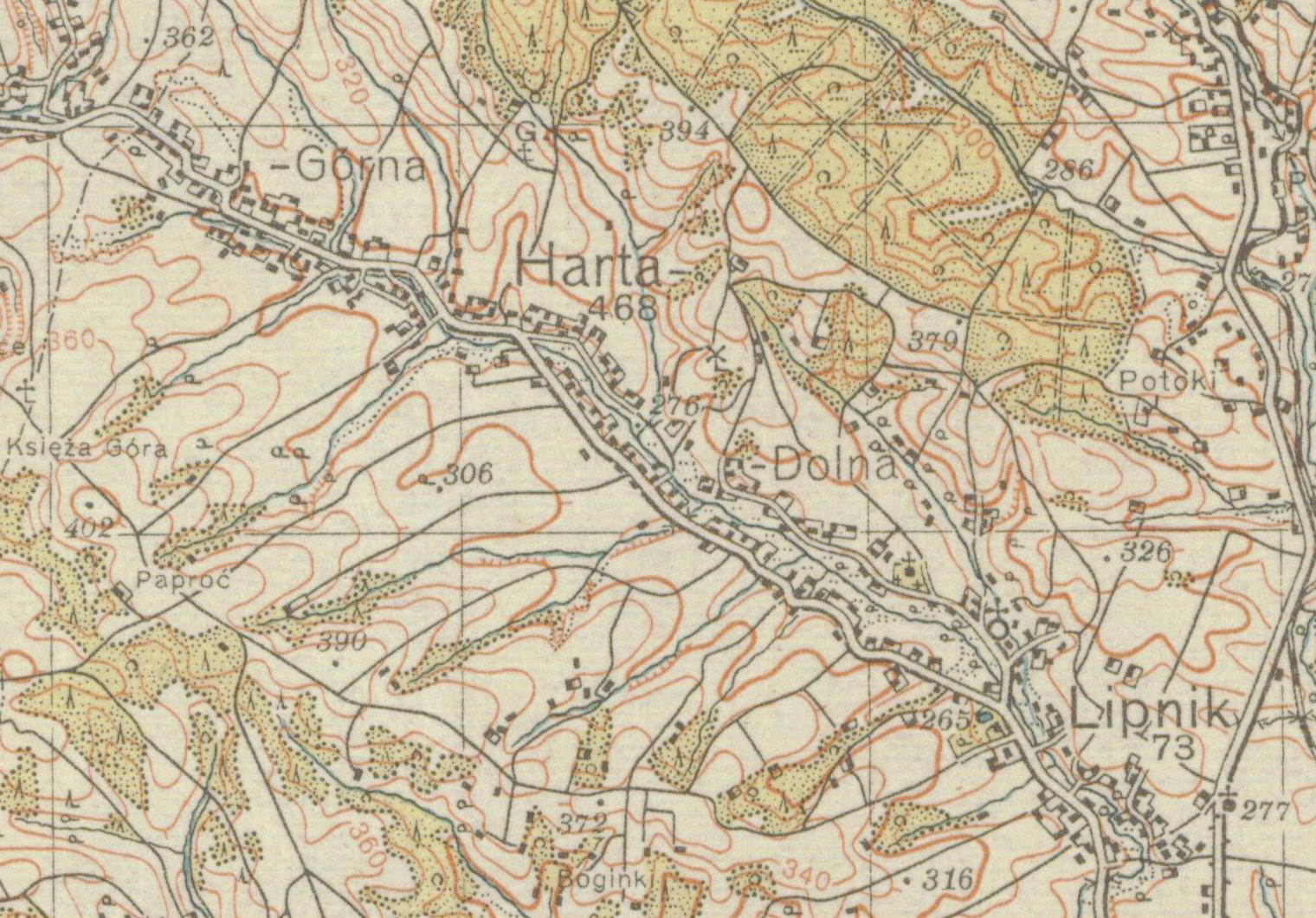
Harta trên một góc bản đồ WIG năm 1938

Ngày 1 tháng 1 năm 1973, theo cải cách phân cấp hành chính năm 1972, xã Dynów được tái lập gồm Harta cùng với 8 làng khác. Ngày 1 tháng 6 năm 1975, do bỏ đơn vị hành chính cấp huyện, xã này thuộc tỉnh Przemyśl. Phần còn lại của huyện Brzozów thì được chia vào tỉnh Krosno.
Cải cách năm 1999 dẫn đến thay đổi về trung tâm hành chính. Năm 1993, theo yêu cầu chính quyền địa phương xã Dynów, bản đồ huyện sơ bộ cho thấy quy hoạch thuộc huyện Rzeszów. Ngày 1 tháng 1 năm 1999, đề xuất được đáp ứng và có hiệu lực, Harta thuộc huyện Rzeszów, tỉnh Podkarpackie.
Harta là làng thuộc xã tự trị Dynów, có diện tích 25,66 km². Tư cách pháp lý được cập nhật thông qua mới nhất vào ngày 30 tháng 6 năm 2022. Hội đồng làng nhiệm kỳ 2018-2024 gồm 7 người do Bogdan Stetko làm chủ tịch, còn Maria Pałac đảm nhận chức vụ trưởng làng.
Dân làng bầu chọn một ủy viên hội đồng vùng tại bốn khu vực bầu cử (năm 1992–1994 có 6 ứng viên còn giai đoạn 1994–2002 có 5 người).
| Huyện | Ranh giới huyện (địa chỉ)    | Ủy viên Hội đồng nhiệm kỳ 2018-2024 |
| ----- | ---------------------------- | ----------------------------------- |
| 5     | Harta 1 – 121 và 544 đến hết | Maria Pałac                         |
| 6     | Harta 400 – 543              | Piotr Śliwa                         |
| 7     | Harta 122 – 261              | Jacek Stochmal                      |
| 8     | Harta 262 – 399              | Zygmunt Banaś                       |

## Nhân khẩu học
Theo Điều tra dân số quốc gia năm 2021, ngày 31 tháng 3 năm 2021 có 2.061 người sống tại Harta: 1.033 nam và 1.028 nữ. Làng Harta chiếm khoảng 30% tổng dân số xã Dynów. Mật độ trung bình 80 người/km² là một trong những vùng có mật độ dân số cao nhất xã.
Cũng đối chiếu theo đó, dân số Harta đứng thứ nhất trên 9 vùng phi đô thị khác của xã, thứ 23/84 toàn huyện và 120/1.488 toàn tỉnh.
Dân số Harta tương đối ổn định trong suốt chiều dài lịch sử. Cuối thế kỷ 18, Harta là nơi sinh sống của khoảng 650 cư dân. Dân số tăng rất nhanh (mức tăng tự nhiên năm 1799 lên tới 31‰) và đạt mức 1.000 người cuối thế kỷ 18 đầu thế kỷ 19. Cuối thập kỷ 1820, tốc độ tăng chậm lại, nhưng đến 1830 tăng trở lại và duy trì đà tăng cho đến thập niên 1880. Sau đó, tốc độ tăng trưởng chậm lại, dân số đạt cao nhất năm 1910 và suy giảm đáng kể sau Thế chiến I.
Harta cũng luôn có sắc tộc và tôn giáo đồng nhất trong suốt lịch sử. Năm 1777, chỉ có 2 gia đình Do Thái trong 131 hộ ở Harta. Một thế kỷ rưỡi sau, theo điều tra dân số năm 1921, chỉ 2/2.483 người không có quốc tịch Ba Lan, 98,9% dân số theo Công giáo (1% theo Do Thái giáo).
Tỷ lệ nữ giới thay đổi đáng kể so với trung bình 100 năm giới. Đầu thế kỷ 20, tỷ lệ nữ giới là 104%, tăng lên 110% sau Thế chiến, đạt kỷ lục 117% năm 1970, sau đó giảm dần và thấp nhất 96,4% năm 2022.
Còn theo độ tuổi cũng chỉ có biến động chậm chạp. Năm 2002, 26,1% dân số Harta chưa đến tuổi lao động và  19,1% quá tuổi. Trong hai thập kỷ sau đó, tỷ lệ thay đổi và theo điều tra dân số năm 2021, nhóm trước tuổi lao động giảm 6,4% xuống 19,7%, còn người cao tuổi tăng 2,1% lên 21,2%. Dân số trong độ tuổi lao động tăng từ 54,8% năm 2002 lên 59,1% năm 2021.
Tỷ suất sinh tử trong hai thập niên đầu thế kỷ 21 tương đối ổn định và dao động từ khoảng 10 đến 25 cho cả hai (trừ năm 2021 có 32 người chết). Tỷ lệ di cư thuần ở Harta khác biệt lớn so với toàn xã: năm 2019–2022 là 1,9‰, so với mức mức 4,3‰ của xã Dynów.

## Kinh tế

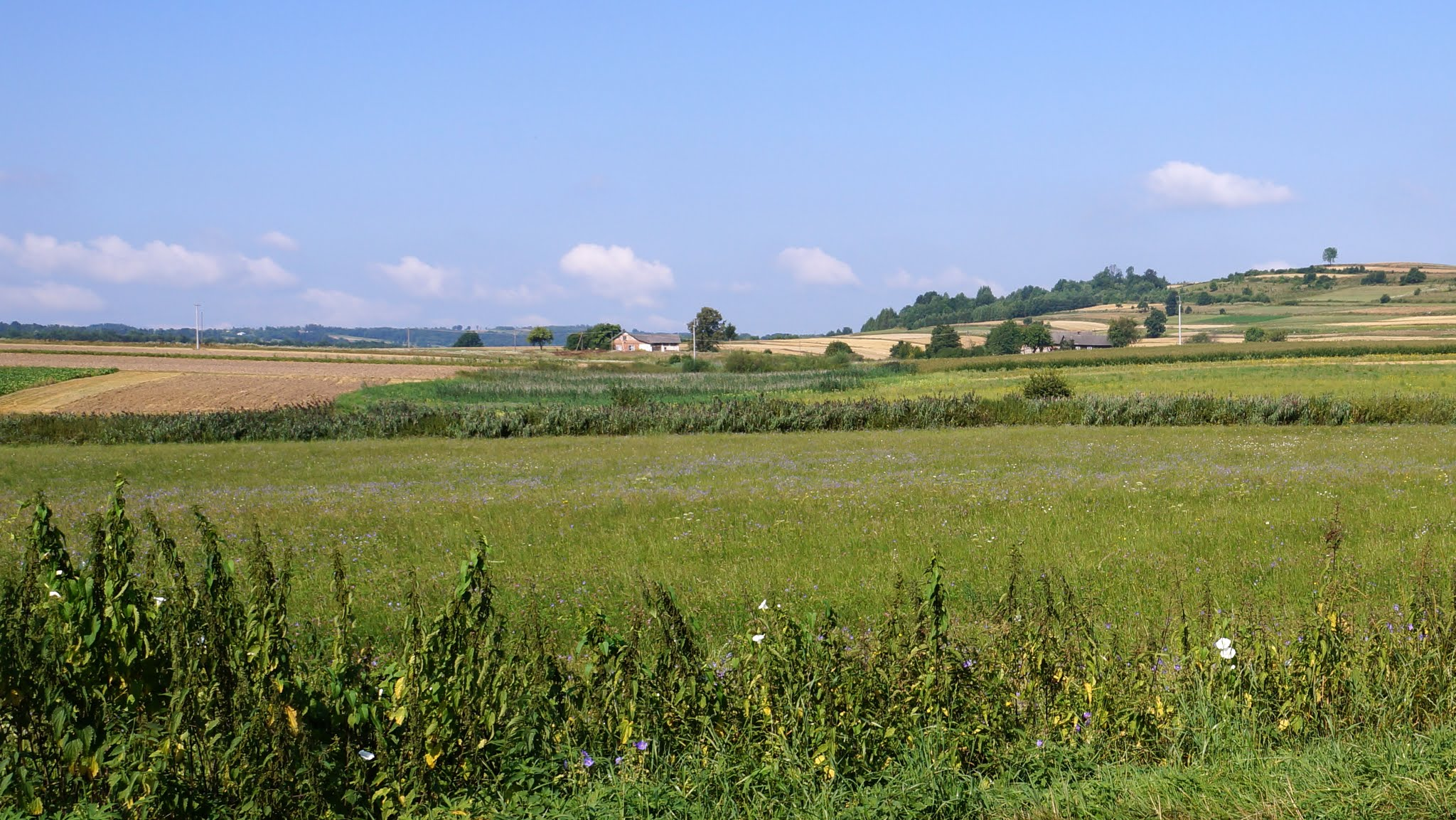
Ấp Krzywda của Harta

Theo dữ liệu REGON từ năm 2022, có 135 đơn vị kinh doanh hoạt động tại làng Harta. Chỉ 2 trong số đó thuộc khu vực công, còn 133 thuộc khu vực tư nhân.
Trong số đó, đại đa số (120 doanh nghiệp) là hộ kinh doanh cá thể. Bên cạnh đó là 5 công ty thương mại và 1 công ty dân sự.
Ngành kinh tế nhiều nhất trong làng là xây dựng với 48 doanh nghiệp. Thứ nhì là buôn bán và sửa chữa xe có động cơ. 18 doanh nghiệp tham gia bán buôn và bán lẻ, 9 doanh nghiệp khác chuyên sửa chữa phương tiện vận tải.
Các ngành nghề ít hơn bao gồm:
- công nghiệp chế biến (12 doanh nghiệp),
- vận tải và kho bãi (7)
- chăm sóc sức khỏe và trợ giúp xã hội (7)
- nông, lâm, ngư nghiệp (6),
- hoạt động chuyên môn, khoa học kỹ thuật (5),
- dịch vụ lưu trú, ăn uống (4)
- giáo dục (4)

Còn lại là các hộ kinh tế đơn lẻ.
Harta hầu hết là các doanh nghiệp nhỏ. Chỉ có 5 trong số đó thuộc nhóm từ 10 đến 49 nhân viên; 130 đơn vị còn lại ít hơn 10 người lao động.

### Nông nghiệp
Làng Harta chủ yếu làm nông. Trước năm 2018 mang đặc điểm manh mún, dư thừa lao động và khả năng tiếp thị sản phẩm yếu kém.
Đất Harta được xếp loại trung bình. Năm 2023, 55% đất canh tác xếp loại loại IV; còn 41% là đất loại III. Với đồng cỏ, nhiều nhất là đất loại IV 54%, tiếp đến là loại V chiếm 26%.
|                  | Loại III | Loại IV  | Loại V  | Loại VI |
| ---------------- | -------- | -------- | ------- | ------- |
| Đất canh tác     | 458,4 ha | 612,1 ha | 42,6 ha | 7,9 ha  |
| Đồng cỏ          | 28,9 ha  | 61,5 ha  | 44,7 ha | 6,1 ha  |
| Đồng cỏ chăn thả | 19,9 ha  | 105,8 ha | 36,7 ha | 6,9 ha  |

Năm 2013, Harta có 648 trang trại với diện tích từ 1 ha trở lên.
Tổng diện tích tất cả các trang trại ở Harta năm 2018 là khoảng 1.791 ha (69,8% diện tích toàn làng). Tỷ lệ này giảm nhẹ theo thời gian; so tương ứng năm 1970 là 1.869 ha chiếm 72,8% còn năm 1931 là 1.906 ha chiếm 74,3%.
Cây trồng phổ biến là ngũ cốc (lúa mì), khoai tây và cỏ cho gia súc. Các trang trại chủ yếu nuôi bò sữa, lợn và thỏ.

## Hạ tầng

### Đường giao thông

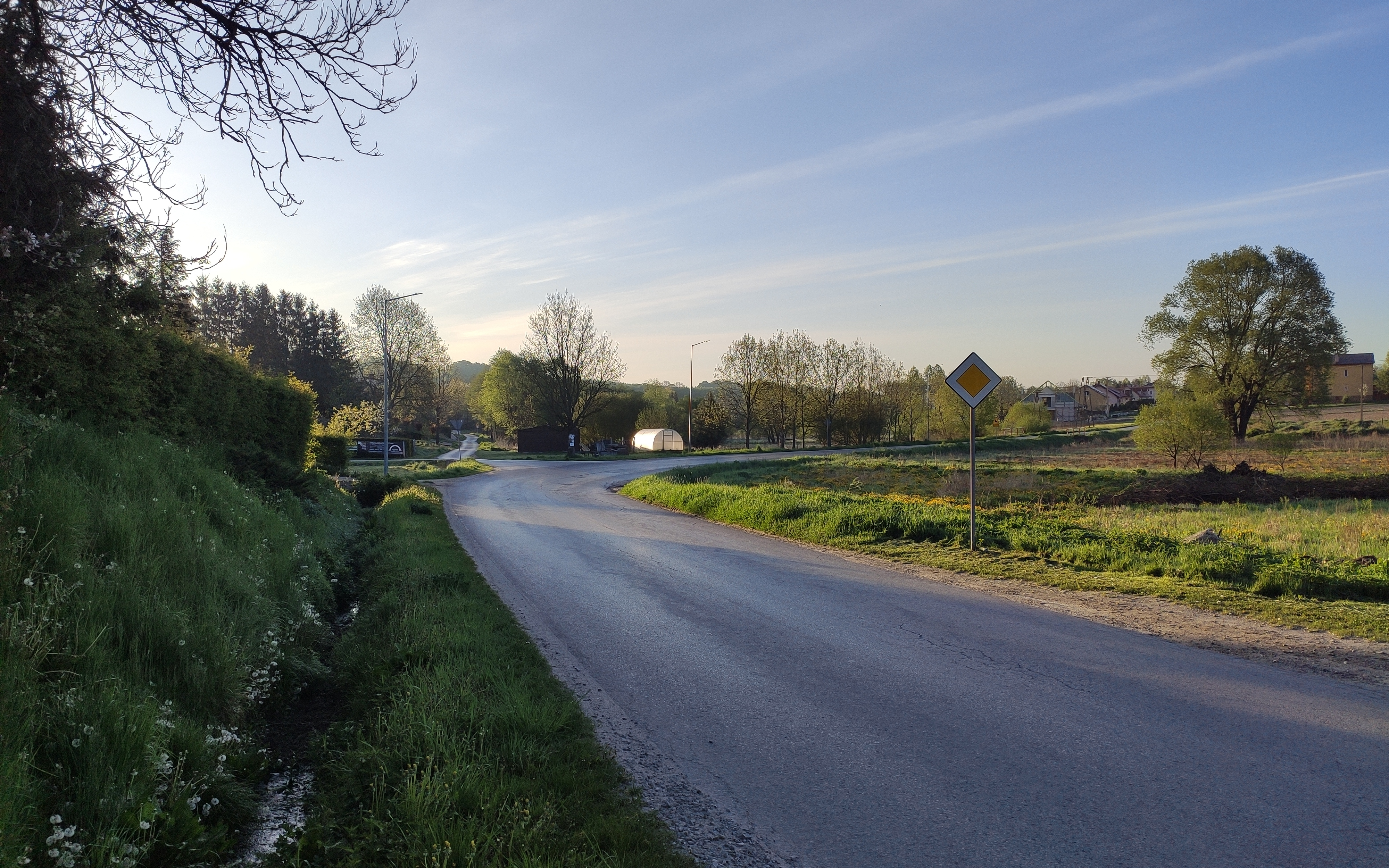
Huyện lộ 1426R ở Harta; phía sau là giao lộ với đường dẫn đến ấp Ciepła Połać

Đường chính dẫn đến Harta thay đổi theo thời gian. Cho đến cuối thế kỷ 18 đầu 19, đường khởi phát từ giao lộ trên tuyến đường hoàng gia được xây đắp trong những năm 1772–1774 trên cơ sở tuyến giao thương đã tồn tại từ thời Trung Cổ (nay là tỉnh lộ 884), chạy qua Lipnik giống như ngày nay tới nhà thờ mới rồi rẽ về phía nhà thờ Thánh Mikołaja, tiếp tục dọc theo đường thôn "Okrajce" hướng về phía khu rừng. Con đường này nối thẳng tới Nowy Borek. Đường chạy qua khu nhà cửa thì ít quan trọng hơn, cũng bắt đầu từ giao lộ trên đi tới Piątkowa khi ấy chưa tồn tại. Đường này được gọi là huyện lộ "Tyczyn".
Trong suốt thế kỷ 19, đường dần mang nét hiện đại ngày nay, định hình ngay sau Thế chiến II, khi có đường nối tới đầu tây bắc (đường trước đó chạy dọc theo "Mątewki").
Ngày nay, trục giao thông chính là huyện lộ 1426R. Đường chạy theo hướng tây bắc-đông nam, hầu hết các nhà đều dọc theo tuyến đường này theo cách bố trí làng tuyến tính điển hình. Các công trình còn lại nằm ở nhiều thôn; một số nằm gần tỉnh lộ 835 chạy qua đầu phía đông và 884 chạy qua đầu phía nam. Năm 2022, hệ thống đường bộ bổ sung thêm 8 đoạn đường đô thị với tổng chiều dài 14,1 km cùng nhiều đường dẫn vào đồng ruộng và nhà ở. Phần lớn đường sá (75 km) đều được rải nhựa năm 2015.
Chính huyện lộ 1426R cũng được cải tạo và hiện đại hóa nhiều lần, như vào thập niên 1950, năm 2004 và năm 2022–2023.
| Układ dróg oraz przystanków autobusowych we wsi Harta. | |           |
| Số hiệu                                                | Tên đường (điểm tuyến) | Chiều dài |
| Tỉnh lộ                                                | |           |
| 835                                                    | Đường 12 (Ngã ba Lublin Rudnik) – Wysokie – – Biłgoraj – Sieniawa – Przeworsk – Kańczuga – – Dynów – Grabownica Starzeńska | 1,64 km   |
| 884                                                    | Przemyśl – Dubiecko – Bachórz – Domaradz                                                                                   | 1,76 km   |
| Huyện lộ                                               | |           |
| 1426R                                                  | Błażowa – Piątkowa – Harta                                                                                                 | 7,42 km   |
| Đường đô thị                                           | |           |
| 108306R                                                | Harta – Harta Wysoka | 5,9 km    |
| 108307R                                                | Harta – Mątewki | 0,65 km   |
| 108308R                                                | Harta – Berlin | 0,6 km    |
| 108309R                                                | Harta – Ciepła Połać | 1,25 km   |
| 108310R                                                | Harta – gần nhà thờ | 1,57 km   |
| 108311R                                                | Harta – Okrajce | 2,1 km    |
| 108312R                                                | Harta – Pustki và Miasteczko                                                                                               | 1,55 km   |
| 108314R                                                | Harta – gần Kaniuczak | 0,52 km   |

Tỉnh lộ và huyện lộ giúp kết nối thuận tiện với các trung tâm hành chính, như Dynów cách 6 km và Błażowa cách 10 km), tỉnh lỵ Rzeszów cách 32 km.
Giao thông công cộng có 9 điểm dừng xe buýt, 7 điểm trên huyện lộ (Harta Góra, Harta Szkoła Górna, Harta Ciepła Połać, Harta Środek, Harta Szkoła, Harta Luzbark) và 2 điểm dừng trên tỉnh lộ 884 (HartNŻ, Harta Krzywda). Các tuyến như sau:
- Dynów – Rzeszów (cùng các tuyến con Bachórz – Rzeszów, Dubiecko – Rzeszów, Nozdrzec – Rzeszów), qua huyện lộ 1426R, các hãng vận tải chịu trách nhiệm là PKS Rzeszów,[306] PKS Przemyśl, AGMAR và Polbus.[307]
- Dynów – Wesoła, trên tỉnh lộ 884, do PKS Przemyśl khai thác.[308]

Song song với tỉnh lộ 835, tuyến đường sắt khổ hẹp Dynów -Przeworsk chạy dọc theo rìa đông làng. Harta không có ga xe lửa, gần nhất phải đi đến Szklary và Bachórz.

### Xây dựng

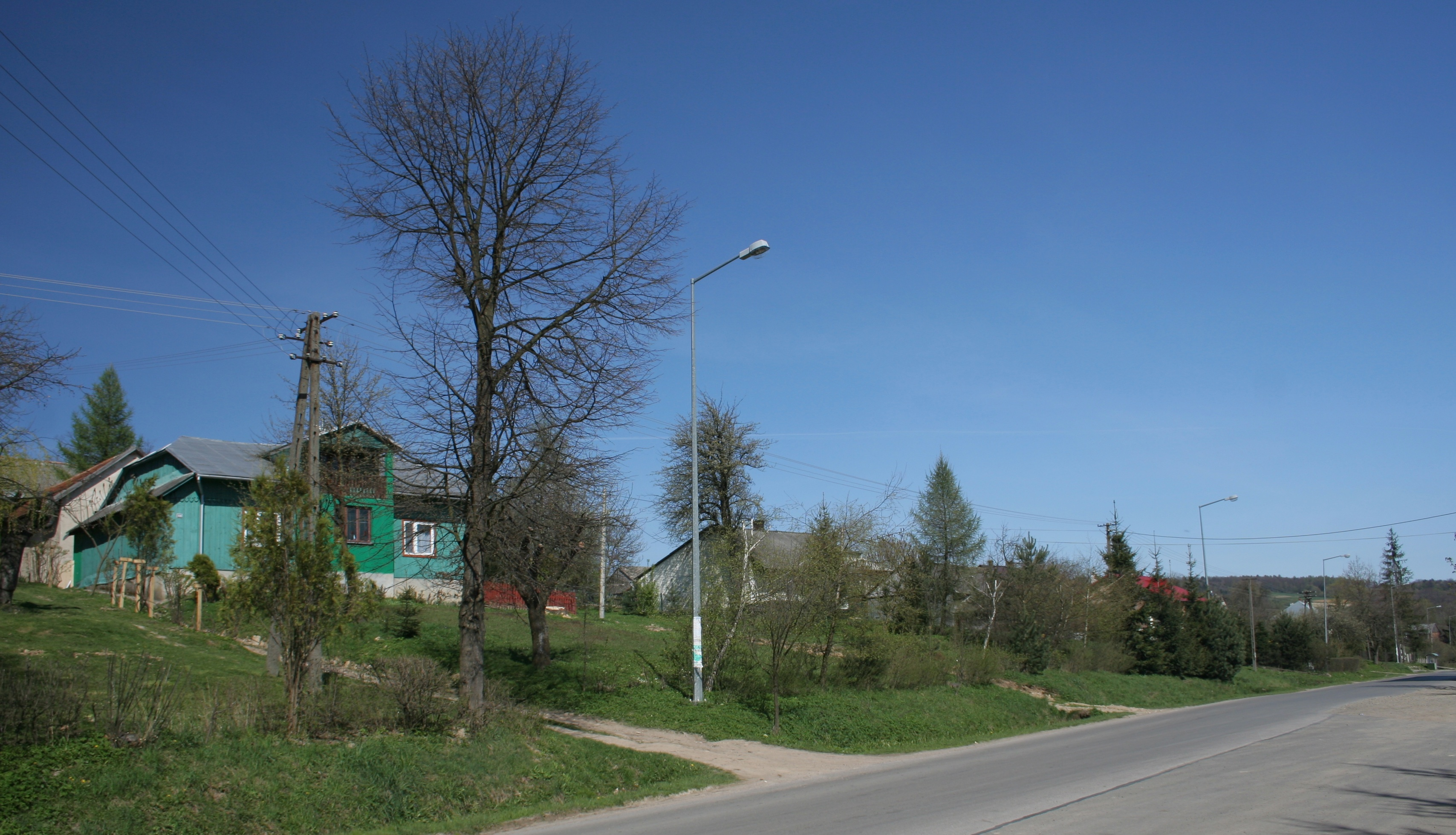
Một ngôi nhà ở Harta Górna

Năm 2023, Harta có tổng cộng 1.581 nóc nhà, chủ yếu thuộc hai loại: phục vụ nông nghiệp (827 nhà, chiếm 52,3%) và dân cư (644 nhà, chiếm 40,7%).
Đa số nhà cửa thuộc sở hữu tư nhân. Năm 2022, với tư cách chính quyền địa phương, xã Dynów quản lý 8 ngôi nhà: Agronomówka, cơ sở thiết bị và giao thông, trạm cứu hỏa tình nguyện, nhà giáo viên, nhà cộng đồng, trường tiểu học số 1, trường tiểu học số 2 và cối xay lịch sử.
4 tòa do xã quản lý (Agronomówka, nhà cộng đồng, nhà giáo viên và trường Tiểu học số 1) có tổng cộng 13 căn hộ với diện tích 614,08 m².
Nhà cửa trong làng thấp, chủ yếu là một hoặc hai tầng. Năm 2023, 38% là nhà gỗ (28% nhà ở), 60% là nhà gạch (72% nhà ở). Trung bình mỗi nhà (bao gồm nơi làm việc và nhà ở) có diện tích 111 m², năm xây trung bình từ 1975. Riêng nhà ở là 112 m², năm xây trung bình từ 1973. Năm 2023, Harta có 664 địa chỉ, số thứ tự trải từ 1 đến 580.

### Cơ sở hạ tầng kỹ thuật
Mạng lưới điện tới Harta do Chi nhánh PGE Dystrybucja SA ở Zamość quản lý, thuộc vùng điện Przemyśl. Gần nhất là trạm điện Dynów, làng và toàn bộ xã thuộc phạm vi trạm chuyển mạch "Widełka" và nhà máy thủy điện Solina. Harta được khí hóa hoàn toàn; đường dẫn khí đốt do Karpackie Zakłady Gazownictwa ở Tarnów cung cấp thông qua Nhà máy khí đốt ở Jarosław. Có một tuyến cáp quang chạy qua, do OST vận hành ở Tyczyn.
Harta không có đường ống cấp nước. Năm 2020, chỉ  có 12 hộ tại ấp Krzywdy phía nam có hệ thống thoát nước, chiếm tỷ lệ rất nhỏ. Năm 2022, Nhà máy Nước, Nước thải và Nhà ở Dynów gom nước thải dẫn đến nhà máy xử lý nước thải ở Bachórz gần đó.
Công ty Gospodarka Komunalna ở Błażowa chịu trách nhiệm thu gom và xử lý rác thải cho Harta. Năm 2021, công ty phục vụ được 1.689 cư dân nông thôn, chiếm 82,5% dân số thường trú.
Không có bưu cục nào ở Hara, mã bưu chính riêng của làng là 36-067. Trước đó, từ năm 1973 đến đầu thập niên 1980, Harta có mã bưu chính 36-241 còn cuối thập niên 1990 đầu 2000 là 37-757.

### An ninh
Khu vực Harta do đồn cảnh sát ở Dynów quản lý, có một sĩ quan cảnh sát đặc trách tuần tra khu số 6 bao gồm Harta, Łubno, Ulanica và Wyręby.
Các hoạt động cứu hộ và chữa cháy do Sở cứu hỏa ở Dynów và trạm cứu hỏa tình nguyện Harta đảm nhận.

#### Trạm cứu hỏa tình nguyện Harta

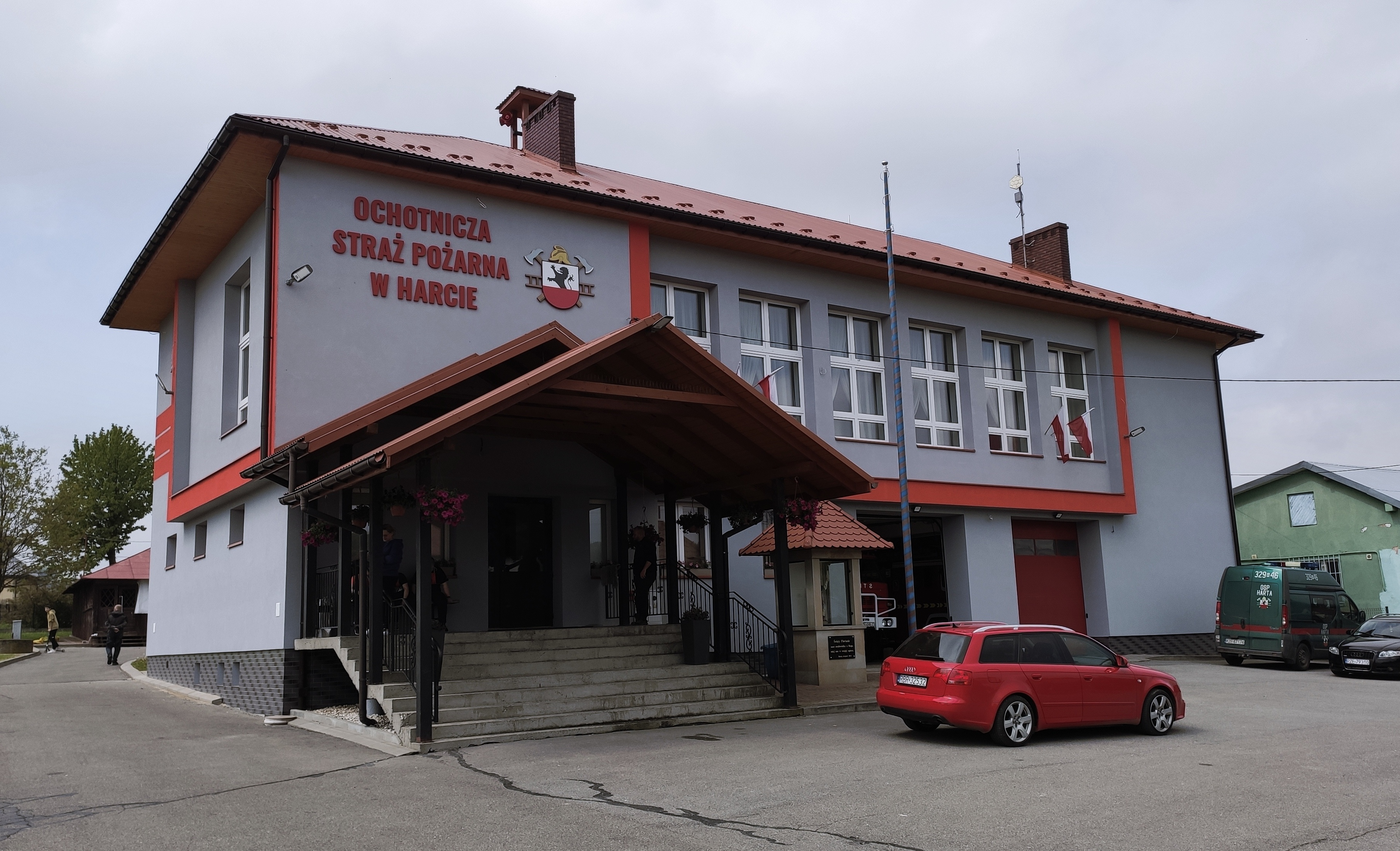
Trạm cứu hỏa Harta

Trạm cứu hỏa tình nguyện Harta có nguồn gốc từ năm 1912. Đội 10 người khi ấy đã dập tắt đám cháy và cứu lấy tài sản cho người dân. Trang bị chỉ có móc, xô và vòi gỗ.
Thập niên 1930, đội được trang bị dụng cụ bằng thiếc làm tại địa phương, hoạt động tốt hơn đồ bằng gỗ. Đội vẫn hoạt động trong Thế chiến II và được giao một xe cứu hỏa vận hành bằng tay năm 1943.
Sau chiến tranh, Józef Domin đứng đầu đội cứu hỏa tình nguyện cho đến khi qua đời năm 1979. Năm 1948, nhờ cộng đồng đóng góp cũng như Sở cứu hỏa huyện Brzozów hỗ trợ, Harta mua máy bơm động cơ để chữa cháy. Thập niên 1960, đội có thêm một xe cứu thương quân sự nhưng tình trạng rất tệ, thường xuyên hỏng hóc và bị bán đi vài năm sau.
Năm 1964, đội cứu hỏa tình nguyện tiếp quản xưởng gạch, cải tạo và bắt đầu sản xuất gạch xây dựng trạm cứu hỏa. Được Phòng cháy chữa cháy tỉnh, huyện và các tổ chức xã hội hỗ trợ, tòa nhà trạm cứu hỏa được được khai trương năm 1976.
Thập niên 1980, khi Jan Drewniak lãnh đạo, đội bị trì trệ cho đến tận năm 1990 mới hồi sinh trở lại. Năm 1992, đơn vị được tặng thưởng Huân chương Vàng "Công trạng trong lực lượng Cảnh sát chữa cháy". Năm 1990–1998, trạm được cải tạo, và từ năm 1996, trạm có biển và biểu ngữ riêng.
Năm 2002, đội trưởng Drewniak qua đời và Artur Szczutek lên thay. Ông quyết định kế hoạch bổ sung trang thiết bị vì vỏn vẹn khi ấy chỉ có một bơm và một ô tô GLM 8/8 Żuk. Năm 2005, sau nhiều nỗ lực, lính cứu hỏa đã nhận được phương tiện cứu hộ và cứu hỏa GBA 2.3/16 mới. Năm 2008, trạm mua thêm 2 xe mới: Mercedes 1124 GBA 2/20 và Polonez hiện đang hoạt động.
Ngày 29 tháng 5 năm 2008, đội được gia nhập hệ thống cứu nạn cứu hỏa quốc gia và tổ chức lễ gia nhập long trọng vào tháng 10. Năm 2010, Đội cứu hỏa thanh niên được thành lập gồm 22 người.
Năm 2012, Đội Cứu hỏa Tình nguyện Harta kỷ niệm 100 năm thành lập; cộng đồng tặng biểu ngữ mới cùng tượng thánh quan thầy Florian được dựng kế bên. Một năm sau, đội mua lại Volkswagen Transporter T4. Năm 2013–2023, trạm cứu hỏa đã dần được cải tạo: cải tạo nhà bếp và thiết bị vệ sinh, thay mái năm 2017, cải tạo sảnh năm 2023.

### Y tế
Dịch vụ y tế tại Harta được các đơn vị sau cung cấp:
- Trung tâm Y tế Nông thôn Harta tại tầng trệt Nhà cộng đồng Harta Górna.[337]
- Chi nhánh Harta của DANFARM MED.[338]

Cả hai đều có dịch vụ đa khoa. Ngoài ra, Trung tâm Y tế Nông thôn còn cung cấp dịch vụ y tá cộng đồng. Công ty DANFARM còn dùng cơ sở chung làm nhà thuốc.
Dân làng cũng có thể khám chuyên khoa tại Phòng khám huyện Dynów và Trung tâm Y tế DYNMED. Trên địa bàn cũng có một phòng khám thú y.

## Di sản

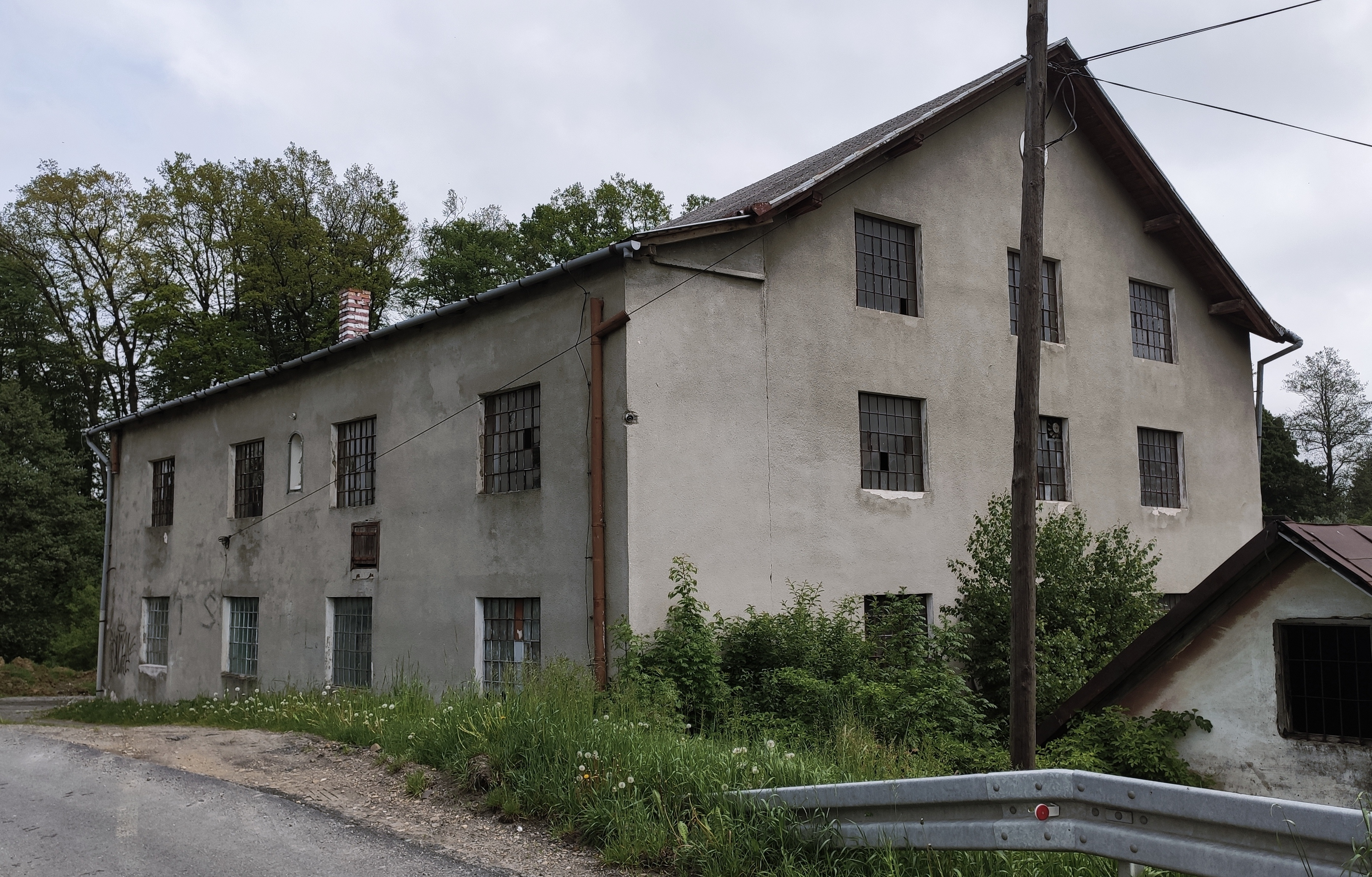
Nhà di tích cối xay nửa sau thế kỷ 19

Danh mục đăng ký di tích của Ủy ban di sản quốc gia Ba Lan ghi nhận 3 di tích ở Harta.
Đầu tiên là khu phức hợp nhà thờ giáo xứ, sổ bộ A-1201 đăng ký ngày 5 tháng 2 năm 1993. Bao gồm:
- Nhà thờ Thánh Nicholas xây năm 1779–1804 và mở rộng năm 1889,
- Tháp chuông xây năm 1886 hoặc 1889,
- Tư thất linh mục từ nửa sau thế kỷ 19,
- Khu hàng rào với bốn nhà nguyện, xây năm 1889.

Thứ hai là nhà nguyện nghĩa trang (số A-1006 đăng ký ngày 27 tháng 1 năm 1993) xây đầu thế kỷ 20.
Cuối cùng là cối xay nước được đăng ký ngày 8 tháng 5 năm 1997 với số A-1008. Cối xay nước bắt đầu hoạt động năm 1860, được hiện đại hóa hai lần năm 1936 và 1948. Ngày nay, động cơ điện được dùng thay thế và máy nghiền không còn được dùng cho mục đích sản xuất nữa.
Năm 2012, hồ sơ di tích xã Dynów xác định tổng cộng 22 tòa nhà lịch sử tại Harta. Ngoài danh mục toàn quốc ở trên, còn có:
- nhà giáo sĩ xây năm 1863[108]
- nhà gỗ: số 178 từ nửa sau thế kỷ 19, số 57 từ cuối thế kỷ 19, số 123, 148 và 168 từ đầu thế kỷ 20 và số 176 từ năm 1921,
- trại: nhà ở và chuồng gia súc số 110 từ đầu thế kỷ 20,
- nhà nguyện gạch: cạnh nhà số 37 từ thế kỷ 19, cạnh nhà số 178 từ nửa sau thế kỷ 19, cạnh nhà số 138 từ năm 1888 và cạnh nhà số 30, 188 và 191 từ đầu thế kỷ 19 và 20,
- nhà nguyện cột gỗ cạnh nhà số 160 từ năm 1867.

### Tượng đài và tưởng niệm
Đài tưởng niệm ở Harta:

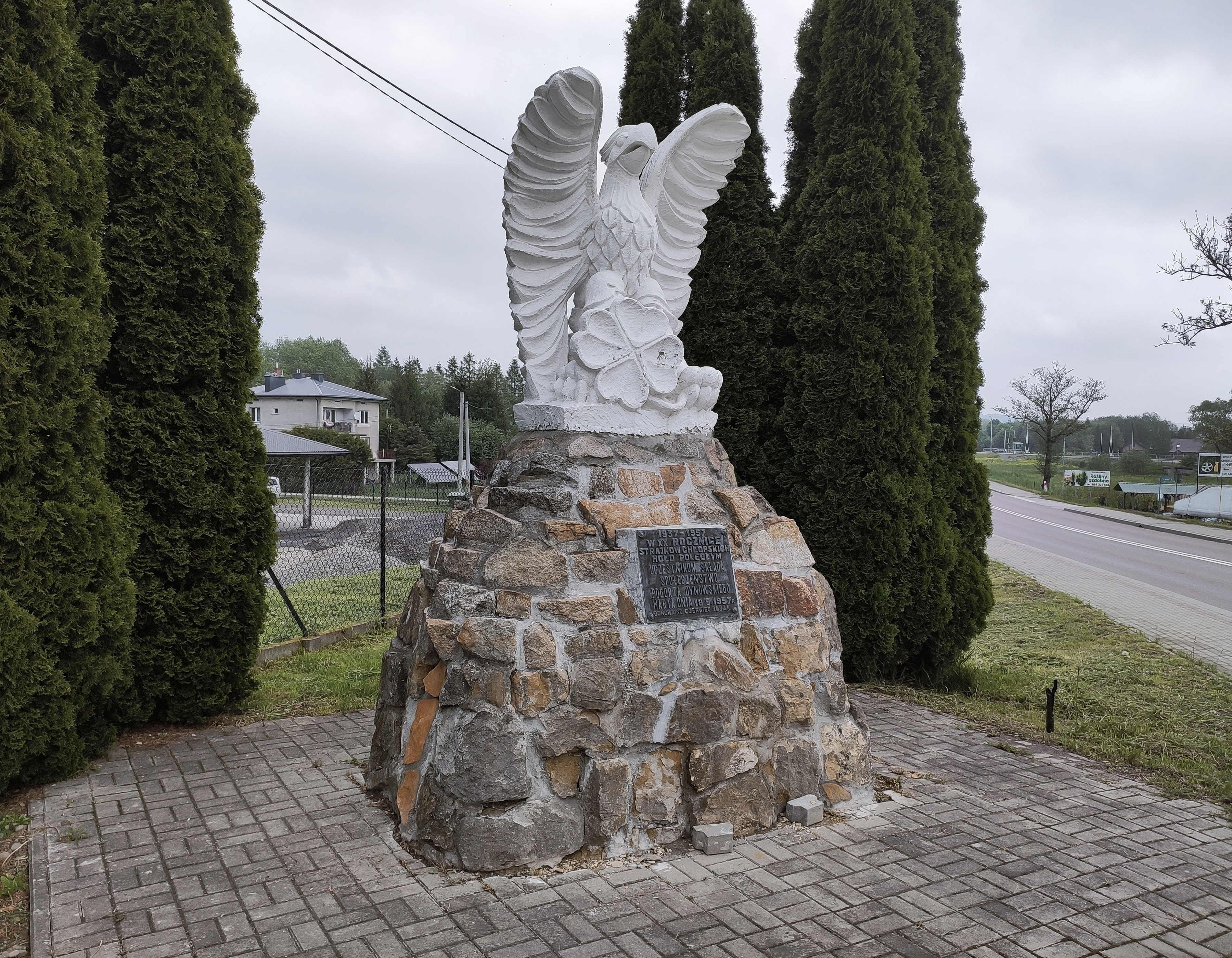
Đài tưởng niệm khởi nghĩa nông dân năm 1937 phiên bản mới

- Đài tưởng niệm những người đã ngã xuống trong khởi nghĩa nông dân Harta, nguyên bản có hình đại bàng đậu trên lưỡi hái đặt trên bệ đá[345] được Chủ tịch Hội đồng tỉnh Rzeszów Wacław Rózga khánh thành ngày 18 tháng 8 năm 1957.[226] Ngày 10 tháng 6 năm 1984, phiên bản mới do Bogusław Kędzierski sáng tạo thay lưỡi hái bằng hình cỏ ba lá là biểu tượng Đảng Nhân dân.[346]
- Đài tưởng niệm 50 năm khởi nghĩa nông dân khánh thành ngày 7 tháng 6 năm 1987 trước trường tiểu học.[346]
- Hòn đá kỷ niệm với hai tấm bảng được khánh thành vào tháng 9 năm 2019 dành riêng cho người Do Thái Józef Lejba bị Đức Quốc xã giết hại năm 1943, và Katarzyna Kiszka chết trong trại Auschwitz năm 1944.[190]
- Bảng kỷ niệm vụ chín cư dân Harta bị bắt đi Siberia năm 1945, khánh thành ngày 20 tháng 9 năm 2020 trên tòa nhà trường tiểu học.[347][348][349]
- Đài tưởng niệm những người đấu tranh giành độc lập nhân kỷ niệm 100 năm Ba Lan giành lại độc lập (1918) và Trận Warszawa (1920); khánh thành ngày 12 tháng 9 năm 2021.[350][351]

## Văn hoá

### Ban nhạc kèn đồng
Ban nhạc kèn đồng Harta được Jan Smyczyński thành lập  năm 1924. Khi ấy, Jan vốn là nhạc công organ trong nhà thờ, ông đã tạo ra những sáng tác đầu tiên cho ban, một số vẫn được trình diễn ngày nay. Linh mục quản xứ Andrzej Trzyna, thượng nghị sĩ về sau Antoni Nowak và nông dân Michał Duplaga đã tặng những cây kèn đầu tiên cho ban. Lúc đầu ban nhạc có 23 thành viên.
Năm 1927, Smyczyński rời đến Sokolniki gần Lviv và cũng lập một ban kèn đồng tại đó. Ban có chỉ huy mới là nhạc sĩ quân đội chuyên nghiệp Franciszek Kmiotek. Ông đã bổ sung tiết mục mới và cho trình diễn lấy kinh phí tại lễ hội. Năm 1936, ban tham gia lễ hội thu hoạch toàn quốc ở Spała và Đại hội Đảng Nhân dân ở Nowosiółki năm 1938.
Trong Thế chiến II, ban nhạc ngừng hoạt động. Nhạc cụ được cất giữ trong nhà xứ. Nhưng sau khi linh mục quản xứ Trzyna bị giết năm 1941, một thành viên đã đem đi giấu.
Sau chiến tranh, năm 1947, Jan Smyczyński trở về Harta và chỉ huy ban nhạc cho đến khi qua đời năm 1955. Năm 1948, ban nhạc chiến thắng cuộc thi tại Brzozów nhưng không được trao giải vì không nằm trong đội cứu hỏa. Trở về, ban nhạc liền gia nhập Đội cứu hỏa tình nguyện Harta.
Sau khi Jan Smyczyński qua đời, Antoni Kiełbasa có nhiều kinh nghiệm với dàn quân nhạc liền trở thành nhạc trưởng. Ban nhạc tiếp tục trình diễn. Dù cơ sở vật chất được cải tiến nhưng đến thập niên 1980, số lượng thành viên suy giảm, nhạc cụ cũ kỹ từ lúc thành lập gần như phải thanh lý.
Đầu thập niên 1990, ban quản lý mới của Đội cứu hỏa tình nguyện ngoài việc phát triển đội còn hồi sinh ban nhạc. Năm 1992, nghệ sĩ organ Harta Edward Ryba được chỉ huy ban nhạc mới. Quy mô ban nhạc 13 người thập niên 1980 đã tăng lên 30 người 10 năm sau. Ban nhạc cũng đi trình diễn xa hơn. Năm 1997, ban tham gia hòa nhạc cùng các ban kèn đồng khác nhân chuyến thăm Krosno của Giáo hoàng Gioan Phaolô II.
Sau Edward Ryba, Antoni Kiełbasa làm nhạc trưởng. Đến năm 2000, giáo viên nhạc trung học địa phương Andrzej Sowa làm nhạc trưởng mới. Những năm tiếp theo, ban được trang bị nhạc cụ mới. Năm 2004, nhạc trưởng Sowa thành lập ban nhạc dân gian "Młoda Harta" nên không còn chỉ huy ban kèn đồng tốt được nữa nên bị Edward Laska thay thế năm 2009. Năm 2012, ban kèn đồng được trao huy hiệu vàng của Hiệp hội hợp xướng và dàn nhạc Ba Lan.

### Câu lạc bộ săn bắn Sarenka

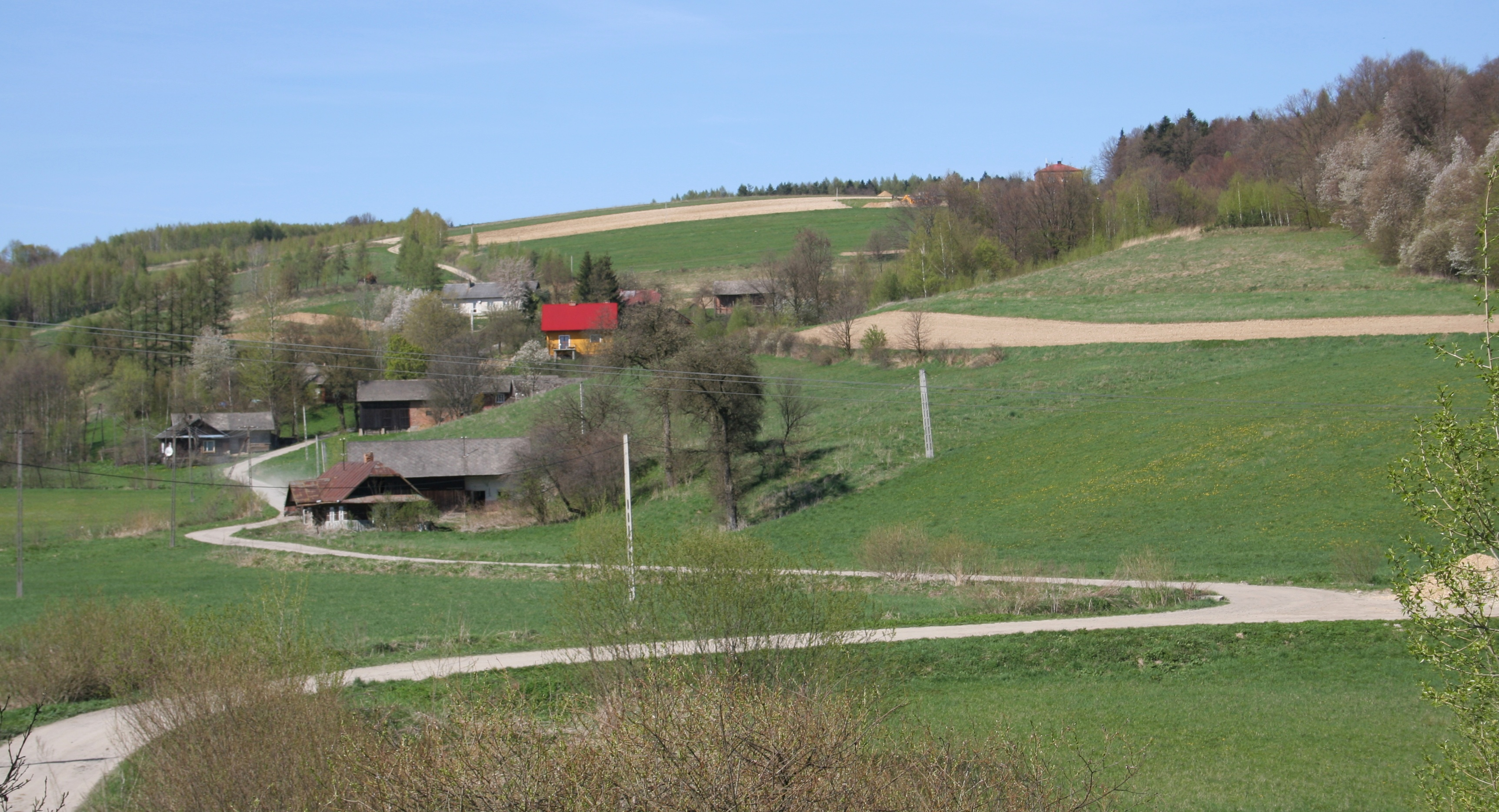
Đường vào ấp Budy

Lịch sử các câu lạc bộ săn bắn ở Harta và xã Dynów bắt đầu từ năm 1952, khi những người thuê đất rừng lập nhóm ở Dynów. Đứng đầu là Andrzej Wąsowicz, về sau trở thành chủ tịch Hội đồng huyện ở Harta. Đầu năm 1954, Câu lạc bộ săn bắn Jedność ở Dynów được thành lập.
Ngày 8 tháng 3 năm 1957, câu lạc bộ họp lại chia làm hai: số 2 ở Hart và số 4 ở Szklary sau này lấy tên là Sarenka. Năm 1967, câu lạc bộ chuyển đến tái hợp thành một tại Harta. Mâu thuẫn nội bộ khiến Sarenka đóng cửa năm 1979.
Ngày 4 tháng 7 năm 1981, ủy viên hội đồng tỉnh Przemyśl Stanisław Błoński nỗ lực tái lập dưới tên Câu lạc bộ săn bắn Sarna ở Harta. Năm 1990, câu lạc bộ đổi về tên cũ Sarenka. Năm 1992, câu lạc bộ có biểu ngữ riêng. Năm 1999, câu lạc bộ được trao Huân chương săn bắn. Từ tháng 4 năm 2001, câu lạc bộ có Đội Tín hiệu Săn bắn. Năm 2017, câu lạc bộ có tổng cộng 102 thành viên.
Câu lạc bộ săn bắn Sarenka thuê hai khu săn bắn số 142 và 158 với diện tích 8.660 ha. Câu lạc bộ trực thuộc Hội đồng Hiệp hội săn bắn Ba Lan cấp huyện Rzeszów.

### Ban nhạc dân gian Młoda Harta
Chỉ huy ban kèn đồng Andrzej Sowa đã thành lập ban nhạc dân gian Młoda Harta tại trường tiểu học. Phong cách bắt nguồn từ Sowów (Cú) tại Piątkowa trước đó kết hợp với nhạc dân gian xung quanh.
Thành lập tháng 12 năm 2004, chỉ vài tuần sau, ban nhạc đã có buổi diễn ra mắt trước cư dân Harta. Album đầu tiên được thu âm tại Đài phát thanh Rzeszów. Cuối xuân 2006, ban nhạc nhận giải đặc biệt trong cuộc thi Pogórzańska Nuta ở Dynów. Năm 2005–2009, ban giành giải quán quân tại Lễ hội Thanh niên Quốc gia Bukowskie ở Bukowsko, cũng như được trình diễn tại Lễ hội quốc gia của các ban nhạc, nhạc cụ và ca sĩ dân gian ở Kazimierz Dolny.
Năm 2006 và 2008, ban xuất hiện trên kênh Rzeszów của Telewizja Polska và trên Đài phát thanh Rzeszów. Năm 2009, phát hành thêm hai album nữa. Năm 2011, phát hành album thứ tư về nhạc thôn quê. Ban nhạc cũng giành được nhiều giải thưởng: đứng thứ 3 trong Liên hoan Karpat quốc tế ở Trzcinica năm 2011, giải Baszta trong Liên hoan ban nhạc dân gian lần thứ 47,  giải ca sĩ và nhạc cụ trong Kazimierz Dolny năm 2013 và Giải thưởng của Hội đồng tỉnh Podkarpackie năm 2008 và 2013. Ban nhạc đứng vị trí cao nhất trong Mít tinh nhạc công chũm chọe quốc gia các năm 2015, 2016, 2021 và 2022.
Năm 2015, ban nhạc phát hành album kỷ niệm 10 năm thành lập và biểu diễn trong Polskie Radio Program II (Chương trình phát thanh Ba Lan II). Năm 2017, ban nhạc có 11 thành viên.
Tháng 7 năm 2022, người sáng lập ban nhạc Andrzej Sowa qua đời. Việc này không ảnh hưởng đến hoạt động của ban, họ tiếp tục có các buổi diễn và nhận giải thưởng ngay năm đó.

### Hiệp hội phát triển văn hóa và nông thôn Harta

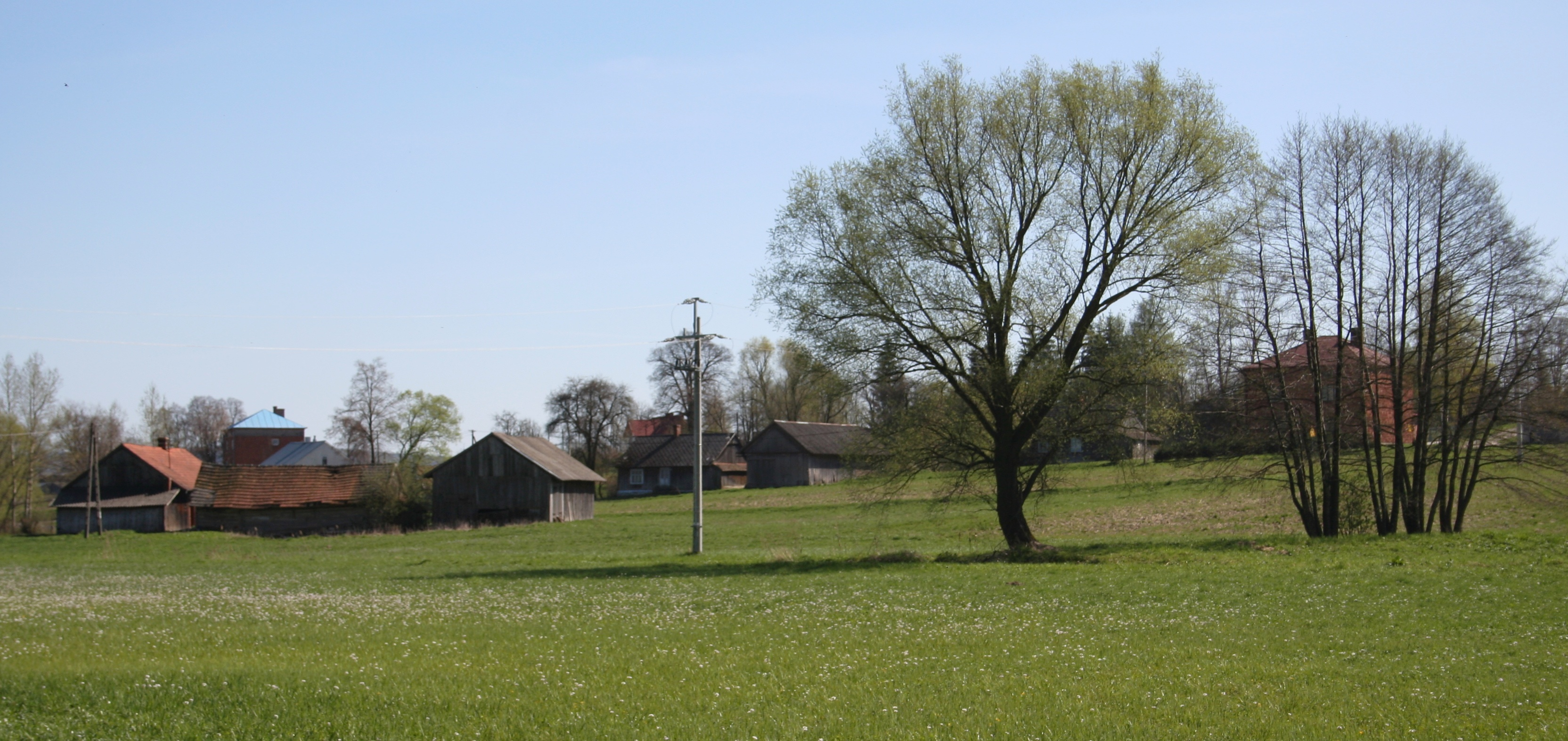
Quang cảnh một phần Luzbarg

Ý tưởng thành lập một hiệp hội tập hợp các nhà hoạt động xã hội từ Harta nảy sinh vào thời điểm chuẩn bị hoa mừng vụ mùa thu hoạch tháng 8 năm 2008. Ngày 20 tháng 9 năm 2008, Hiệp hội phát triển văn hóa và nông thôn Harta chính thức được thành lập và triển khai hoạt động. Ngày 4 tháng 12, hiệp hội được đăng ký với 20 thành viên. Ưu tiên hàng đầu là kế hoạch kỷ niệm 580 năm thành lập làng vào năm 2009 gồm nhiều sự kiện (văn nghệ, trình diễn sơ cứu, tham quan và hoạt động thể thao cho trẻ em), đỉnh điểm là tổ chức Lễ hội Dożynki vào tháng 8.
Năm 2010, hiệp hội cải tạo tầng hầm trường tiểu học thành phòng sinh hoạt chung cho các em, đồng thời là trụ sở hội. Năm 2015, nơi này cũng trở thành phòng làm việc của trưởng làng và phòng họp hội đồng thôn. Hội cũng tham gia tổ chức quyên góp thường niên tại nghĩa trang giáo xứ.

### Truyền thống chưng cất rượu
Việc làm rượu tại nhà ở Harta đã có từ trước Thế chiến II. Đầu thế kỷ 20, một tuyến đường sắt khổ hẹp được xây dựng để vận chuyển củ cải đường đến nhà máy đường ở Przeworsk. Đường dùng để sản xuất rượu, ngay tại xưởng chưng cất nhưng bị hỏa hoạn thiêu rụi năm 1938.
Ngày nay, Harta vẫn là "thủ phủ chưng cất tư nhân" toàn vùng. Thức uống gọi là "hartini" hoặc "hartianka". Không có công thức chế biến rượu cụ thể nào, nhưng thành phần chính là đường, cùng ít lúa mạch đen, trái cây hoặc hương thỏi. Thường quá trình chưng cất diễn ra hai lần để tăng chất lượng hương vị.
Việc chế "hartini" cho nhà dùng vẫn phổ biến ở Harta. Sản phẩm Harcki bimber (Ánh trăng Harta) ra mắt Hội chợ Thực phẩm Truyền thống lần thứ 3 "Lễ hội hương vị Podkarpacie" năm 2010. Thức uống này được đưa vào Leksykon Podkarpackich Smaków (Từ vựng hương vị Podkarpacie) xuất bản năm 2012.

### Các khía cạnh văn hóa khác
Tại trường tiểu học ở Harta Dolna có chi nhánh số 3 của Thư viện công cộng vùng Dynów (trụ sở tại Bachórz). Năm 2022, có 7.344 tập sách cho độc giả cũng như 3 máy tính dùng tra cứu. Chi nhánh số 4 nằm ở nhà cộng đồng Harta Górna thì đã bị đóng cửa năm 2021.
Ngày 4 tháng 4 năm 2008, nhân kỷ niệm Ngày Sức khỏe Thế giới, đội cứu hỏa sáng kiến lập ra Câu lạc bộ Hiến máu từ thiện Nadzieja. Từ năm 2009, câu lạc bộ tham gia tổ chức các sự kiện hiến máu ở Rzeszów. Trong 10 năm 2008 đến 2018, câu lạc bộ thu được tổng cộng 373,1 lít máu. Năm 2014, câu lạc bộ trở thành thành viên Hiệp hội Hiến máu từ thiện Cộng hòa Ba Lan (HDK RP).
Tháng 12 năm 2017, một chi bộ Hiệp hội Piłsudski được thành lập tại Harta gồm 15 thành viên.

## Giáo dục

### Trường tiểu học Bohaterów Walk Chłopskich

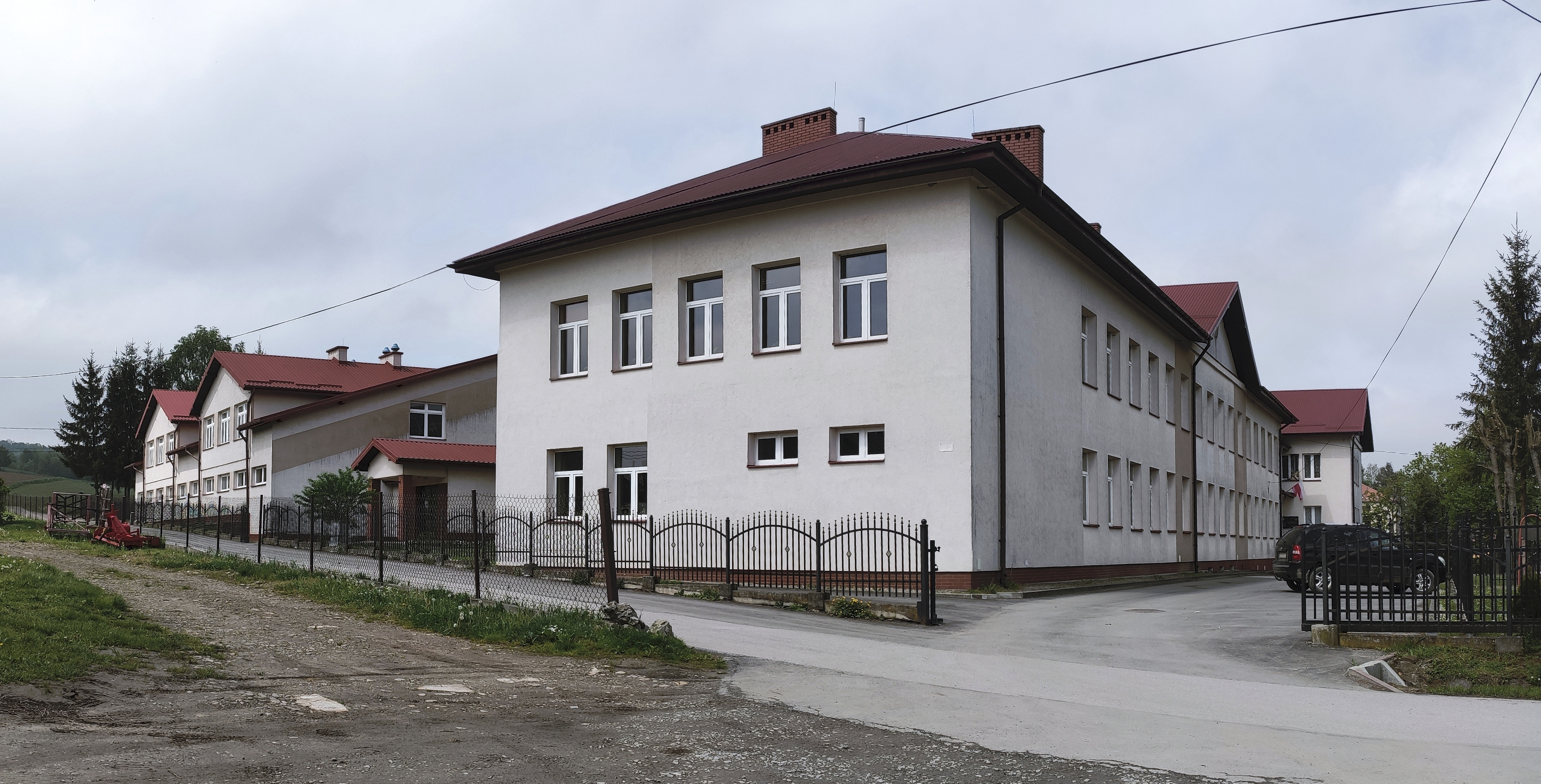
Trường tiểu học Anh hùng nông dân tranh đấu

Harta có một trường giáo xứ ít nhất từ giữa thế kỷ 17, theo tư liệu về các chuyến giám mục viếng thăm. Trường làng Harta bắt đầu hoạt động từ đầu thế kỷ 19.
Những năm 1874–1893, chính quyền cấp kinh phí cho hệ thống giáo dục Galicia, dùng để trợ cấp trường học hiện có và xây dựng trường mới. Luật thành lập trường được ban hành năm 1860. Ngày 27 tháng 4 năm 1875, Hội đồng trường quốc gia thành lập Trường học Nhân dân một lớp ở Harta, mở rộng lên hai lớp năm 1893. Giáo viên là Adam Krynicki cho đến năm 1917. Ban đầu, trường bằng gỗ nằm ở vị trí không thuận lợi, nên về sau chủ đất Zdzisław Skrzyński đã hỗ trợ xây dựng tòa nhà mới.
Ngay sau Thế chiến I, trường có hai phòng học và bốn giáo viên. Hiệu trưởng Wojciech Gładysz cố gắng xây dựng một ngôi trường mới; thành lập Ủy ban Tái thiết Trường học năm 1924 nhưng đến tận năm 1937 mới bắt đầu hoạt động. Nỗ lực của Gładysz được hồi đáp khi Ban Giáo dục ở Lviv gửi 18 mét khối gỗ để cải tạo trường cũng như nhận được 170 đô la từ cộng đồng Ba Lan tại Hoa Kỳ.
Năm học 1924-1925, trường chỉ còn hai giáo viên: hiệu trưởng Gładysz và cô giáo Maria Stanisława Barańska. Quản lý trường và lãnh đạo Hội đồng trường học khi ấy là Piotr Nowak. Năm 1931, có 171 học sinh theo học tại trường.
Vào nửa cuối thập niên 1920, trường chuyển đổi lên 3 lớp. Năm học 1937-1938, trường học ở Harta Dolna được chuyển thành trường trung học công lập. Từ đó cho đến hết niên khóa 2021-2022, có tổng cộng 2.219 học sinh đã tốt nghiệp.
Trong Thế chiến II, trường bị quân Đức chiếm đóng hai lần, cơ sở vật chất bị phá hỏng. Khi bị chiếm đóng, ngoài trường học công khai chính thức còn có lớp học ngầm diễn ra trong khuôn viên trường cũ, thậm chí tổ chức được cả kỳ thi tốt nghiệp trung học. Hết chiến tranh, đến năm 1952 mới xuất hiện ý tưởng xây trường mới trở lại. Năm 1959, Quỹ xã hội toàn quốc được thành lập để xây dựng các trường học thiên niên kỷ. Người dân Harta đóng góp rất hào phóng. Năm 1961, quỹ này tại Harta dẫn đầu toàn huyện Brzozów, cả về giá trị thu về lẫn tỷ lệ giải ngân.
Những năm tiếp theo, xưởng gạch ra đời để lấy nguyên liệu xây trường. Trường mới chính thức khai trương vào năm 1963. Đây là một trong những trường thiên niên kỷ được xây dựng nhằm kỷ niệm 1000 năm thành lập nhà nước Ba Lan, đồng thời là trường đầu tiên ở huyện Brzozów. Trường được đặt tên Bohaterów Walk Chłopskich (Anh hùng nông dân tranh đấu) kỷ niệm  Khởi nghĩa nông dân năm 1937.
Do cải cách giáo dục, năm 1999, Khu liên hợp trường học số 2 được thành lập tại Harta, gồm một trường tiểu học và trung học cơ sở. Đến cải cách tiếp theo năm 2017, đóng cửa các trường trung học cơ sở năm 2019. Trong 20 năm hoạt động, trường có tổng cộng 476 học sinh đã tốt nghiệp.
Những năm 2002–2005, nhà thi đấu được xây dựng cạnh trường học. Năm 2007-2008, thay thế mái tòa nhà và cải tạo mặt tiền. Năm 2009, một sân chơi dựng phía trước trường. Năm 1999, Krzysztof Kędzierski trở thành hiệu trưởng.

### Trường tiểu học Bronisław Markiewicz
Trường học đầu tiên ở Harta Górna được mở năm 1899. Cơ sở là nhà thái ấp cũ đã xuống cấp, nên hiệu trưởng về sau Wojciech Gładysz đã phải cố gắng huy động vốn để xây dựng tòa nhà mới.
Chính quyền chấp thuận đưa vào chiến dịch xây dựng 30 trường học mới ở Galicia, khởi công tháng 9 năm 1911. Tháng 10 năm 1912, tòa nhà mới được đưa vào sử dụng. Cùng năm, huyện cũng thành lập trường tiểu học hai lớp mới riêng sau đó chuyển lên ba lớp vào thập niên 1920.
Niên khóa 1924-1925, trường có hai giáo viên là Józef và Aniela Wojdanowski. Năm 1931, có 122 học sinh theo học tại trường.
Thập niên 1950, người quản lý là Franciszek Makary đã cải tạo lớn lại ngôi trường. Do trường không có phòng thể dục nên đã tận dụng hội trường ở nhà cộng đồng.
Ngày 14 tháng 10 năm 2007, trường được mang tên của giáo sĩ được phong thánh Bronisław Markiewicz quản xứ Harta những năm 1867–1870. Những năm sau đó, số lượng theo học bắt đầu giảm do tình hình nhân khẩu học thấp nói chung cũng như học sinh đăng ký các trường khác. Tuy cư dân phản đối, nhưng trường phải thu hẹp từ 8 xuống 3 lớp năm 2020, rồi giải thể hoàn toàn năm 2023.

## Du lịch
Chiến lược phát triển của xã và kế hoạch đổi mới Harta đều tập trung vào phát triển du lịch địa phương.
Không có tuyến du lịch nổi tiếng nào chạy qua Harta, ngoài tuyến đường xe đạp khép kín Błażowa - Piątkowa - Harta - Dynów - Ulanica - Futoma - Błażowa, được gọi là "Đường mòn các thị trấn Galicia".
Các tuyến du lịch chạy gần Harta là:
- Rzeszów - Grybów dài 428,8 km, chạy qua từ giao lộ tỉnh lộ 884 với đường Grunwaldzka ở Dynów đến ranh giới Bachórz.[429]
- Dylągówka – Piątkowa dài 5,3 km, chạy qua rừng phía tây bắc Harta.[430]

Có hai trang trại du lịch nông nghiệp ở Harta là Pierogówka và Kryjówka.

## Tôn giáo

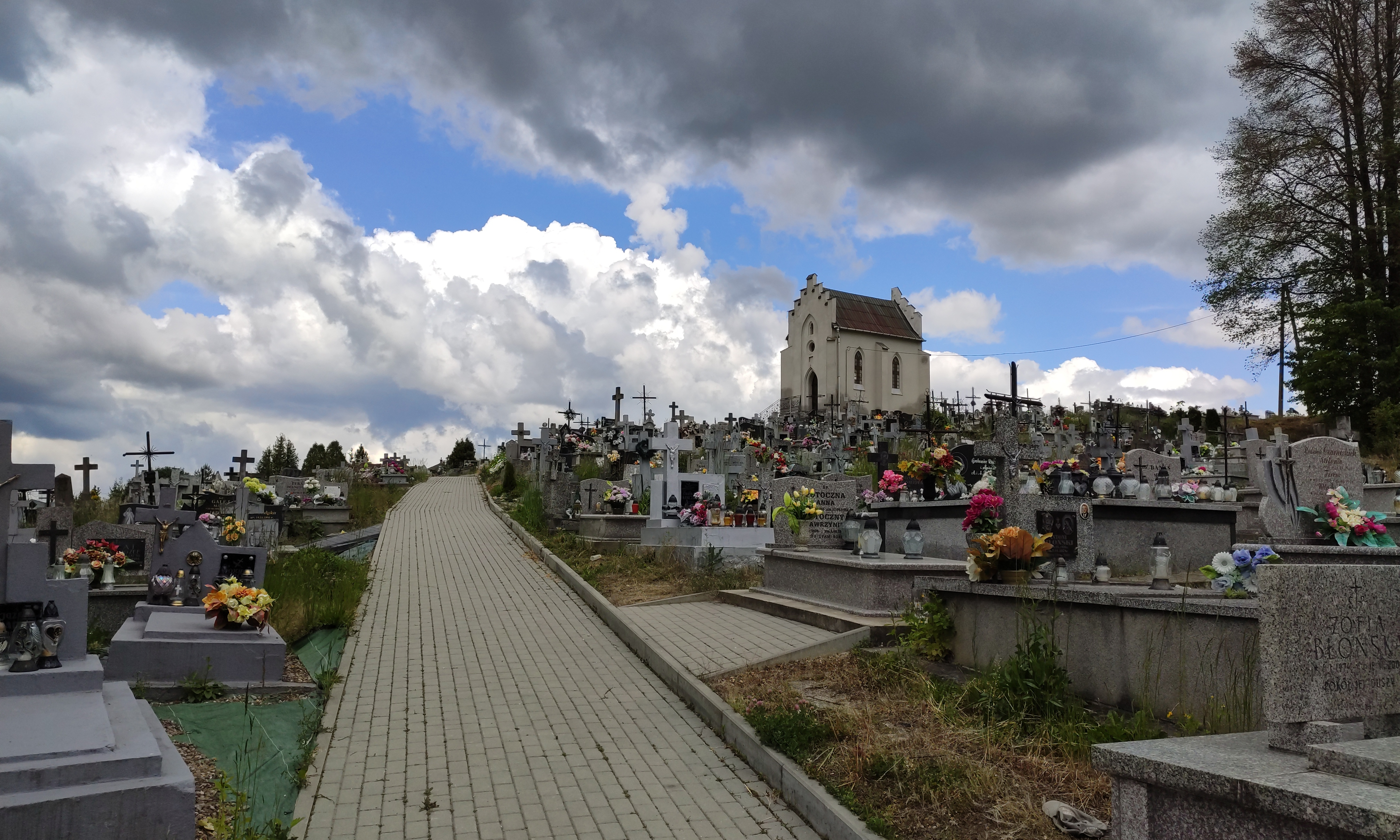
Nghĩa trang giáo xứ Harta

Giáo xứ Công giáo Harta trùng khớp với ranh giới địa chính. Giáo xứ được thành lập năm 1460 do công lãnh chúa khi ấy Małgorzata Mościcowa và con trai Stanisław Denowski (Strrzałkowski). Giáo xứ thuộc giáo phận Dynów từ cuối thế kỷ 16 đến cuối thế kỷ 18 và từ giữa thế kỷ 19.
Ban đầu, giáo xứ Harta bao gồm Bachórz, Laskówka và Szklary. Sau thay đổi năm 1909 và 1930, các bộ phận mới này được hợp nhất thành những giáo xứ mới ở Bachórz và Szklary.
Giáo sĩ nổi tiếng nhất gắn liền với giáo xứ Harta là Chân phước Bronisław Markiewicz, từng làm cha xứ Harta giai đoạn 1867–1870.
Năm 2020, cha xứ Harta là Tomasz Węgrzyński.
Trong suốt lịch sử, giáo xứ Harta đã trải qua 3 nhà thờ xứ:
- Nhà thờ gỗ dựng năm 1460, của người sáng lập Małgorzata Mościcowa và Stanisław Denowski, bị phá hủy trong chiến tranh,
- Nhà thờ thứ hai được xây dựng vào khoảng năm 1640, được giám mục Piotr Gembicki thánh hiến; cũng bị hỏa hoạn thiêu rụi.
- Nhà thờ gạch, do lãnh chúa Ignacy Skrzyński xây dựng năm 1779–1804.

Nhà thờ được mở rộng và cải tạo nhiều lần, gần nhất là mặt tiền năm 2004. Năm 1969, nhà thờ bị cháy nhưng được trùng tu năm sau đó.
Nhà thờ ở Harta Górna được xây dựng năm 1984–1987 và được cung hiến cho Đức Mẹ Mân Côi ngày 11 tháng 11 năm 1987. Đây là nhà thờ nhánh của giáo xứ. Trước khi có nhà thờ, các buổi lễ diễn ra trong nhà nguyện nhỏ gần đó xây từ đầu thế kỷ 20.
Gần cả hai nhà thờ đều có nghĩa trang. Nghĩa trang giáo xứ có nhà nguyện do nhà Skrzyński xây đầu thế kỷ 20 làm nơi chôn cất cho gia đình. Nghĩa trang ở Harta Górna do giáo dân tự phát khi bắt đầu xây nhà thờ năm 1986, đến năm 1993 thì được hợp pháp hóa.
Ngoài ra còn có một số nhà nguyện và thánh giá ven đường làng, bảy trong số đó đã được đưa vào sổ đăng ký di tích xã.
Thiểu số Công giáo Đông phương Hy Lạp thuộc giáo xứ Bachórz chung sống trước Thế chiến I. Ngoài ra còn một số ít người theo Do Thái giáo thuộc qahal ở Dynów.

## Thể thao

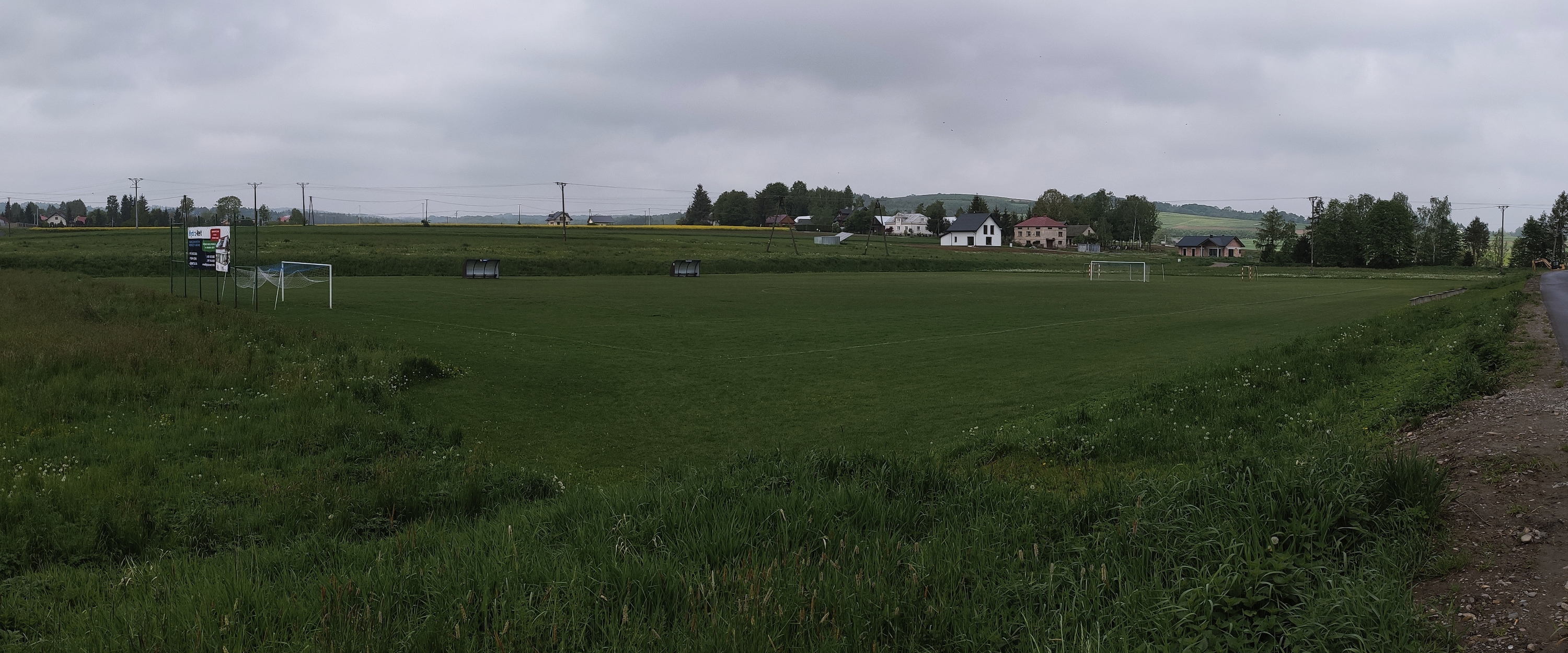
Sân vận động câu lạc bộ Orzeł Harta

Câu lạc bộ bóng đá Orzeł Harta được thành lập hè 2005 theo sáng kiến của Łukasz Potoczny. Ông giữ chức chủ tịch câu lạc bộ, tham gia các giải đấu địa phương và có được thành công nhất định.
Đến năm 2007, Wiesław Domin trở thành huấn luyện viên cho câu lạc bộ. Đội giành quán quân trong Giải bóng đá vùng năm 2006 và đứng thứ 3 Giải bóng đá Giáo hoàng.
Câu lạc bộ tham gia hạng B mùa giải 2008/09. Ngày 10 tháng 8 năm 2008, đội ra sân gặp Orzeł Wysoka Łańcucka và thua 0–1. Đội không thể thăng hạng nên tiếp tục chơi ở hạng đấu này. Thành tích cao nhất là vị trí thứ 4 trong 3 mùa giải liên tiếp: 2013/14, 2014/15 và 2015/16.
Câu lạc bộ cũng tham gia Cúp bóng đá Ba Lan trong bảng Podkarpacki ZPN – Rzeszów–Dębica vào các mùa giải 2009/10 (bị loại ở vòng 1) và 2012/13 (bị loại ở vòng 2 sau khi đánh bại Dynovii Dynów).
Ban đầu, câu lạc bộ chọn sân nhà sân vận động Pogórza Bachórz gần đó. Kể từ mùa giải 2014/15 thì đội có sân riêng xây dựng năm 2012–2014. Có phòng thay đồ cho cầu thủ và phòng tắm tại nhà cối xay cũ. Cũng từ mùa giải này, công ty HYDRO-MET là nhà tài trợ chính, nên câu lạc bộ có tên đầy đủ là KS HYDRO-MET Orzeł Harta.
Trang phục thi đấu là xanh vàng và đen trắng.
| Kết quả thi đấu của Orzeł Harta tại hạng B | Kết quả thi đấu của Orzeł Harta tại hạng B | Kết quả thi đấu của Orzeł Harta tại hạng B | Kết quả thi đấu của Orzeł Harta tại hạng B | Kết quả thi đấu của Orzeł Harta tại hạng B | Kết quả thi đấu của Orzeł Harta tại hạng B | Kết quả thi đấu của Orzeł Harta tại hạng B | Kết quả thi đấu của Orzeł Harta tại hạng B |
| Mùa giải                                   | Thứ hạng                                   | ST                                         | Đ                                          | T                                          | H                                          | B                                          | HS                                         |
| ------------------------------------------ | ------------------------------------------ | ------------------------------------------ | ------------------------------------------ | ------------------------------------------ | ------------------------------------------ | ------------------------------------------ | ------------------------------------------ |
| 2008/09                                    | 10 (14)                                    | 26                                         | 24                                         | 6                                          | 6                                          | 14                                         | 35-72                                      |
| 2009/10                                    | 6 (12)                                     | 22                                         | 35                                         | 11                                         | 2                                          | 9                                          | 48-32                                      |
| 2010/11                                    | 6 (14)                                     | 26                                         | 43                                         | 13                                         | 4                                          | 9                                          | 50-43                                      |
| 2011/12                                    | 7 (15)                                     | 28                                         | 44                                         | 12                                         | 8                                          | 8                                          | 46-48                                      |
| 2012/13                                    | 9 (14)                                     | 26                                         | 32                                         | 10                                         | 2                                          | 14                                         | 41-52                                      |
| 2013/14                                    | 4 (12)                                     | 22                                         | 42                                         | 12                                         | 6                                          | 4                                          | 46-19                                      |
| 2014/15                                    | 4 (11)                                     | 20                                         | 36                                         | 11                                         | 3                                          | 6                                          | 43-21                                      |
| 2015/16                                    | 4 (10)                                     | 18                                         | 31                                         | 9                                          | 4                                          | 5                                          | 38-24                                      |
| 2016/17                                    | 9 (12)                                     | 22                                         | 24                                         | 6                                          | 6                                          | 10                                         | 38-43                                      |
| 2017/18                                    | 5 (13)                                     | 24                                         | 41                                         | 13                                         | 2                                          | 9                                          | 55-43                                      |
| 2018/19                                    | 8 (12)                                     | 22                                         | 21                                         | 6                                          | 3                                          | 13                                         | 33-46                                      |
| 2019/20                                    | 9 (12)                                     | 11                                         | 12                                         | 2                                          | 6                                          | 3                                          | 16-15                                      |
| 2020/21                                    | 7 (10)                                     | 18                                         | 16                                         | 5                                          | 1                                          | 12                                         | 28-51                                      |
| 2021/22                                    | 8 (11)                                     | 20                                         | 21                                         | 6                                          | 3                                          | 11                                         | 29-42                                      |
| 2022/23                                    | 7 (11)                                     | 20                                         | 29                                         | 8                                          | 5                                          | 7                                          | 36-44                                      |

## Nhân vật liên quan
- Bronisław Markiewicz (1842–1912) – Chân phước Giáo hội Công giáo, cha xứ những năm 1867–1870.[420]
- Antoni Nowak (1874–1957) – trưởng làng Harta, thượng nghị sĩ Cộng hòa Ba Lan nhiệm kỳ 2 năm 1928–1930.[262]
- Ignacy Skrzyński (1805–1896) – chủ nhân Harta, đại biểu Quốc hội Galicia.[103][466]
- Zdzisław Skrzyński (1846–1927) – chủ nhân Harta, đại biểu Quốc hội Galicia.[51]

## Tư liệu
- Bednorz, Ewa; Tomczyk, Arkadiusz, biên tập (2022). Atlas klimatu Polski (1991–2020) [Atlat khí hậu Ba Lan] (bằng tiếng Ba Lan). Poznań: Bogucki Wydawnictwo Naukowe. ISBN 978-83-7986-415-7.
- Błachowski, Aleksander (1967). Pogórze Dynowskie [Chân đồi Dynów] (bằng tiếng Ba Lan). Rzeszów: Wojewódzki Ośrodek Informacji Turystycznej w Rzeszowie.
- Bogusławska, A. (ngày 6 tháng 3 năm 1991). "Dynów się dzieli" [Dynów bị phân chia]. Życie Przemyskie (bằng tiếng Ba Lan). Przemyśl: „Ziemia Przemyska” Sp. z o.o.
- —— (ngày 20 tháng 8 năm 1991). "Ciężki powrót na swoje" [Khó về lại đúng đường]. Pogranicze (bằng tiếng Ba Lan). Przemyśl: „Publikator” Sp. z o.o.
- Chrobak, Adam (tháng 2 năm 2003). "Wieści gminne cd" [Tin tức xã, tiếp theo] (PDF). Dynowinka (bằng tiếng Ba Lan) (2/92). Dynów: Stowarzyszenie Promocji i Rozwoju Regionu Dynowskiego – Towarzystwo Przyjaciół Dynowa. ISSN 1234-6063.
- Czerepiński, A. (1959), Karta ewidencyjna zabytków architektury i budownictwa, tzw. zielona – Kościół par. pw. św. Mikołaja [Thẻ lưu giữ di tích kiến trúc và xây dựng - nhà thờ giáo xứ Thánh Nicôla] (bằng tiếng Ba Lan)
- Dąbkowski, Przemysław (1931). Ziemia sanocka w XV stuleciu. Cz. 1 [Xứ Sanok thế kỷ 15. Tập 1] (bằng tiếng Ba Lan). Lwów: Redakcja i Administracja Wschodu.
- Domin, Walenty; Sienko, Jan (2016). Kronika wioski Bachórza [Biên niên sử làng Bachórza] (bằng tiếng Ba Lan). Bachórz.{{Chú thích sách}}:  Quản lý CS1: địa điểm thiếu nhà xuất bản (liên kết)
- Dunin-Borkowski, Jerzy (1895). Genealogie żyjących utytułowanych rodów polskich [Phả hệ các gia tộc Ba Lan quyền quý đang còn] (bằng tiếng Ba Lan). Lwów: Seyfarth i Czajkowski.
- Dżuła, Krystyna (tháng 1 năm 2003). "Dynowscy Zwyczajni–Niezwyczajni" [Dynów bình thường-phi thường] (PDF). Dynowinka (bằng tiếng Ba Lan) (1/91). Dynów: Stowarzyszenie Promocji i Rozwoju Regionu Dynowskiego – Towarzystwo Przyjaciół Dynowa. ISSN 1234-6063.
- Fajkowski, Józef (1981). Zbrodnie hitlerowskie na wsi polskiej 1939–1945 [Tội ác Đức Quốc xã tại nông thôn Ba Lan 1939–1945] (bằng tiếng Ba Lan). Warszawa: Książka i Wiedza.
- Fastnacht, Adam (1991). Słownik historyczno-geograficzny ziemi sanockiej w średniowieczu. Cz. 1 (A-I) [Từ điển lịch sử-địa lý xứ Sanok]. Krosno: Urząd Wojewódzki w Krośnie. ISBN 83-900130-8-8.
- Galisz, Daniel (ngày 9 tháng 5 năm 2000). "Opar Harty". Pogranicze (bằng tiếng Ba Lan). Przemyśl: „Publikator” Sp. z o.o.
- Glugla, Paweł (tháng 10 năm 2016). "Klęska w Dynowie 1898 r." [Thất bại ở Dynów năm 1898] (PDF). Dynowinka (bằng tiếng Ba Lan) (11/256). Dynów: Stowarzyszenie Promocji i Rozwoju Regionu Dynowskiego – Towarzystwo Przyjaciół Dynowa. ISSN 1234-6063.
- —— (2017a). "Dynów początkiem XX wieku" [Dynów đầu thế kỷ 20]. Dynowinka (bằng tiếng Ba Lan) (1–3/259–261). Dynów: Stowarzyszenie Promocji i Rozwoju Regionu Dynowskiego – Towarzystwo Przyjaciół Dynowa. ISSN 1234-6063.
- —— (tháng 4 năm 2017). "Z XIX wiecznego Dynowa" [Từ Dynów thế kỷ 19]. Dynowinka (bằng tiếng Ba Lan) (4/262). Dynów: Stowarzyszenie Promocji i Rozwoju Regionu Dynowskiego – Towarzystwo Przyjaciół Dynowa. ISSN 1234-6063.
- Hadam, Ewa (2009). "Mają swój herb" [Họ có phù hiệu riêng] (PDF). Dynowinka (bằng tiếng Ba Lan). Dynów: Stowarzyszenie Promocji i Rozwoju Regionu Dynowskiego – Towarzystwo Przyjaciół Dynowa. ISSN 1234-6063.
- Hajduk, Krzysztof (2017). Brzozów i powiat brzozowski w latach 1918–1939 [Xứ Brzozów và huyện Brzozów năm 1918–1939] (bằng tiếng Ba Lan). Rzeszów: Wydawnictwo Edytorial. ISBN 9788365551238.
- Helwin, Wiktoria; Walat, Wiesław (2009). Herb i nazwa sołectwa Harta: 580-lecie Harty 1429–2009 [Phù hiệu và tên xã Harta: Kỷ niệm 580 năm thành lập Harta 1429–2009] (PDF) (bằng tiếng Ba Lan). Harta-Rzeszów: Towarzystwo Rozwoju i Kultury Wsi Harta. ISBN 9788361589044. Bản gốc (PDF) lưu trữ ngày 5 tháng 10 năm 2023. Truy cập ngày 28 tháng 1 năm 2024.
- Jaśkiewicz, Bronisław; Meissner, Andrzej, biên tập (1995). Dynów. Studia z dziejów miasta [Dynów. Nghiên cứu lịch sử thành phố] (bằng tiếng Ba Lan). Dynów: Wydawnictwo Mitel. ISBN 83-86634-80-4.
- Kosmulski, Marek (2019). Atlas serów polskich: Producenci i nazewnictwo serów w latach 1948–2019 [Atlat pho mát Ba Lan: Các nhà sản xuất và tên pho mát năm 1948–2019] (bằng tiếng Ba Lan). Lublin: Politechnika Lubelska.
- Krasnopolski, Mieczysław (tháng 2 năm 2005). "Dynów w okresie II wojny światowej: W przededniu wojny" [Dynów trong Thế chiến thứ hai: Trước thềm chiến tranh] (PDF). Dynowinka (bằng tiếng Ba Lan) (2/114). Dynów: Stowarzyszenie Promocji i Rozwoju Regionu Dynowskiego – Towarzystwo Przyjaciół Dynowa. ISSN 1234-6063.
- —— (2009a). "Z dawnych lat... Stary areszt" [Chuyện xưa... Nhà giam cũ] (PDF). Dynowinka (bằng tiếng Ba Lan) (1–2/160–161). Dynów: Stowarzyszenie Promocji i Rozwoju Regionu Dynowskiego – Towarzystwo Przyjaciół Dynowa. ISSN 1234-6063.
- —— (2009). "Z dawnych lat... Ucieczki" [Chuyện xưa... Đào thoát] (PDF). Dynowinka (bằng tiếng Ba Lan) (3–4/162–163). Dynów: Stowarzyszenie Promocji i Rozwoju Regionu Dynowskiego – Towarzystwo Przyjaciół Dynowa. ISSN 1234-6063.
- Krzywicki, L., biên tập (1921). Statystyka wyborów do Sejmu Ustawodawczego [Thống kê bầu cử Hạ viện Lập pháp] (bằng tiếng Ba Lan). Warszawa: Główny Urząd Statystyczny.
- Leszczyńska, Dominika (ngày 5 tháng 8 năm 2007). "Sanktuarium Matki Boskiej Boreckiej" [Thánh địa Đức Bà Borecka]. Głos Tyczyna: pismo samorządu terytorialnego (bằng tiếng Ba Lan). 15 (410). Tyczyn: Urząd Miejski w Tyczynie. ISSN 1231-4609.
- Lignowska-Bajda, Wanda (2020). "Pielęgnujmy pamięć! Twórzmy dobry i bezpieczny świat!" [Hãy trân trọng kỷ niệm! Hãy tạo ra một thế giới tốt đẹp và an bình!]. Dynowinka (bằng tiếng Ba Lan) (10–12/296). Dynów: Stowarzyszenie Promocji i Rozwoju Regionu Dynowskiego – Towarzystwo Przyjaciół Dynowa. ISSN 1234-6063.
- Michalak, Janusz (1996). Dynów i okolice [Dynów và phụ cận] (bằng tiếng Ba Lan). Krosno: P.U.W. Roksana. ISBN 8390384388.
- Majka, Jerzy (2014). "O herbie Dynowa" [Về phù hiệu Dynów]. Rocznik Historyczny Dynoviana (bằng tiếng Ba Lan) (1). Stowarzyszenie Promocji i Rozwoju Regionu Dynowskiego – Towarzystwo Przyjaciół Dynowa. ISSN 2353-8945.
- Mosse, Rudolf, biên tập (1928). Księga Adresowa Polski (wraz z W. M. Gdańskiem). Dla handlu, przemysłu, rzemiosł i rolnictwa za rok 1929 [Sổ địa chỉ Ba Lan (cùng W. M. Gdańsk). Dành cho thương mại, công nghiệp, thủ công nghiệp và nông nghiệp năm 1929] (bằng tiếng Ba Lan). Warszawa: Towarzystwo Reklamy Międzynarodowej.
- Olejko, Andrzej (2014). "Zarys działań wojennych z lat 1914–1915 na terenie Dołów Jasielsko-Sanockich i Pogórza Dynowsko-Przemyskiego w okresie wielkiej wojny 1914–1918 w świetle wybranych źródeł" [Sơ lược hoạt động quân sự năm 1914–1915 tại khu vực Doły Jasielsko-Sanockie và Chân đồi Dynowsko-Przemyśl trong Đại chiến 1914–1918 dựa trên những nguồn tư liệu chọn lọc]. Rocznik Historyczny Dynoviana (bằng tiếng Ba Lan) (1). Stowarzyszenie Promocji i Rozwoju Regionu Dynowskiego – Towarzystwo Przyjaciół Dynowa. ISSN 2353-8945.
- Ostasz, Grzegorz (tháng 8 năm 2004). "Placówka Dynów; krypt. „Damian", „48"" [Địa điểm Dynów; mã "Damian", "48"] (PDF). Dynowinka (bằng tiếng Ba Lan). Dynów: Stowarzyszenie Promocji i Rozwoju Regionu Dynowskiego – Towarzystwo Przyjaciół Dynowa. ISSN 1234-6063.
- Ostasz, Grzegorz (tháng 9 năm 2005). "Dynowscy zwyczajni–niezwyczajni: Źołnierz ZWZ, AK, działacz WIN – „Nemo", „Ordon", „Wacław"" [Họ Dynów bình thường-phi thường] (PDF). Dynowinka (bằng tiếng Ba Lan) (8/120). Dynów: Stowarzyszenie Promocji i Rozwoju Regionu Dynowskiego – Towarzystwo Przyjaciół Dynowa. ISSN 1234-6063.
- Pałac, Maria, biên tập (2018). Harta. Wczoraj i dziś [Harta. Hôm qua và bữa nay] (bằng tiếng Ba Lan). Harta-Rzeszów: Stowarzyszenie Opieki nad Starym Cmentarzem im. Włodzimierza Kozło. ISBN 9788365699091.
- Parczewski, Michał (1976). "Badania poszukiwawcze nad środkowym Sanem w roku 1973" [Nghiên cứu khám phá giữa dòng San năm 1973] (PDF). Sprawozdania Archeologiczne (bằng tiếng Ba Lan). Kraków: Instytut Archeologii i Etnologii PAN. ISSN 0081-3834.
- Pinkowicz, Bogusława (tháng 5 năm 2003). "Historia szkolnictwa podstawowego na ziemiach dynowskich cz. I" [Lịch sử giáo dục tiểu học tại xứ Dynów, phần I] (PDF). Dynowinka (bằng tiếng Ba Lan) (5/95). Dynów: Stowarzyszenie Promocji i Rozwoju Regionu Dynowskiego – Towarzystwo Przyjaciół Dynowa. ISSN 1234-6063.
- Prek, Franciszek Ksawery (2014). "Notatka o Wincentym Skrzyńskim właścicielu dóbr w Bachórzu" [Ghi chép về Wincenty Skrzyński, chủ nhân Bachórz]. Rocznik Historyczny Dynoviana (bằng tiếng Ba Lan) (1). Stowarzyszenie Promocji i Rozwoju Regionu Dynowskiego – Towarzystwo Przyjaciół Dynowa. ISSN 2353-8945.
- Schneider, Antoni (1773–1877), "Materiały do encyklopedii krajoznawczej Galicji Antoniego Schneidra, hasła: Sanok cyrkuł. Wykazy ludności i bydła z lat 1777–1824 oraz liwerunku z 1809 r. (sygn. 29/684/0/1/1839)" [Tư liệu cho bách khoa thư về Galicia của Antoni Schneider, mục: Sanok Circuł. Danh sách dân số và gia súc từ 1777–1824 và ngựa từ 1809 (số tham chiếu 29/684/0/1/1839)], Archiwum Narodowe w Krakowie (bằng tiếng Ba Lan)
- —— (1874). Encyklopedya do krajoznawstwa Galicyi pod względem historycznym, statystycznym, topograficznym (...). T. 2 [Bách khoa thư về du lịch Galicia theo thuật ngữ lịch sử, thống kê và địa hình (...). Tập 2] (bằng tiếng Ba Lan). Lwów.{{Chú thích sách}}:  Quản lý CS1: địa điểm thiếu nhà xuất bản (liên kết)
- Sołek, Jan (ngày 21 tháng 8 năm 1996). "Harce w Harcie" [Harta và người Harta]. Życie Przemyskie (bằng tiếng Ba Lan). Przemyśl: „Ziemia Przemyska” Sp. z o.o.
- Sowa, Michał (2005). "Zespół Sygnalistów Myśliwskich Koła Łowieckiego „Sarenka" w Harcie" [Đội Tín hiệu săn bắn của Câu lạc bộ săn bắn Sarenka ở Harta] (PDF). Dynowinka (bằng tiếng Ba Lan) (7/119). Dynów: Stowarzyszenie Promocji i Rozwoju Regionu Dynowskiego – Towarzystwo Przyjaciół Dynowa. ISSN 1234-6063.
- Sówka, Krystyna (2017). "Inwestycje gminy Dynów w roku 2017" [Đầu tư xã Dynów năm 2017]. Dynowinka (bằng tiếng Ba Lan). Dynów: Stowarzyszenie Promocji i Rozwoju Regionu Dynowskiego – Towarzystwo Przyjaciół Dynowa. ISSN 1234-6063.
- Stankiewicz, Andrzej (tháng 11 năm 2011). "Atak UPA na Dynów 16 listopada 1946 r. (część I)" [UPA tấn công Dynów ngày 16 tháng 11 năm 1946 (phần I)] (PDF). Dynowinka (bằng tiếng Ba Lan) (11/194). Dynów: Stowarzyszenie Promocji i Rozwoju Regionu Dynowskiego – Towarzystwo Przyjaciół Dynowa. ISSN 1234-6063.
- Stochmal, Aleksander (2003). Harta, jaką znam [Harta, như đã biết] (PDF) (bằng tiếng Ba Lan). Bản gốc (PDF) lưu trữ ngày 6 tháng 6 năm 2023. Truy cập ngày 28 tháng 1 năm 2024.
- —— (tháng 12 năm 2007). "Harta w nowym tysiącleciu (wydarzenia, inwestycje, remonty)" [Harta trong thiên niên kỷ mới (sự kiện, đầu tư, cải tạo)] (PDF). Dynowinka (bằng tiếng Ba Lan) (12/147). Dynów: Stowarzyszenie Promocji i Rozwoju Regionu Dynowskiego – Towarzystwo Przyjaciół Dynowa. ISSN 1234-6063.
- —— (tháng 8 năm 2008). "W rocznicę buntu chłopskiego" [Nhân ngày kỷ niệm nông dân nổi dậy] (PDF). Dynowinka (bằng tiếng Ba Lan) (8/155). Dynów: Stowarzyszenie Promocji i Rozwoju Regionu Dynowskiego – Towarzystwo Przyjaciół Dynowa. ISSN 1234-6063.
- —— (2008a). "Wieści powiatowe" [Tin tức huyện] (PDF). Dynowinka (bằng tiếng Ba Lan) (10/157). Dynów: Stowarzyszenie Promocji i Rozwoju Regionu Dynowskiego – Towarzystwo Przyjaciół Dynowa. ISSN 1234-6063.
- —— (2009). "Program obchodów 580-lecia wsi Harta" [Chương trình kỷ niệm 580 năm thành lập làng Harta] (PDF). Dynowinka (bằng tiếng Ba Lan) (1–2/160–161). Dynów: Stowarzyszenie Promocji i Rozwoju Regionu Dynowskiego – Towarzystwo Przyjaciół Dynowa. ISSN 1234-6063.
- —— (2012). "Scalania gruntów w Harcie" [Hợp nhất đất Harta] (PDF). Dynowinka (bằng tiếng Ba Lan). Dynów: Stowarzyszenie Promocji i Rozwoju Regionu Dynowskiego – Towarzystwo Przyjaciół Dynowa. ISSN 1234-6063.
- —— (2014). "Harta w 2013 roku" [Harta năm 2013] (PDF). Dynowinka (bằng tiếng Ba Lan) (1–2/220–221). Dynów: Stowarzyszenie Promocji i Rozwoju Regionu Dynowskiego – Towarzystwo Przyjaciół Dynowa. ISSN 1234-6063.
- —— (2016). "Harta w 2015 roku" [Harta năm 2015] (PDF). Dynowinka (bằng tiếng Ba Lan) (1–2/246–247). Dynów: Stowarzyszenie Promocji i Rozwoju Regionu Dynowskiego – Towarzystwo Przyjaciół Dynowa. ISSN 1234-6063.
- Sulimierski, Filip; Chlebowski, Bronisław; Walewski, Władysław, biên tập (1882), Słownik geograficzny Królestwa Polskiego  [Từ điển địa lý vương quốc Ba Lan] (bằng tiếng Ba Lan), quyển 3, Warszawa{{Chú thích}}:  Quản lý CS1: địa điểm thiếu nhà xuất bản (liên kết)
- Sz., G. (tháng 4 năm 2007). "Czarna karta historii" [Trang đen lịch sử] (PDF). Dynowinka (bằng tiếng Ba Lan) (4/139). Dynów: Stowarzyszenie Promocji i Rozwoju Regionu Dynowskiego – Towarzystwo Przyjaciół Dynowa. ISSN 1234-6063.
- Szczutek, Artur (2006). "„Jest w orkiestrach dętych jakaś siła..." OSP Harta" ["Có những năng lực trong ban nhạc kèn đồng..." OSP Harta] (PDF). Dynowinka (bằng tiếng Ba Lan) (4/127). Dynów: Stowarzyszenie Promocji i Rozwoju Regionu Dynowskiego – Towarzystwo Przyjaciół Dynowa. ISSN 1234-6063.
- Warzocha, Adam (ngày 19 tháng 7 năm 1993). "Końcówka" [Kết thúc]. Nowiny (bằng tiếng Ba Lan). R-Press sp. z o.o.
- Ważny, Ryszard (ngày 18 tháng 8 năm 1993). "Minister pan daje i odbiera" [Bộ trưởng cho và nhận]. Nowiny (bằng tiếng Ba Lan). R-Press sp. z o.o.
- Wierzbieniec, Wacław (2014). "Żydzi w Dynowie na przestrzeni wieków i obecnie" [Người Do Thái ở Dynów trong lịch sử và ngày nay]. Rocznik Historyczny Dynoviana (bằng tiếng Ba Lan) (1). Stowarzyszenie Promocji i Rozwoju Regionu Dynowskiego – Towarzystwo Przyjaciół Dynowa. ISSN 2353-8945.
- Wojdak, Jan (ngày 5 tháng 6 năm 1965). "Rozpalali bunt – dziś cegielnie" [Nơi nổi dậy nay là xưởng gạch]. Nowiny Rzeszowskie (bằng tiếng Ba Lan). Robotnicza Spółdzielnia Wydawnicza „Prasa”.
- Zołoteńko, Jan (2006). "Przeglądy kapel i instrumentalistów ludowych" [Đánh giá về các ban nhạc và nhạc cụ dân gian]. Biuletyn Informacyjny (bằng tiếng Ba Lan) (19/2006). Rzeszów: Wojewódzki Dom Kultury w Rzeszowie.
- Schematismus Universi Cleri Dioeceseos Premisliensis Rit[us] Lat[ini] Anno ... (1810) (bằng tiếng La-tinh). Przemyśl: Ecclesia Catholica. Diecezja Przemyska. 1810.
- Schematismus Universi Venerabilis Cleri Dioeceseos Premisliensis tum Saecularis tum Regularis Ritus Latini (1869) [Tổ chức giáo sĩ công giáo giáo phận Premisli, nghi thức Latinh thông dụng và thế tục (1869)] (bằng tiếng La-tinh). Przemyśl: Typographia Episcopali r. graeci. 1869.
- Schematismus Universi Venerabilis Cleri Dioeceseos Premisliensis tum Saecularis tum Regularis Ritus Latini (1874) [Tổ chức giáo sĩ công giáo giáo phận Premisli, nghi thức Latinh thông dụng và thế tục (1874)] (bằng tiếng La-tinh). Przemyśl: Typographia Episcopali r. graeci. 1874.
- Schematismus Universi Venerabilis Cleri Dioeceseos Premisliensis tum Saecularis tum Regularis Ritus Latini (1914) [Tổ chức giáo sĩ công giáo giáo phận Premisli, nghi thức Latinh thông dụng và thế tục (1914)] (bằng tiếng La-tinh). Przemyśl: Typographia Episcopali r. graeci. 1914.
- Wykaz Członków Sejmu Krajowego Królewstwa Galicyi i Lodomeryi, tudzież Wielkiego Xięstwa Krakowskiego. 1863 [Danh sách đại biểu Quốc hội Vương quốc Galicia và Lodomeria, Đại công quốc Krakow. 1863] (bằng tiếng Ba Lan). Lwów: Drukarnia Edwarda Józefa Winiarza. 1863.
- Akta wodne – Harta, młyn i tartak [Sức nước - Harta, cối xay và xưởng cưa] (bằng tiếng Ba Lan). C.K. Starostwo w Brzozowie. 1877–1880. Bản gốc lưu trữ ngày 25 tháng 6 năm 2023. Truy cập ngày 28 tháng 1 năm 2024.
- Vollständiges Ortschaften-Verzeichnis der im Reichsrathe vertretenen Königreiche und Länder nach den Ergebnissen der Volkszählung vom 31. December 1880 [Danh sách trọn bộ địa phương thuộc vương quốc và các nước có đại diện trong Hội đồng hoàng gia theo kiểm tra dân số 31 tháng 12 năm 1880] (bằng tiếng Đức), Wiedeń: K.K. Statistische Zentralkommission, 1882
- "Sprawozdanie z założenia Związku katolicko-społecznego w parafiach dyecezyi przemyskiej za rok 1906" [Báo cáo về việc thành lập Hiệp hội Công giáo và Xã hội tại các giáo xứ của giáo phận Przemyśl năm 1906]. Kronika Dyecezyi Przemyskiej: pismo dyecezalne (bằng tiếng Ba Lan) (rok 7, zeszyt 2). Przemyśl: Drukarnia „Udziałowa”. 1907.
- Skorowidz gminny dla królestw i krajów w radzie państwa reprezentowanych. Opracowany na podstawie wyników spisu ludności z dnia 31 grudnia 1900. T. 12, Galicya [Chỉ số vùng của các vương quốc và quốc gia có đại diện trong Hội đồng Nhà nước: được chuẩn bị trên cơ sở kết quả điều tra dân số ngày 31 tháng 12 năm 1900. Tập 12, Galicia] (bằng tiếng Ba Lan). Wiedeń: Centralna Komisja Statystyczna. 1907.
- Allgemeines Verzeichnis der Ortsgemeinden und Ortschaften Österreichs nach den Ergebnissen der Volkszählung vom 31. Dezember 1910 [Danh sách tổng quát các cộng đồng địa phương và thị trấn ở Áo theo kết quả điều tra dân số ngày 31 tháng 12 năm 1910] (bằng tiếng Đức). Wiedeń: k.k. Statistische Zentralkommission. 1915.
- Skorowidz miejscowości Rzeczypospolitej Polskiej. Opracowany na podstawie wyników pierwszego powszechnego spisu ludności z dn. 30 września 1921 r. i innych źródeł urzędowych. T. 13. Województwo lwowskie [Danh sách địa phương Cộng hòa Ba Lan. Được chuẩn bị trên cơ sở kết quả của cuộc tổng điều tra dân số lần thứ nhất 30 tháng 9 năm 1921 và các nguồn chính thức khác. T13. Tỉnh Lwow] (bằng tiếng Ba Lan), Warszawa: Główny Urząd Statystyczny, 1924
- Statystyka wyborów do sejmu i senatu odbytych w dniu 5 i 12 listopada 1922 roku [Thống kê bầu cử Hạ viện và Thượng viện ngày 5 và 12 tháng 11 năm 1922] (bằng tiếng Ba Lan). Warszawa: Główny Urząd Statystyczny. 1926.
- Statystyka wyborów do sejmu i senatu odbytych w dniu 4 i 11 marca 1928 roku [Thống kê bầu cử Hạ viện và Thượng viện ngày 4 và 11 tháng 3 năm 1928] (bằng tiếng Ba Lan). Warszawa: Główny Urząd Statystyczny. 1930.
- Skorowidz gmin Rzeczpospolitej Polskiej. Ludność i budynki oraz powierzchnia ogólna i użytki rolne. Na podstawie tymczasowych wyników drugiego powszechnego spisu ludności z dn. 9.XII 1931 r. Cz. 3, Województwa południowe [Danh sách xã của Cộng hòa Ba Lan. Dân số, nhà cửa cũng như tổng diện tích và đất nông nghiệp. Căn cứ vào kết quả tạm thời của cuộc tổng điều tra dân số lần thứ hai ở ngày 9 tháng 12 năm 1931 Phần 3, các tỉnh phía Nam] (bằng tiếng Ba Lan). Warszawa: Główny Urząd Statystyczny. 1933.
- Statystyka wyborów do Sejmu i Senatu z dnia 16 i 23 listopada 1930 roku [Thống kê bầu cử Hạ viện và Thượng viện ngày 16 và 23 tháng 10 năm 1930] (bằng tiếng Ba Lan). Warszawa: Główny Urząd Statystyczny. 1935.
- Rocznik Diecezji Przemyskiej ob. łac. 1938 [Niên giám Giáo phận Przemyśl 1938] (bằng tiếng Ba Lan). Przemyśl: Kuria Biskupia Diecezji Przemyskiej. 1938.
- Rocznik Diecezji Przemyskiej na rok 1952 [Niên giám Giáo phận Przemyśl 1952] (bằng tiếng Ba Lan). Przemyśl: Duchowieństwo diecezjalne diecezji przemyskiej. 1952.
- Rocznik Diecezji Przemyskiej na rok 1979 [Niên giám Giáo phận Przemyśl 1979] (bằng tiếng Ba Lan). Przemyśl: Duchowieństwo diecezjalne diecezji przemyskiej. 1979.
- Rocznik Diecezji Przemyskiej na rok 1984 [Niên giám Giáo phận Przemyśl 1984] (bằng tiếng Ba Lan). Przemyśl: Duchowieństwo diecezjalne diecezji przemyskiej. 1984.
- "Echa strajku chłopskiego" [Âm hưởng cuộc nổi dậy nông dân]. Piast (bằng tiếng Ba Lan). Kraków: Ludowe Towarzystwo Wydawnicze „Piast”. ngày 9 tháng 4 năm 1939.
- "Zakłady przetwórstwa mleka będą przejęte przez spółdzielnie mleczarskie" [Các nhà máy sữa vào hợp tác xã]. Nowiny Rzeszowskie (bằng tiếng Ba Lan). Robotnicza Spółdzielnia Wydawnicza „Prasa”. ngày 18 tháng 7 năm 1957.
- "Uroczystości w Harcie" [Lễ kỷ niệm ở Harta]. Nowiny Rzeszowskie (bằng tiếng Ba Lan). Robotnicza Spółdzielnia Wydawnicza „Prasa”. ngày 20 tháng 8 năm 1957.
- "Udana próba" [Nỗ lực thành công]. Nowiny Rzeszowskie (bằng tiếng Ba Lan). Robotnicza Spółdzielnia Wydawnicza „Prasa”. ngày 6 tháng 9 năm 1957.
- "Harty dzień dzisiejszy: „Proszę o przyjęcie mnie do partii..."" [Harta ngày nay: "Hãy cho tôi vào đảng..."]. Nowiny Rzeszowskie (bằng tiếng Ba Lan). Robotnicza Spółdzielnia Wydawnicza „Prasa”. ngày 1 tháng 5 năm 1958.
- "Dobre drogi i mosty usprawnią komunikację" [Cầu đường tốt sẽ cải thiện giao thông]. Nowiny Rzeszowskie (bằng tiếng Ba Lan). Robotnicza Spółdzielnia Wydawnicza „Prasa”. ngày 11 tháng 6 năm 1958.
- Statystyczna charakterystyka miejscowości w gromadach: pow. Brzozów, woj. rzeszowskie [Đặc điểm thống kê các địa phương trong huyện Brzozów, thành phố Rzeszów] (bằng tiếng Ba Lan). Rzeszów: Wojewódzki Urząd Statystyczny. 1971.
- "Urząd Miasta i Gminy Dynów zawiadamia" [Văn phòng thành phố và xã Dynów thông báo]. Życie Przemyskie (bằng tiếng Ba Lan). Przemyśl: „Ziemia Przemyska” Sp. z o.o. ngày 15 tháng 8 năm 1990.
- "Urząd Miasta i Gminy Dynów zawiadamia" [Văn phòng thành phố và xã Dynów thông báo]. Życie Przemyskie (bằng tiếng Ba Lan). Przemyśl: „Ziemia Przemyska” Sp. z o.o. ngày 6 tháng 3 năm 1991.
- "Wójt Gminy Dynów zawiadamia" [Xã trường Dynów thông báo]. Pogranicze (bằng tiếng Ba Lan). Przemyśl: „Publikator” Sp. z o.o. ngày 16 tháng 6 năm 1992.
- "Na swoim" [Tự mình]. Pogranicze (bằng tiếng Ba Lan). Przemyśl: „Publikator” Sp. z o.o. ngày 7 tháng 6 năm 1994.
- "Made in Harta". Pogranicze (bằng tiếng Ba Lan). Przemyśl: „Publikator” Sp. z o.o. ngày 21 tháng 12 năm 1999.
- "Proponowane siedziby i zasięgi powiatów (siedziby powiatów według dotychczasowego układu wojewódzkiego): wersja I – maj 1993 r" [Số vị trí và phạm vi đề xuất cho huyện (vị trí cấp huyện theo hệ thống tỉnh hiện hành): phiên bản I - tháng 5 năm 1993]. Wspólnota (bằng tiếng Ba Lan). 24 (170). Warszawa: Wydawnictwo „Przemiany”. ngày 12 tháng 6 năm 1993. ISSN 0867-0935.
- Strategia Rozwoju Gminy Dynów [Chiến lược phát triển xã Dynów] (PDF) (bằng tiếng Ba Lan). Dynów: Urząd Gminy Dynów. 1999. Bản gốc (PDF) lưu trữ ngày 14 tháng 10 năm 2023. Truy cập ngày 28 tháng 1 năm 2024.
- Plan Odnowy Miejscowości Harta [Kế hoạch đổi mới Harta] (PDF) (bằng tiếng Ba Lan). Harta: Urząd Gminy Dynów. 2010. Bản gốc (PDF) lưu trữ ngày 14 tháng 10 năm 2023. Truy cập ngày 28 tháng 1 năm 2024.
- Strategia Rozwoju Gminy Dynów na lata 2016–2026 [Chiến lược phát triển xã Dynów giai đoạn 2016–2026] (PDF) (bằng tiếng Ba Lan). Dynów: Urząd Gminy Dynów. 2016. Bản gốc (PDF) lưu trữ ngày 14 tháng 10 năm 2023. Truy cập ngày 28 tháng 1 năm 2024.
- Raport o stanie Gminy Dynów za rok 2018 [Báo cáo hiện trạng xã Dynów năm 2018] (PDF) (bằng tiếng Ba Lan). Dynów: Urząd Gminy Dynów. 2019. Bản gốc (PDF) lưu trữ ngày 14 tháng 10 năm 2023. Truy cập ngày 28 tháng 1 năm 2024.
- Raport o stanie Gminy Dynów za rok 2019 [Báo cáo hiện trạng xã Dynów năm 2019] (PDF) (bằng tiếng Ba Lan). Dynów: Urząd Gminy Dynów. 2020. Bản gốc (PDF) lưu trữ ngày 14 tháng 10 năm 2023. Truy cập ngày 28 tháng 2 năm 2024.
- Raport o stanie Gminy Dynów za rok 2020 [Báo cáo hiện trạng xã Dynów năm 2020] (PDF) (bằng tiếng Ba Lan). Dynów: Urząd Gminy Dynów. 2021. Bản gốc (PDF) lưu trữ ngày 25 tháng 6 năm 2023. Truy cập ngày 28 tháng 2 năm 2024.
- Raport o stanie Gminy Dynów za rok 2021 [Báo cáo hiện trạng xã Dynów năm 2021] (PDF) (bằng tiếng Ba Lan). Dynów: Urząd Gminy Dynów. 2022. Bản gốc (PDF) lưu trữ ngày 25 tháng 6 năm 2023. Truy cập ngày 28 tháng 1 năm 2024.
- Raport o stanie Gminy Dynów za rok 2022 [Báo cáo hiện trạng xã Dynów năm 2022] (PDF) (bằng tiếng Ba Lan). Dynów: Urząd Gminy Dynów. 2023. Bản gốc (PDF) lưu trữ ngày 25 tháng 6 năm 2023. Truy cập ngày 28 tháng 1 năm 2024.
- "Mamy patrona" [Chúng ta có thánh bảo trợ] (PDF). Dynowinka (bằng tiếng Ba Lan) (10/145). Dynów: Stowarzyszenie Promocji i Rozwoju Regionu Dynowskiego – Towarzystwo Przyjaciół Dynowa. tháng 10 năm 2007. ISSN 1234-6063.
- "4. Leksykon podkarpackich smaków" [4. Từ vựng hương vị Podkarpacie] (PDF). Dynowinka (bằng tiếng Ba Lan) (3/210). Dynów: Stowarzyszenie Promocji i Rozwoju Regionu Dynowskiego – Towarzystwo Przyjaciół Dynowa. tháng 3 năm 2013. ISSN 1234-6063.
- "Historia szkoły w Harcie Dolnej" [Lịch sử trường học ở Harta Dolna] (PDF). Dynowinka (bằng tiếng Ba Lan) (12/219). Dynów: Stowarzyszenie Promocji i Rozwoju Regionu Dynowskiego – Towarzystwo Przyjaciół Dynowa. tháng 12 năm 2013. ISSN 1234-6063.
- "Historia Gminnej Spółdzielni" [Lịch sử hợp tác xã vùng] (PDF). Dynowinka (bằng tiếng Ba Lan) (3/222). Dynów: Stowarzyszenie Promocji i Rozwoju Regionu Dynowskiego – Towarzystwo Przyjaciół Dynowa. tháng 3 năm 2014. ISSN 1234-6063.
- "Harta najhojniejsza, czyli historia sprzed 55 lat" [Harta hào phóng nhất, hay câu chuyện từ 55 năm trước] (PDF). Dynowinka (bằng tiếng Ba Lan) (11/256). Dynów: Stowarzyszenie Promocji i Rozwoju Regionu Dynowskiego – Towarzystwo Przyjaciół Dynowa. tháng 10 năm 2016. ISSN 1234-6063.
- "Pierwsza rocznica powstania związku Piłsudczyków Rzeczypospolitej Polskiej oddział w Harcie" [Kỷ niệm một năm thành lập chi hội Harta Piłsudski Cộng hòa Ba Lan]. Dynowinka (bằng tiếng Ba Lan) (9/279). Dynów: Stowarzyszenie Promocji i Rozwoju Regionu Dynowskiego – Towarzystwo Przyjaciół Dynowa. tháng 9 năm 2018. ISSN 1234-6063.
- Województwo Podkarpackie. Podregiony, powiaty, gminy 2018 [Tỉnh Podkarpackie. Tiểu vùng, huyện, xã 2018] (bằng tiếng Ba Lan), Rzeszów: Urząd Statystyczny w Rzeszowie, 2018, ISSN 1733-0041, Bản gốc lưu trữ ngày 6 tháng 12 năm 2022, truy cập ngày 28 tháng 1 năm 2024
- "Kolejny etap budowy sieci kanalizacji sanitarnej zakończony" [Giai đoạn xây dựng mạng lưới nước thải tiếp theo đã hoàn thành] (PDF). Głos Gminy Dynów (bằng tiếng Ba Lan). Dynów: Urząd Gminy Dynów. 2020. ISSN 2719-6860.
- "Odsłonięcie pamiątkowej tablicy ofiar NKWD" [Khánh thành bia tưởng niệm nạn nhân NKVD] (PDF). Głos Gminy Dynów (bằng tiếng Ba Lan). Dynów: Urząd Gminy Dynów. 2020. ISSN 2719-6860.
- "Odsłonięcie pomnika upamiętniającego 100. Rocznicę Bitwy Warszawskiej" [Khánh thành tượng đài kỷ niệm 100 năm Trận Warszawa] (PDF). Głos Gminy Dynów (bằng tiếng Ba Lan). Dynów: Urząd Gminy Dynów. 2021. ISSN 2719-6860.
- "Rządowy Fundusz Polski Ład: Program Inwestycji Strategicznych" [Quỹ Chính phủ Ba Lan: Chương trình đầu tư chiến lược] (PDF). Głos Gminy Dynów (bằng tiếng Ba Lan). Dynów: Urząd Gminy Dynów. 2022. ISSN 2719-6860.
- "I nagroda Kapeli Ludowej Młoda Harta" [Ban nhạc dân gian Młoda Harta đạt giải nhất] (PDF). Głos Gminy Dynów (bằng tiếng Ba Lan). Dynów: Urząd Gminy Dynów. 2022. ISSN 2719-6860.
- "Wykaz zabytków nieruchomych wpisanych do rejestru zabytków (księga A) – stan na 31 grudnia 2022 roku" [Danh sách di tích bất động sản vào sổ đăng ký di tích (Quyển A) – tính đến ngày 31/12/2022] (PDF), Narodowy Instytut Dziedzictwa (bằng tiếng Ba Lan), ngày 31 tháng 12 năm 2022, Bản gốc (PDF) lưu trữ ngày 10 tháng 6 năm 2023, truy cập ngày 29 tháng 2 năm 2024
- Oficjalny Spis Pocztowych Numerów Adresowych [Danh mục mã bưu chính chính thức] (PDF) (bằng tiếng Ba Lan), Poczta Polska, 2023, Bản gốc (PDF) lưu trữ ngày 28 tháng 4 năm 2023, truy cập ngày 29 tháng 2 năm 2024